# Wertheim

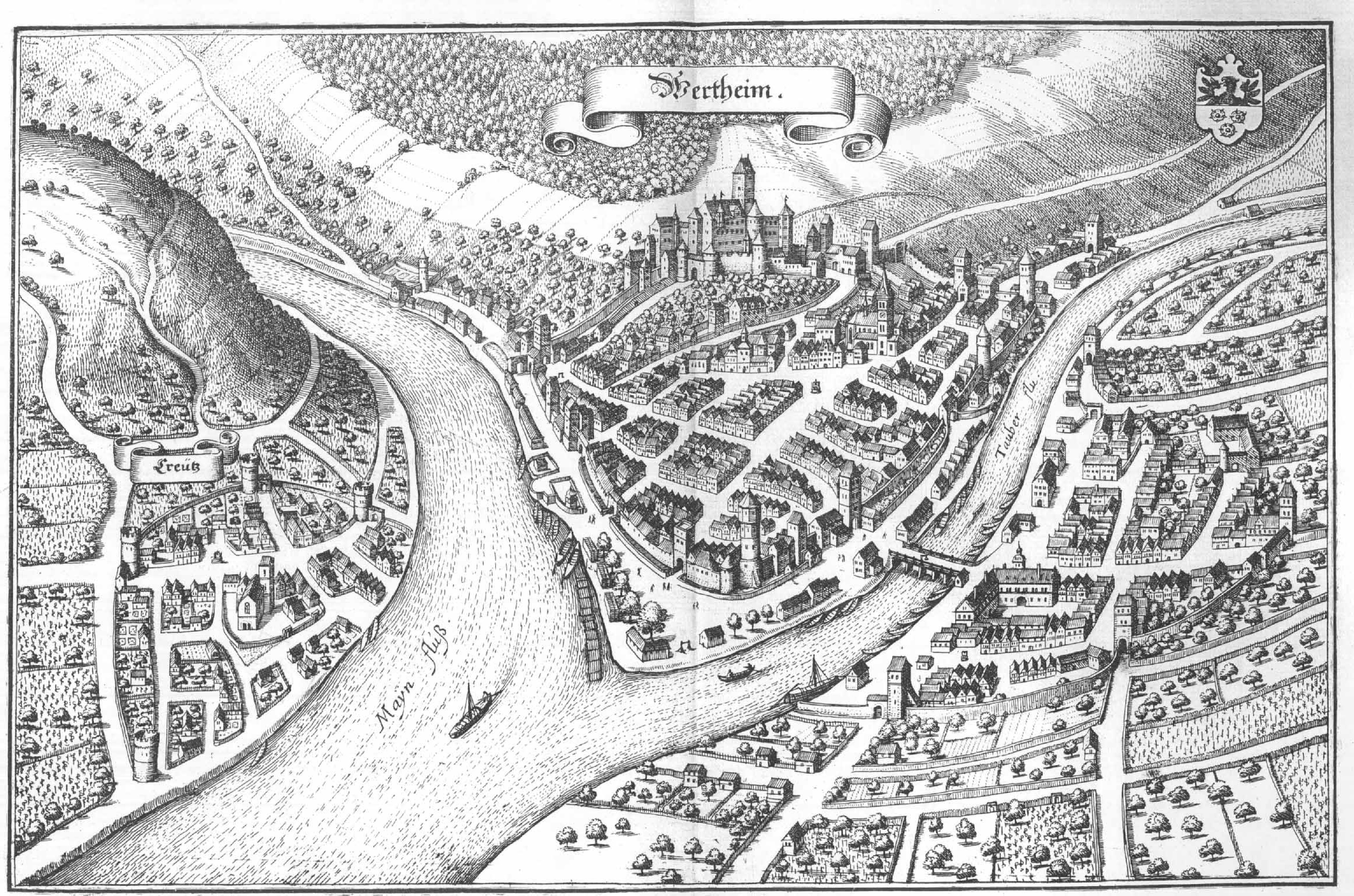
Merian: Nordwest-Ansicht von Wertheim 1656

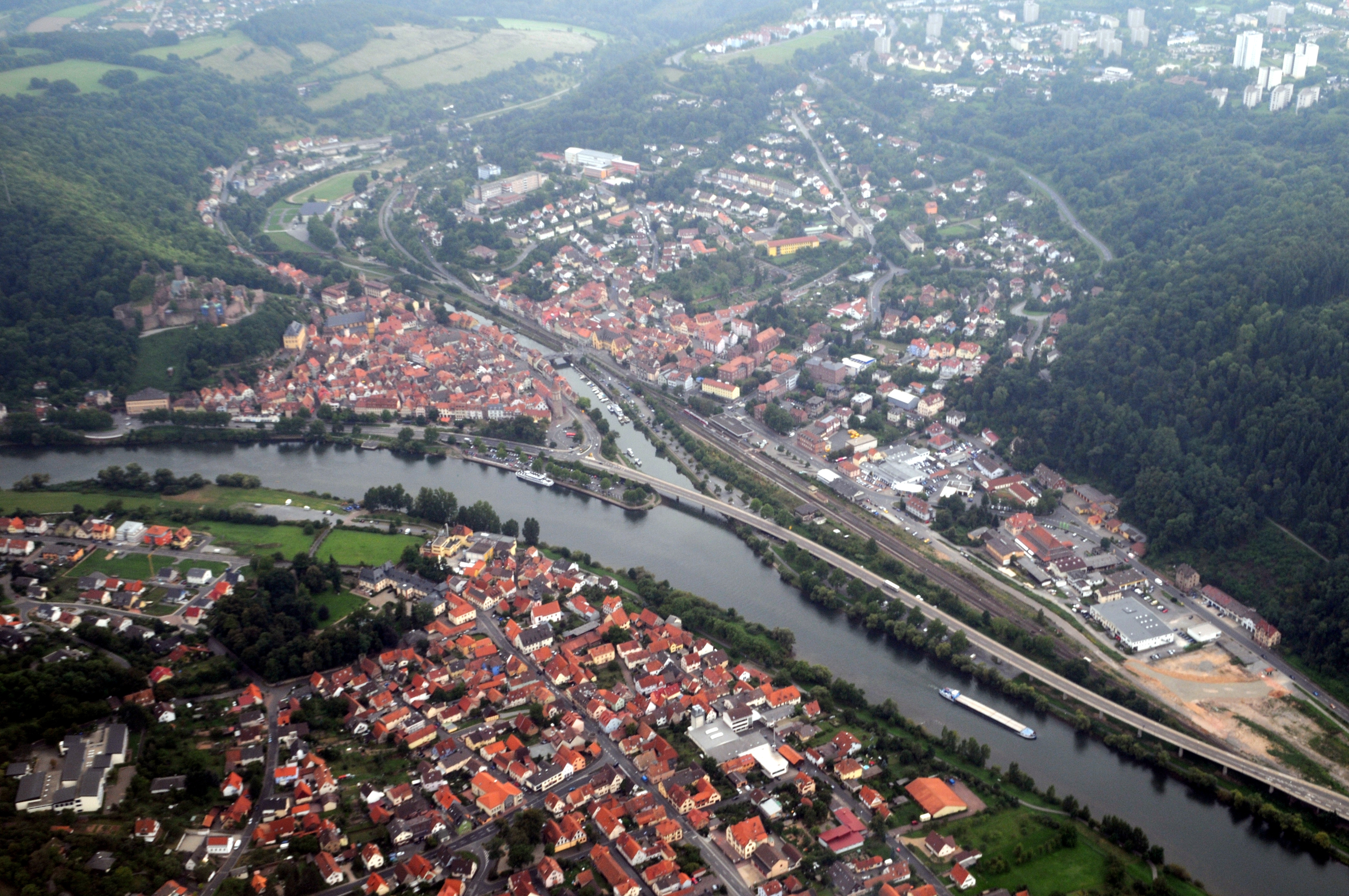
Wertheim oben, Kreuzwertheim unten. Luftbild 2008. Ansicht von nordwest

Wertheim (ⓘ, im taubergründischen Dialekt ['væʁdɘ]) ist die nördlichste Stadt Baden-Württembergs, direkt an der Grenze zu Bayern, etwa 70 Kilometer südöstlich von Frankfurt am Main und 30 Kilometer westlich von Würzburg. Die Mittelstadt liegt in Tauberfranken und ist (Stand 31. Dezember 2023) die zweitgrößte Stadt des Main-Tauber-Kreises und ein Mittelzentrum im Regionalverband Heilbronn-Franken für die umliegenden Gemeinden. Seit dem 1. Januar 1976 ist Wertheim eine Große Kreisstadt.

## Geographie

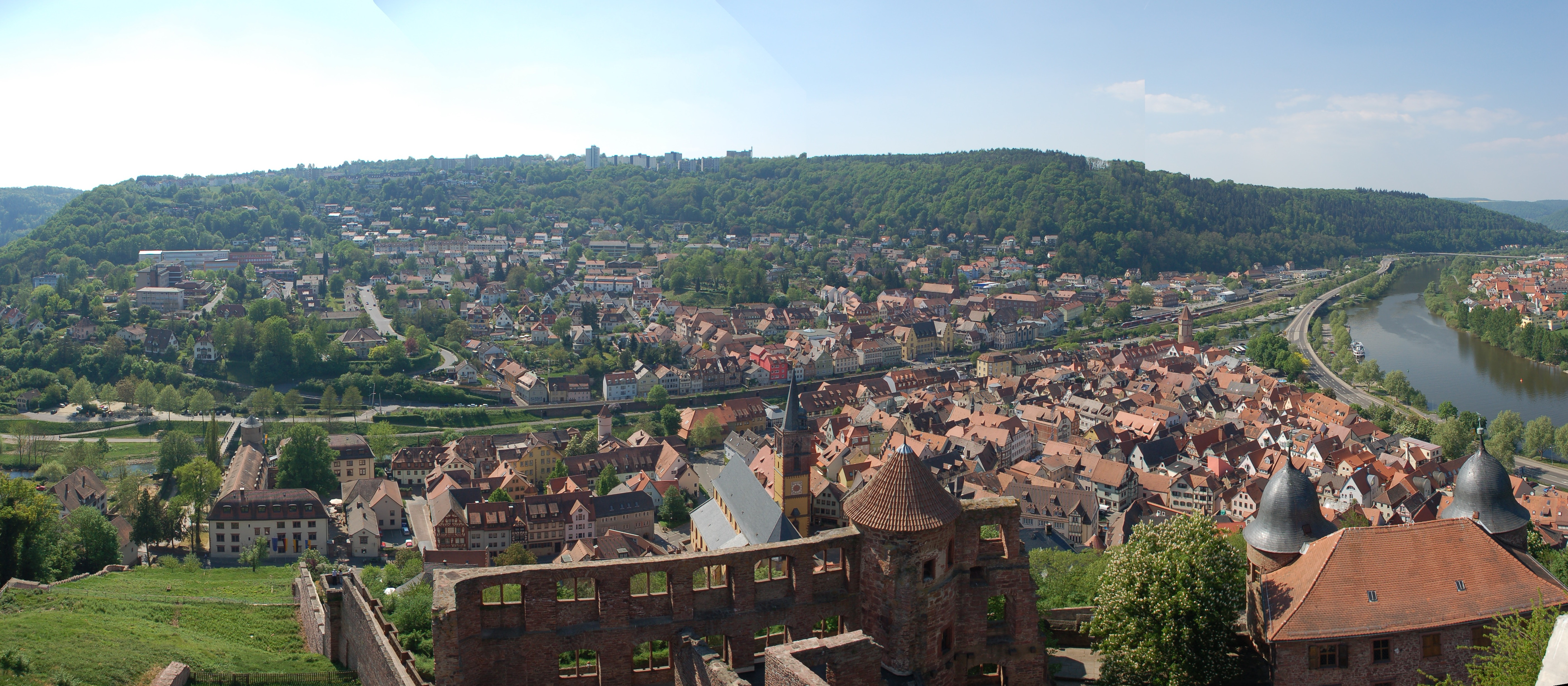
Wertheim, von der Burg aus gesehen
Burgruine über der Stadt

### Lage
Wertheim ist die nördlichste Stadt Baden-Württembergs und liegt im Nordwesten des Main-Tauber-Kreises an der Mündung der Tauber in den Main, an den Ausläufern des Odenwaldes bzw. des Spessarts jenseits des Mains. Das 138,63 Quadratkilometer große, im Norden vom Main begrenzte Gemeindegebiet gehört in seinen westlichen Teilen mit der Wertheimer Hochfläche und den tief eingeschnittenen Tälern des Mains und der Tauber naturräumlich zum Sandstein-Spessart und in seiner östlichen Hälfte zur Marktheidenfelder Platte. Die tiefste Gemeindestelle liegt am Main in Richtung Dorfprozelten mit 127 Metern Höhe, der höchste Punkt unweit südlich auf dem Vorderen Berg mit etwa 412 Metern Höhe.

### Nachbargemeinden
Die folgenden Städte und Gemeinden – im Uhrzeigersinn im Osten beginnend – grenzen an die Stadt Wertheim:
Holzkirchen, Helmstadt und Neubrunn (alle Landkreis Würzburg, Bayern), Werbach und Külsheim (beide Main-Tauber-Kreis), Neunkirchen (Landkreis Miltenberg, Bayern), Freudenberg (Main-Tauber-Kreis), Dorfprozelten, Stadtprozelten und Faulbach (alle Landkreis Miltenberg) sowie Hasloch, Kreuzwertheim und Triefenstein (alle Landkreis Main-Spessart, Bayern).

### Stadtgliederung

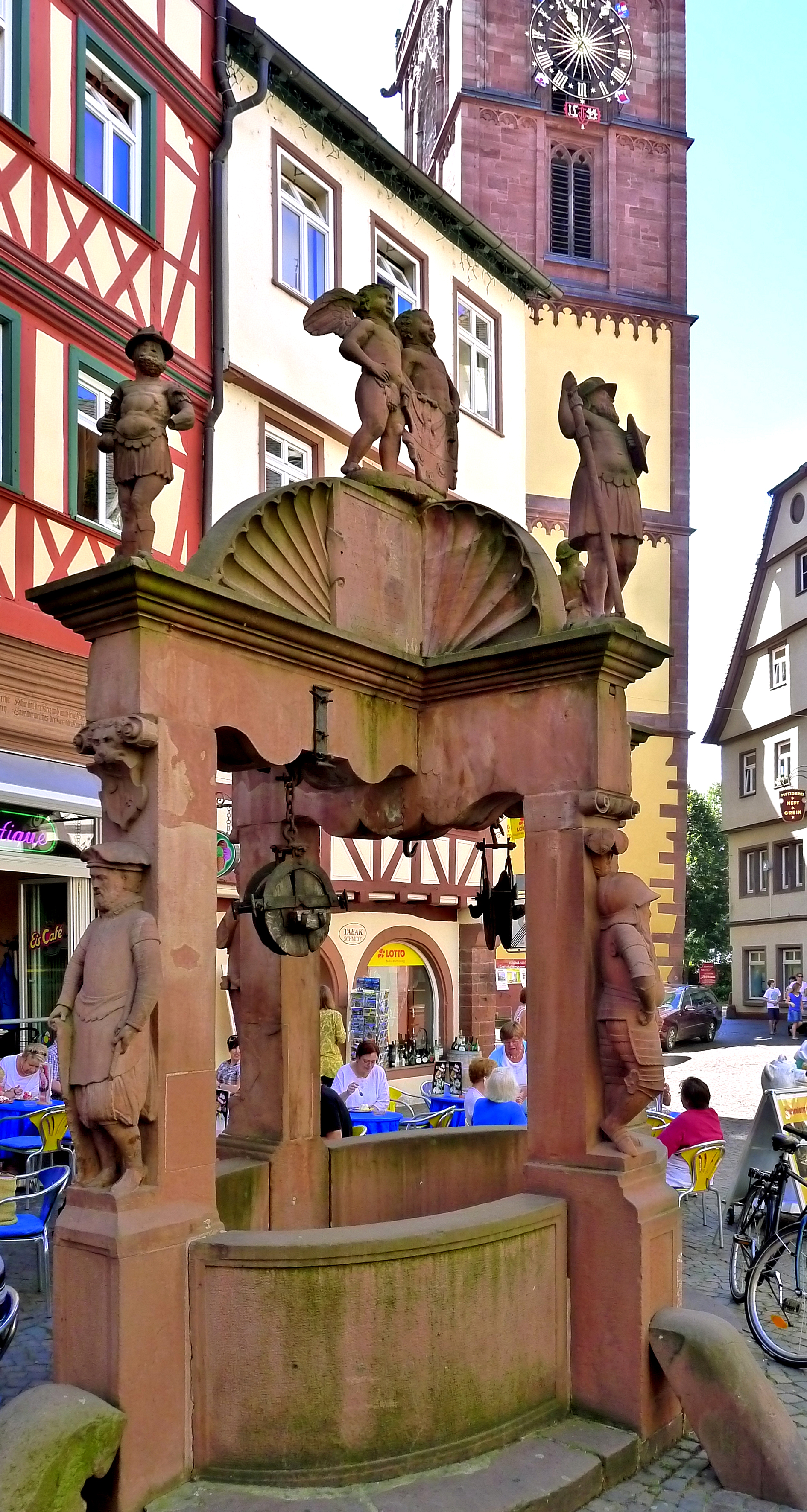
Engelsbrunnen mit Blick auf Altstadt, 1574 als städtischer Ziehbrunnen von Baumeister Michael Matzer und Bildhauer Mathes Vogel geschaffen

Das Stadtgebiet Wertheims besteht aus der Kernstadt, 15 Ortschaften mit je einer eigenen Ortsverwaltung und einem Ortsvorsteher sowie 5 Stadtteilen mit je einem Stadtteilbeirat und einem Stadtteilbeiratsvorsitzenden. Historisch wurde der Stadtbereich links der Tauber nicht immer als Stadtteil angesehen. So wird für diesen ehemals eigenständig ummauerten Bereich auf einem Kupferstich aus dem frühen 18. Jahrhundert die Bezeichnung „Vorstadt“ verwendet. Eine alternative Bezeichnung lautete „Übertauber“.

#### Ortschaften
Die 15 Ortschaften sind ehemals selbstständige Gemeinden, die erst bei der Gebietsreform in Baden-Württemberg der 1970er Jahre nach Wertheim eingegliedert wurden. Ihre Kurzporträts finden sich auf der Website der Stadtverwaltung. Zu einigen Ortschaften bzw. Stadtteilen gehören zum Teil noch weitere separat gelegene Wohnplätze mit eigenem Namen, wovon einige nur sehr wenige Einwohner haben. Es handelt sich um die Orte:
- Bettingen mit dem Dorf Bettingen (⊙) und dem Wohnplatz Industriegebiet Almosenberg (⊙).
- Dertingen mit dem Dorf Dertingen (⊙) und dem Wohnplatz Renztal (⊙).
- Dietenhan mit dem Dorf Dietenhan (⊙).
- Dörlesberg mit dem Dorf Dörlesberg (⊙), dem Gehöft Ernsthof (⊙) und den Wohnplätzen Ernsthofsiedlung (⊙) und Ebenmühle (⊙).
- Grünenwört mit dem Dorf Grünenwört (⊙).
- Höhefeld mit dem Dorf Höhefeld (⊙), dem Wohnplatz Klosterhöhe (⊙) als Streusiedlung sowie den Höfen Mittelhof (⊙) und Wagenbuch (⊙).
- Kembach mit dem Dorf Kembach (⊙) und dem Wohnplatz Sonnenberg (⊙).
- Lindelbach mit dem Dorf Lindelbach (⊙).
- Mondfeld mit dem Dorf Mondfeld (⊙) und dem Wohnplatz Rosenmühle (⊙).
- Nassig mit den Dörfern Nassig (⊙) und Ödengesäß (⊙), dem Wohnplatz Ödengesäßer Hof (⊙) und den Weilern Im Tal (Im Loch) (⊙) und Steingasse (⊙).
- Reicholzheim mit dem Dorf Reicholzheim (⊙), dem Weiler Bronnbach (⊙), dem Gehöft Schafhof (⊙) und den Wohnplätzen Bahnstation Bronnbach (⊙), Bahnstation Reicholzheim (⊙), Campingplatz (⊙), Eichgrundsiedlung (⊙), Jungheidsiedlung (⊙) und Teilbacher Mühle (⊙).
- Sachsenhausen mit dem Dorf Sachsenhausen (⊙) und dem Wohnplatz Am Kirchenweg (⊙).
- Sonderriet mit dem Dorf Sonderriet (⊙).
- Urphar mit dem Dorf Urphar (⊙) und dem Wohnplatz Klosterweg (⊙).
- Waldenhausen mit dem Dorf Waldenhausen (⊙).

#### Kernstadt und Stadtteile
Zu Wertheim gehören die Kernstadt Wertheim (⊙) und deren Stadtteile. Die sechs Stadtteile sind entweder ehemals selbstständige Gemeinden, die bis 1939 nach Wertheim eingemeindet wurden (Bestenheid (⊙), Eichel/Hofgarten (⊙) mit Eichel (⊙) und Hofgarten (⊙) und Vockenrot (⊙)) oder neu entstandene Gebiete, die nach ihrer Aufsiedelung zu eigenständigen Stadtteilen erklärt wurden (Reinhardshof (⊙) mit dem angrenzenden Wohngebiet Bestenheider Höhe (⊙), Wartberg (⊙)). Die Stadtteile bzw. Wohnplätze Brückenviertel (⊙), Mühlenviertel (⊙) und Tauberviertel (⊙) gingen in der Stadt Wertheim auf. Daneben gibt es noch die Wohnplätze Haidhof (⊙) und Neuhof (⊙). Reinhardshof entstand erst Mitte der 1990er Jahre, als nach Abzug der US-Armee aus dem bis dahin militärisch genutzten Kasernengelände der Peden Barracks der zivile Stadtteil Reinhardshof aufgesiedelt wurde. Bestenheider Höhe ist ein Wohngebiet, das zwischen den Stadtteilen Reinhardshof, Wartberg und Bestenheid liegt.

### Raumplanung
Wertheim bildet ein Mittelzentrum im Regionalverband Heilbronn-Franken, in der Heilbronn als Oberzentrum ausgewiesen ist. Zum Mittelbereich Wertheim gehört neben der Stadt Wertheim noch die Stadt Freudenberg, wobei auch starke Verflechtungen mit den bayerischen Nachbargemeinden bestehen.

### Schutzgebiete
In Wertheim gibt es drei Landschafts- und drei Naturschutzgebiete:
- Landschaftsschutzgebiet Wertheim: 3932,0 ha; Gemarkungen Freudenberg, Külsheim, Werbach und Wertheim; seit 1979.
- Landschaftsschutzgebiet Freudenberg: 1704,5 ha; Gemarkungen Freudenberg und Wertheim; seit 1984.
- Landschaftsschutzgebiet Kembachtal: 744,0 ha; Gemarkung Wertheim, seit 1985.
- Naturschutzgebiet Ellenberg-Kapf: 17,5 ha; Stadt Wertheim, Gemarkung Dertingen; seit 1986.[9]
- Naturschutzgebiet Gutenberg: 12,2 ha; Stadt Wertheim, Gemarkung Dertingen; seit 1984.[10]
- Naturschutzgebiet Leidenrain: 29,7 ha: Stadt Wertheim, Gemarkung Wertheim; seit 1942 und damit das älteste Naturschutzgebiet im Main-Tauber-Kreis.[11]

Daneben gibt es auf dem Gebiet der Stadt Wertheim insgesamt 34 als Naturdenkmal geschützte Objekte.
Die FFH-Gebiete Unteres Taubertal und Sandstein Spessart liegen teilweise auf dem Gebiet der Stadt Wertheim. Auf der Wertheimer Gemarkung liegen daneben noch acht Wasserschutzgebiete.

## Geschichte

### Frühzeit und Mittelalter

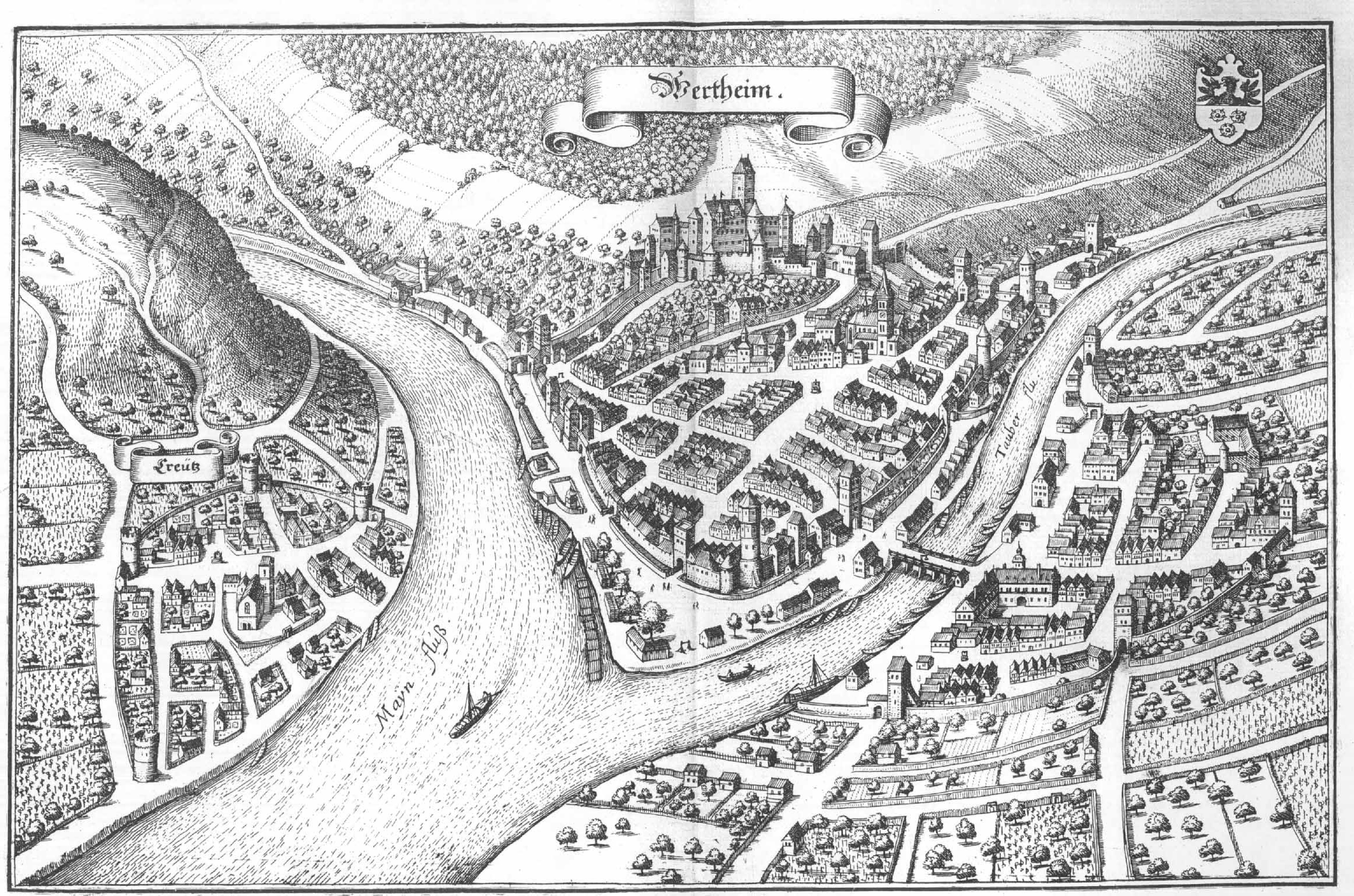
Wertheim um 1600 in der Topographia Franconiae

Auf der Wettenburg, einer Anhöhe in der Mainschleife auf Kreuzwertheimer Gebiet, gegenüber von Urphar auf der anderen Mainseite, siedelten bereits in der Zeit der Michelsberger Kultur und der Urnenfelderkultur Menschen. Auch zur Zeit der frühen Kelten (Latènezeit) und während der Völkerwanderung befand sich eine Siedlung auf der Anhöhe.

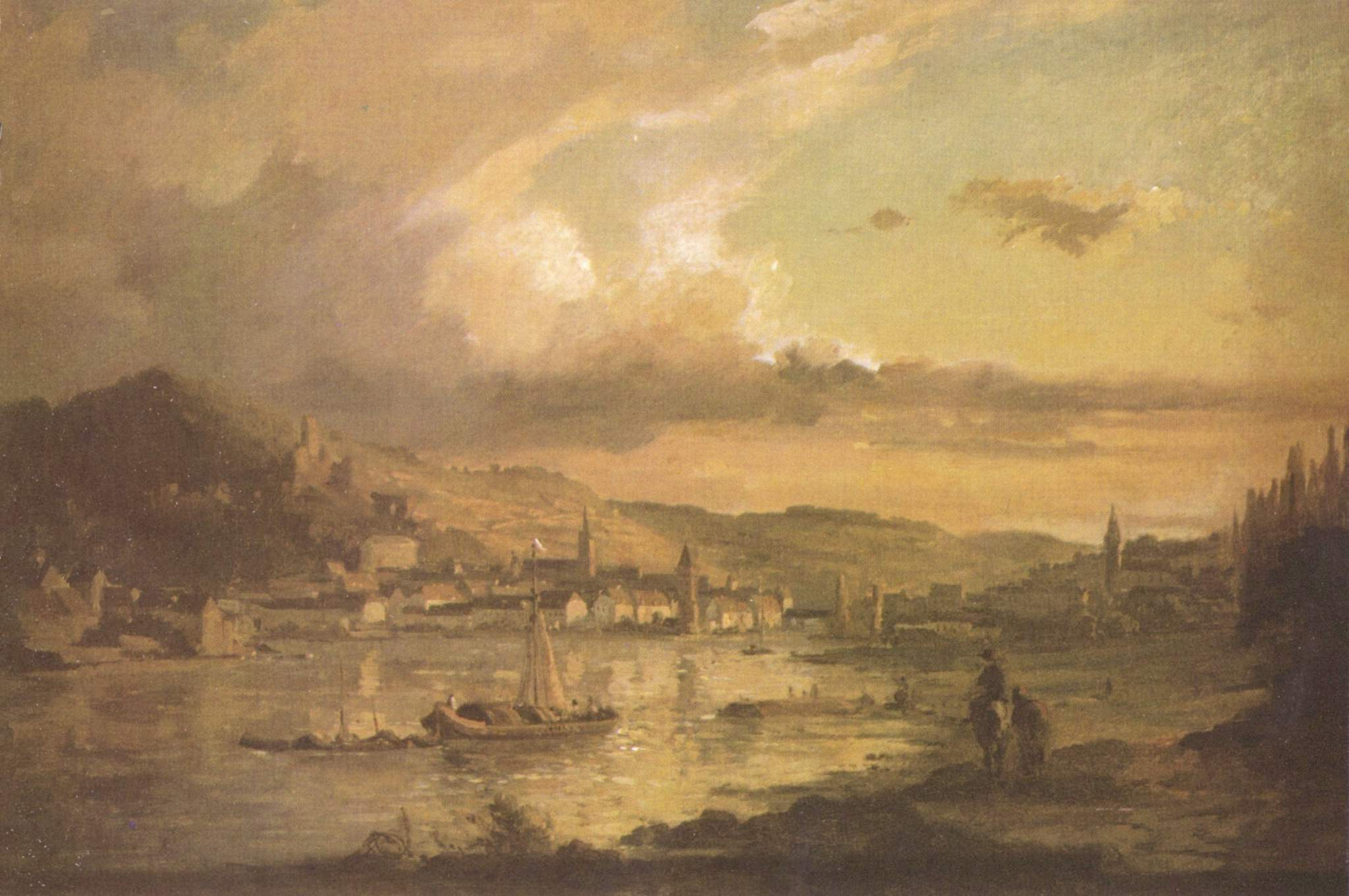
Wertheim a. M., Carl Anton Joseph Rottmann, 1822

Wertheim wurde wahrscheinlich im 8./9. Jahrhundert gegründet. Der Name der Zweiflüssestadt leitet sich von Werder im Sinne von Insel oder Erhebung in einem Fluss ab. Die Deutung des Ortsnamens im Sinne von Wert ist seit dem frühen 17. Jahrhundert gängig, so in der Wertheim-Darstellung in Daniel Meisners Thesaurus philopoliticus (1623). Die erste urkundliche Erwähnung von Wertheim (ob links oder rechtsmainisch ist unklar) fand von 750 bis 802 / 779/94 (?) statt. Graf Kunibert überträgt Eigen zu Wertheim, Biscoffesheim, Kuffese, Rowilenheim, Heringesheim und Kamerdinge an das Kloster Fulda (Urkunde Nr. 222, S. 320 im Urkundenbuch des Klosters Fulda). Ab dem frühen 12. Jahrhundert nannte sich ein Zweig des Adelsgeschlechts der Reginbodonen nach Wertheim. Nachdem diese als Grafen von Wertheim sich links des Mains, am rechten Ufer der Taubermündung, eine Burg (Burg Wertheim) erbauten, entwickelte sich unterhalb dieser beherrschenden Wehranlage eine neue Siedlung, die ebenfalls den Namen Wertheim erhielt. 1192 ist diese erstmals als „Suburbium castri Wertheim“ erwähnt, um 1200 wird sie als „oppidum“ und 1244 als „civitas“ bezeichnet.
Von 1355 bis 1373 wurde die Stadt von Graf Eberhard von Wertheim regiert. Unter seiner Ägide erhielt Wertheim 1363 urkundlich das Münzregal, weil er, so die Urkunde, Kaiser Karl IV. durch „stete trewe und fleizzigen dienst (…) offt unverdrozzenlich“ unterstützte. In dieser Zeit unterstellte der Graf von Wertheim die gesamte Grafschaft dem Kaiser Karl IV. Der Kaiser gab dem Grafen die Grafschaft als Lehen des böhmischen Reiches wieder zurück. Diese Hörigkeit nach Böhmen machte die Wertheimer Grafen zu Vertrauten der Monarchie.
Der letzte Graf von Wertheim war Michael III. Dieser heiratete die älteste Tochter des Grafen Ludwig zu Stolberg, Katharina. Da aus dieser Ehe kein männlicher Nachfahre hervorging, starb das Adelsgeschlecht aus und Ludwig zu Stolberg kam in den Besitz der Grafschaft Wertheim. Nach dessen Tod 1574 ging die Grafschaft an einen weiteren Schwiegersohn, Graf Ludwig von Löwenstein.

### 3. Würzburger Fehde
Nach dem Tod von Graf Ludwig zu Stolberg 1574 erkannten die drei Schwiegersöhne Stolbergs, Graf Philipp von Eberstein, der Ehemann von Katharina, Graf Dietrich von Manderscheid, Ehemann von Elisabeth, und Ludwig III. von Löwenstein, Ehemann von Anna, die Erbfolge an und regierten die Grafschaft gemeinsam. Diese Einigkeit geriet nach dem Tod von Dietrich von Manderscheid im Jahr 1593 durch die zweite Ehe Elisabeths mit dem katholischen Wilhelm von Krichingen verloren, da dieser nicht gemeinsam mit Ludwig III. regieren wollte. Darüber hinaus beanspruchte er die würzburgischen Lehen von Graf Ludwig zu Stolberg. Der Würzburger Bischof Julius Echter stellte sich in diesem Streit auf die Seite von Krichingen und unterstützte ihn. Nach dem Tod der Gräfin Katharina von Eberstein verlegte von Krichingen seinen Wohnsitz nach Remlingen, von wo aus er die Fehde begann.
Der Bischof ließ Wertheim belagern und einzelne Dörfer brandschatzen. So wurde 1605 Bettingen und am 23. April 1606 Höhefeld von bischöflichen Reitern überfallen und geplündert. Dabei wurden fünf Bürger zum Teil schwer verwundet.
1612, nach dem Tod des kinderlosen Ehepaares von Krichingen, zog Julius Echter den ganzen linksmainischen Wertheimer Besitz für das Hochstift Würzburg ein. Eine Beschwerdeschrift aus Wertheim enthält hierzu die Anmerkung „Maior minoris esca“ (Der Große frisst den Kleinen).
Der Konflikt führte dazu, dass die vier ehemals wertheimischen Ämter (Karlstadt-)Laudenbach, Remlingen, Freudenberg und Schweinberg würzburgisch wurden. Die Grafschaft Wertheim akzeptierte den Verlust der Ämter nicht und strengte noch im 18. Jahrhundert Klagen dagegen an, die jedoch erfolglos blieben.

### Spaltung der Fürstenlinie
Die Stadt Wertheim, die zwischen 1500 und 1806 im Fränkischen Reichskreis lag, entwickelte sich zum Mittelpunkt der gleichnamigen Grafschaft, die seither von den Grafen bzw. späteren Fürsten von Löwenstein-Wertheim regiert wurde. Um 1630 trennte sich das Gesamthaus Löwenstein-Wertheim in zwei Linien: Die ältere und protestantische Linie trug den Beinamen Virneburg und die jüngere, rekatholisierte, den Beinamen Rochefort. Dieses Fürstentum bestand bis 1806 und wurde dann mit der Rheinbundakte mediatisiert. Die Stadt Wertheim und mit ihr das linksmainische Umland wurden dem Großherzogtum Baden angeschlossen, die Gebiete rechts des Mains gingen zunächst an den Staat des Fürstprimas von Dalberg bzw. das spätere Großherzogtum Frankfurt und nach dessen Auflösung 1815 an das Königreich Bayern. Wertheim wurde Sitz verschiedener Amtsbezirke (Stadtamt, Erstes und Zweites Landamt), die 1819 zum Bezirksamt Wertheim (siehe Verwaltungsgliederung Badens) verschmolzen.

### Münzregal

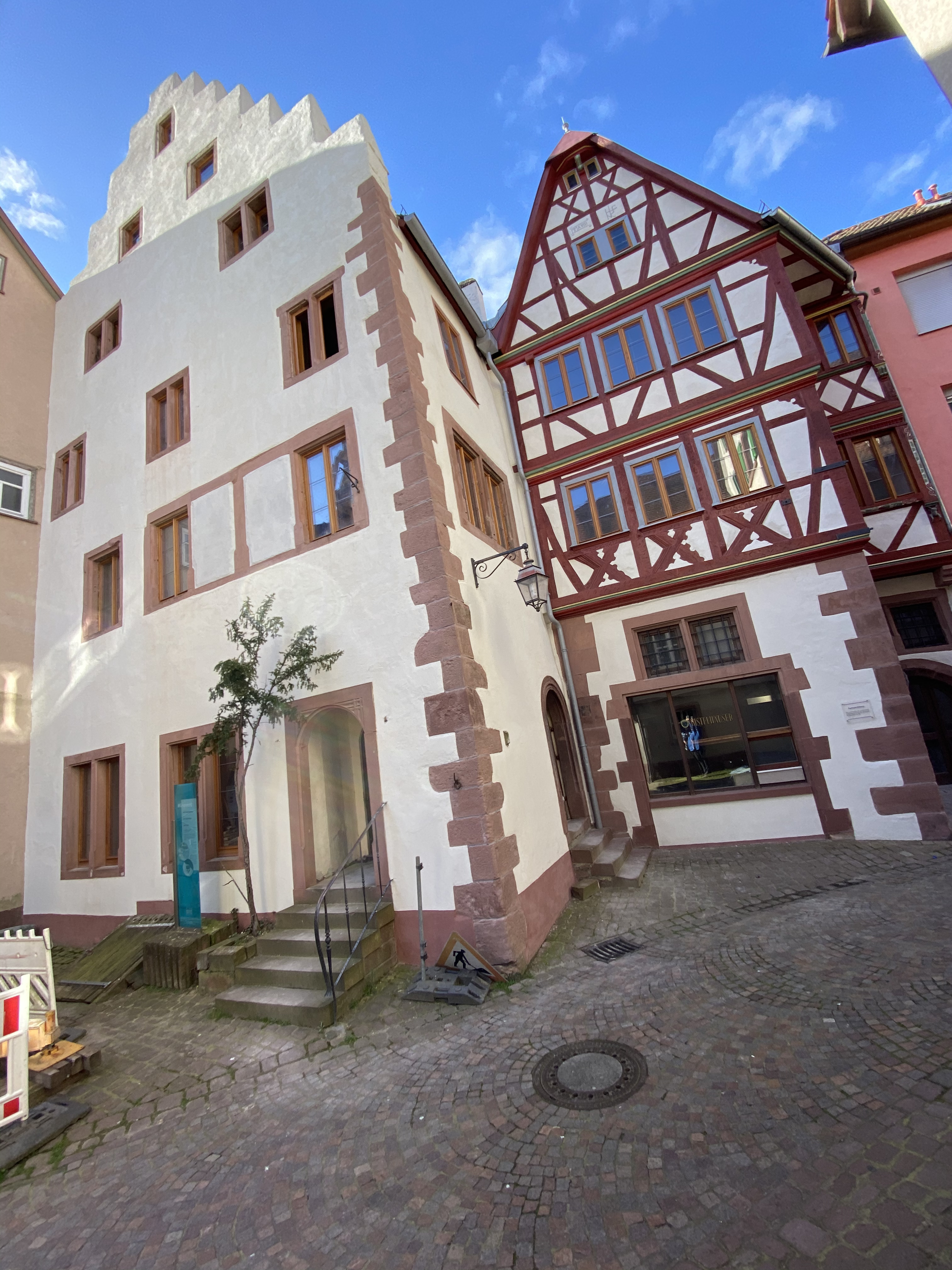
Alte Münz, Münze der Grafschaft und Wohnhaus des Schultheiß, 1260 errichtet

Graf Eberhard von Wertheim erhielt 1363 mit dem Münzregal das Recht, Münzen zu prägen und finanziellen Gewinn daraus zu ziehen. Aus der Zeit der Wertheimer Grafen sind jedoch nur wenige Münzen erhalten; von 1442 bis 1556, als Michael III. starb, existieren überhaupt keine Prägungen. Unter Graf Ludwig von Stolberg wurde die Münzprägung bis zu dessen Tod 1574 wieder aufgenommen. Unter seinem Nachfolger, Graf Ludwig von Löwenstein, war die Münzprägung erneut unterbrochen. Dessen Erben prägten als Gemeinschaftsregierung um 1620 wiederum fünf Jahre lang Münzen. Während des Dreißigjährigen Krieges und der Zeit danach wurde die Münzstätte erneut nicht genutzt. Im Anschluss daran prägten sowohl Eucharius Kasimir, welcher der Linie Virneburg angehörte, als auch Maximilian Karl, der aus der konkurrierenden Linie Rochefort stammte, wieder Münzen. Letzterer wollte die Grafschaft aus Verwaltungsgründen unter beiden Linien aufteilen. Ein Münzstempel aus jener Zeit zeigt als Allegorie ein gegeneinander gestelltes Sinnbild mit einem starken Obstbaum, der, durch zwei Arbeiter gepflegt, gedeiht, und einem zweiten, der ohne Früchte dargestellt ist und mit Gewalt in zwei Hälften gezogen zu zerbrechen droht. Von 1730 bis 1750 – beide waren zu dieser Zeit schon verstorben – ruhte die Münzprägung in Wertheim erneut, bis sie durch Graf Johann Ludwig Vollrath und Fürst Karl Thomas bis zum Ende der Grafschaft 1806 wiederbelebt wurde.
Die herrschaftliche Münze war anfangs auf der Wertheimer Burg, danach in der späteren Hofhaltung und zuletzt in dem Altstadtgebäude, das noch heute den Namen Alte Münze trägt. Im 16. Jahrhundert hieß die Straße an der Münze Schulzengasse. Die Schultheiße oder Schulzen beaufsichtigten die Münzprägung. Von der Wertheimer Münzstätte sind noch 196 Stempel erhalten.

### Hochwasser vom Februar 1784
Am 27./28. Februar erlebte Wertheim das bislang höchste Hochwasser seiner Geschichte. Die Schiffer Georg Nicolaus und Philipp Christoph Müller berichteten über die Entwicklung im Vorfeld: „Der Winter ließ sich schon im November kalt und unfreundlich an. Zwischen dem 10. und 20. Dezember fror der Main bereits an verschiedenen Orten, darunter auch in Eichel, zu. Nach Weihnachten wechselten Regen und viel Schnee einander ab. (…) In der ersten Januarwoche ging der Main ganz zu.“ Als der Schneefall endete, setzte am 24. Februar die Schneeschmelze ein, zwei Tage später gefolgt von starkem Regen. Als die Tauberbrücke überspült wurde, flüchteten viele Einwohner auf die rechte Tauberseite. Die Tauberbrücke stürzte am Nachmittag des 27. Februar ein; das Wasser stieg in der folgenden Nacht weiter, so dass weder am Main- noch am Brückentor ein Durchkommen möglich war. Lediglich durch das Eicheltor kam man per Boot in die Stadt. Der Pegel erreichte einen Stand von 8,50 Metern. Dieses extreme Hochwasser hing vermutlich mit dem Ausbruch des isländischen Vulkans Laki zusammen, der in ganz Europa zu massiven Unwettern führte.

### Revolution von 1848/49

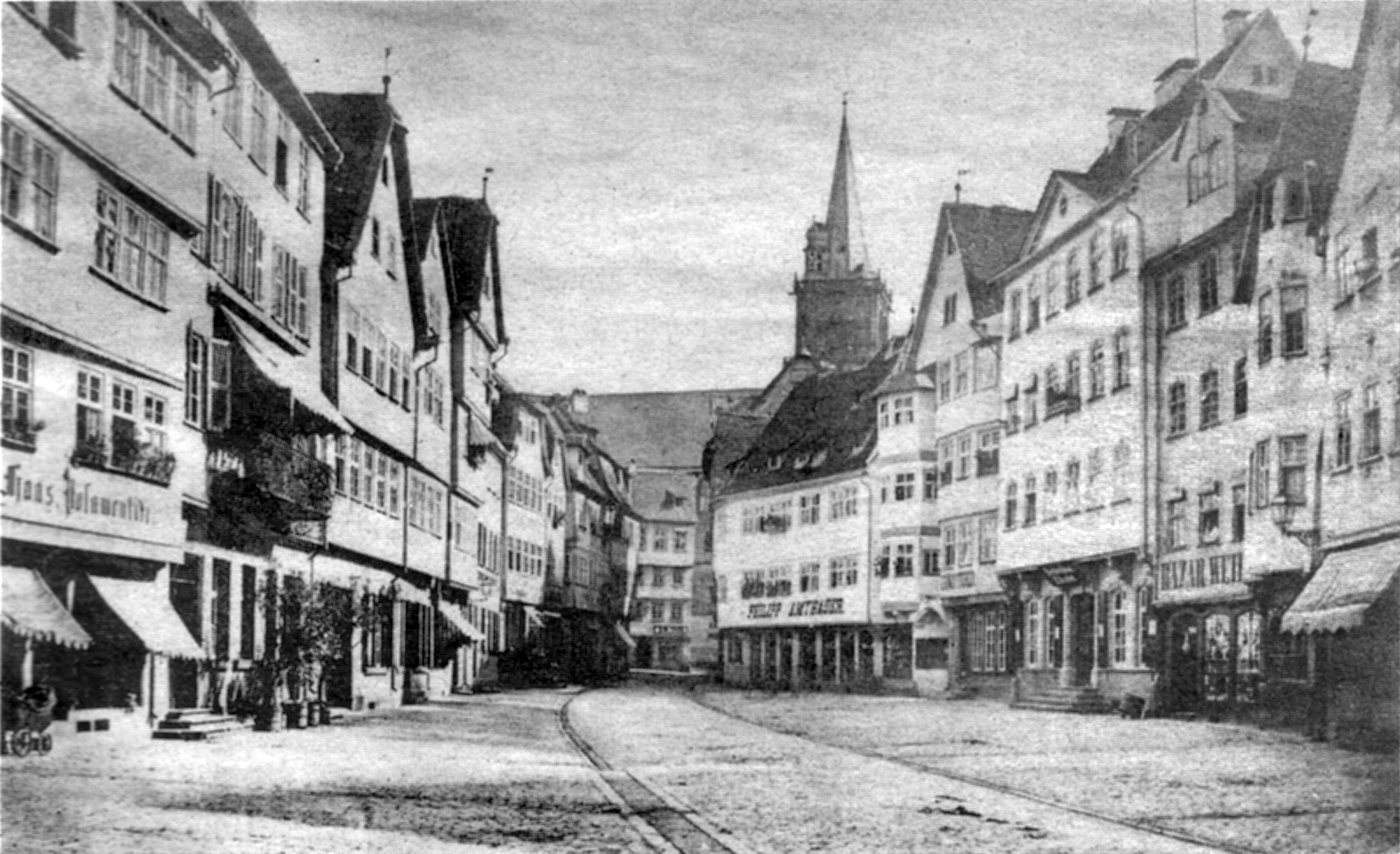
Wertheimer Marktplatz vor 1882, damals noch ohne Brunnen

Die Hungersnot 1846/47 war auch in Wertheim einer der Gründe für die Märzrevolution. Das Brot für die Armen wurde in Wertheim von der Stadtkasse subventioniert, für manche wurde es auch kostenlos abgegeben. Ferner existierte eine städtische Suppenanstalt. Am 2. März 1848 zog dann anlässlich der neu errungenen Rechte wie Pressefreiheit, Schwurgerichte und Volksbewaffnung, welche vom Großherzog gewährt worden waren, ein Festumzug durch die Stadt. Der Zug aus Turnern ging durch die festlich beleuchtete Stadt zum Rathaus und von dort unter Begleitung von Bürgermeister Ludwig Haas, des Großteils des Gemeinderats sowie des Bürgerausschusses zum Löwensteiner Hof, wo etliche Reden gehalten wurden.
Nachdem am 10. März in Bronnbach Reicholzheimer Bauern vor dem Fürstlich Löwenstein-Wertheim-Rosenbergischen Rentamt demonstriert hatten, wurden in Wertheim Nachtwachen aufgestellt, die sich aus dem Schützencorps und der übrigen Bürgerschaft rekrutierten, da befürchtet wurde, dass die Reicholzheimer Bauern nach Wertheim ziehen würden, was jedoch nicht der Fall war.
Am 4. April brachten Wertheimer Bürger am Spitzen Turm eine schwarz-rot-goldene Fahne an. Sie war mit freiwilligen Beiträgen gestiftet worden und wurde mit Freudenschüssen begrüßt. Bei der Wahl der Wahlmänner zur Nationalversammlung am 13. April setzten sich in Wertheim die Vertreter einer konstitutionellen Monarchie durch.
Am 1. April, kurz nach dem Erlass des Gesetzes über die Errichtung von Bürgerwehren, wurde in Wertheim eine Bürgerwehr aufgestellt. Diese wurde im Juni neu eingeteilt und umfasste 500 Mann zu Fuß sowie 20 zu Pferd. An ihrer Spitze stand als Bannerführer Erbprinz Adolf zu Löwenstein-Wertheim-Freudenberg, unter dessen Befehl die Bürgerwehr am 6. August auf dem Marktplatz aufmarschierte, wo er das Manifest An das deutsche Volk von Erzherzog Johann von Österreich, dem Reichsverweser, verlas. Anfangs konnte die Bürgerwehr nur exerzieren, da es noch an Waffen mangelte, denn diese mussten auf Kosten der Bürger beschafft werden.
In Wertheim stand man den republikanischen Zielen Heckers kritisch gegenüber, ein Umstand, der besonders in den Versammlungen zur Wahl der Wahlmänner für die Nationalversammlung Geltung bekam. Im Herbst 1848 kam es zur Bildung von Vereinen, die die politische Mitgestaltung zum Ziel hatten. Im September wurde der Arbeiterbildungsverein ins Leben gerufen, später, am 27. Oktober, der Volksverein im Gasthaus Ochsen, der zur damaligen Zeit wegen der dortigen heftigen Meinungswechsel auch den Spitznamen „Krawallschachtel“ trug. Ursache war ein Streit zwischen den drei Bürgermeistern Adelmann, Götzelmann und Scheurich und dem Fürsten. Am 30. September hatten sie ihn im Namen von 19 Gemeinden der ehemaligen Grafschaft Wertheim gebeten, einige alte Abgaben zu erlassen. Seine Antwort darauf, die im demokratischen Main- und Tauberboten veröffentlicht wurde, soll gelautet haben: „Ja, Ja! Ihr bekommt nichts. Der Fürst Löwenstein scheißt nicht in die Hosen!“
Zum Tode Robert Blums am 9. November nahm die Redaktion des Main- und Tauberboten Spenden für dessen Hinterbliebene an. Die Demokraten organisierten am 15. November eine Trauerfeier. Ihre Gegner gründeten etwas später, im Februar 1849, den Vaterländischen Verein, konnten jedoch den Volksverein nicht überflügeln, da dieser wegen der Auseinandersetzung um die Reichsverfassung regen Zulauf erhielt. Am 20. Mai 1849 organisierte der Vaterländische Verein eine große Volksversammlung auf dem Marktplatz, zu der sich damaligen Presseberichten zufolge 9.000 bis 10.000 Menschen eingefunden haben sollen. Trotz des Fehlens beinahe aller angekündigten Redner wurde beschlossen, die provisorische Regierung in Baden, zu der auch das Heer übergegangen war, anzuerkennen und auch die bayerischen Franken bei ihrem Kampf für die Reichsverfassung zu unterstützen. Bei dieser Versammlung baten gegen Ende etwa 400 Studenten der Universität Würzburg um Asyl in Wertheim, da sie in Würzburg Übergriffen des dort stationierten Militärs ausgesetzt waren. Nach acht Tagen und Gesprächen mit Behörden und der Universität konnten sie wieder nach Würzburg zurückkehren. Sie wurden mit einem Festball im Löwensteiner Hof verabschiedet.

Die Tauber in Wertheim vor 1873, ganz links die alte Tauberbrücke

Linkes Tauberufer in Wertheim vor 1873, in der Mitte das Zunfthaus der Fischer und Schiffer

Bei den Wahlen zur verfassungsgebenden Versammlung im Juni wurde Nikolaus Müller, ein Buchdrucker aus dem Volksverein, als einer der vier Abgeordneten des 20. Wahlkreises gewählt. Außerdem wurde er als Nachfolger von Jakob Langguth „Civilkommisär“ und war als solcher für die Verwaltung und für die Führung des Volksaufgebots zuständig. Er druckte von 1843 bis Juni 1849 den Main- und Tauberboten, den Vorgänger der heutigen Wertheimer Zeitung, ferner auch die Mauthpredigt von Ludwig Börne. Im Mai 1849 kam es nach Aufrufen des Volksvereins, des Turnvereins und des Arbeitervereins zur Gründung eines Freikorps. Am 23. und 24. Juni entstanden Tumulte, als das erste Aufgebot der Volkswehr nach Tauberbischofsheim ausrücken sollte, um dort konterrevolutionäre Bestrebungen zu unterdrücken. Zwei Mitglieder des Vaterländischen Vereins versuchten, dies zu verhindern, und wiesen darauf hin, dass die Preußen im Anmarsch seien. Diese Aktion führte zu ihrer Verhaftung.

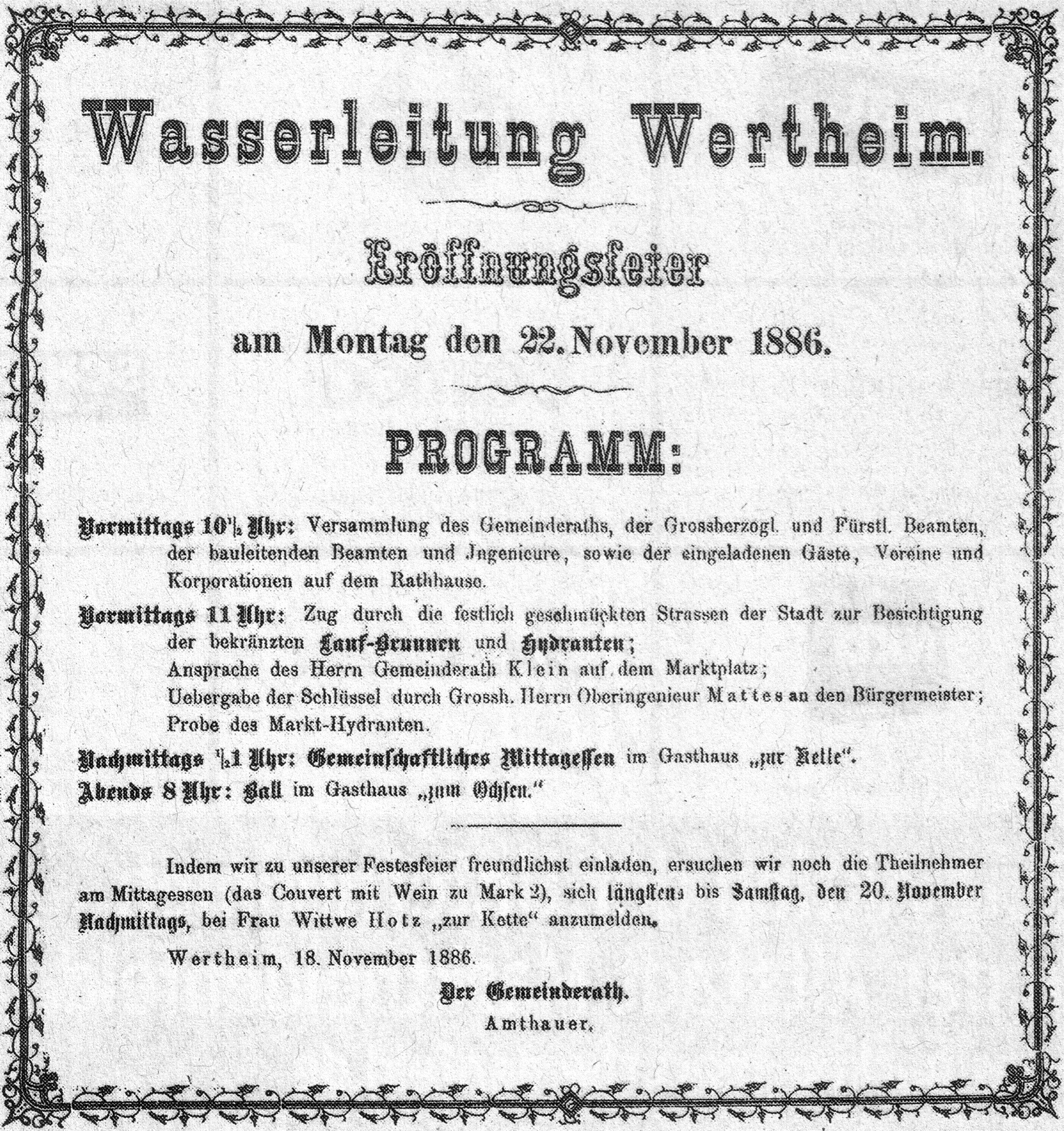
Einladung zur Eröffnung der Wasserleitung 1886

Jenes erste Aufgebot rückte am 24. Juni aus, erfuhr jedoch in Hundheim von der Niederlage der Revolutionstruppen bei Waghäusel und kehrte um. Die preußischen Truppen besetzten Wertheim am 16. und 17. Juli mit dem 5. preußischen Jägerbataillon und blieben bis 1852. Der Volksverein wurde sofort aufgelöst, etliche Bürger als Revolutionäre verhaftet und teils in der Stadt, teils im Schloss Külsheim eingesperrt, wo am 14. September 1849 nach einem Vierteljahr die längste Haftzeit zu Ende ging. Unter den bestraften Wertheimern befanden sich auch zwei Juden, Philipp Mandelbaum und Bernhard Benario. Der Verleger Nikolaus Müller konnte mithilfe des Engelwirts, seines Nachbarn, entkommen und floh über die Schweiz nach Amerika. Auch der Vorstand des Arbeitervereins, Ernst Weimar, konnte entkommen. Es wurden auch weitere Strafen wie Stadtarrest, Geldstrafen und Zuchthausstrafen ausgesprochen. Die Jäger aus Görlitz, Teil der preußischen Besatzung, trugen jedoch mit Konzerten auch zur Wertheimer Kultur bei. Die Infanterie, die dieser Einheit folgte, hinterließ in der Kirche St. Venantius einen in neugotischem Stil gefertigten Taufstein mit Baldachin.

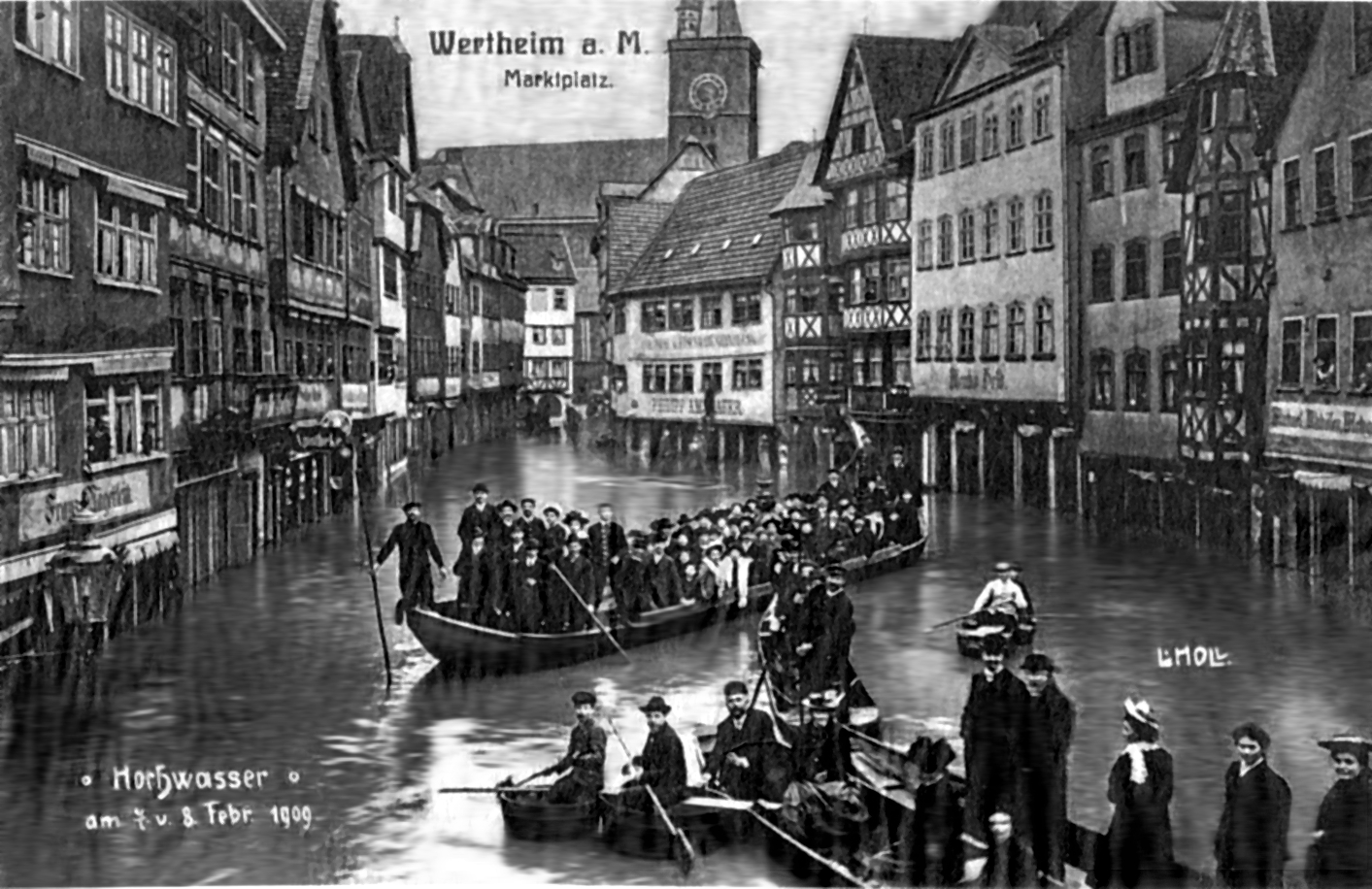
Überfluteter Marktplatz im Februar 1909

### Einrichtung der Trinkwasserversorgung
Bereits 1882 gab es in Wertheim drei sogenannte Laufwasserbrunnen – an der Hofhaltung, am Marktplatz und in der Brückengasse. Beim Bau des Schlossbergtunnels, der zur Bahnstrecke Lohr–Wertheim gehörte, stieß man am Tunneleingang an der Mühlenstraße auf Quellwasser, welches gefasst und über gusseiserne Leitungen zu den Laufbrunnen geführt wurde. Diese erste Trinkwasserversorgung wurde am 17. Mai 1882 feierlich in Betrieb genommen. 1886 wurden die Wasserleitungen zu den einzelnen Wohnhäusern weitergeführt. Da sie von der Dörlesberger Pfarrwiesenquelle gespeist wurden, führten sie über Reicholzheim durch den Eisenbahntunnel Waldenhausen zum Hochbehälter am Knackenberg. 1912 wurden zusätzlich die Wolfs- und die Eselsquelle bei Dörlesberg erschlossen, um die Trinkwasserversorgung erweitern zu können; 1915 kam ein weiterer Hochbehälter an der Alten Steige hinzu.

### Hochwasser vom Februar 1909

Obere Eichelgasse (vor 1911)

Am 7./8. Februar 1909 wurde Wertheim von einem Hochwasser überrascht, das besonders heftig ausfiel und als das zweithöchste des 20. Jahrhunderts in die Stadtchronik einging. Zu den bereits vorhandenen Schneemassen kamen am 1. Februar weitere hinzu, sodass sogar Auswärtige mit ihren Schlitten per Zug anreisten, um in Wertheim zu rodeln. Als die Temperatur aufgrund eines Witterungsumschwungs plötzlich auf sieben bis neun Grad stieg, taute der Schnee. Bereits am 4. Februar meldete die Wertheimer Zeitung, dass das Tauwasser „geradezu Ueberschwemmungen verursachend“ durch die Straßen lief. Am 5. Februar kam das Hochwasser der Tauber, die bis Bad Mergentheim einem See glich, in die Stadt. Am Abend wurde die Tauberbrücke mit Schienen belastet, um ein Fortspülen zu verhindern. Am Samstag fiel jedoch der Pegel der Tauber überraschend wieder, dafür führte der Main immer mehr Wasser in die Stadt. Am Sonntag, dem 7. Februar, standen einzelne Straßen dann zwei bis drei Meter unter Wasser. Der Mainpegel stand bei beinahe sieben Metern, und der innerstädtische Verkehr wurde zumeist mit Kähnen und Schiffen bewältigt. Auch kamen Schaulustige aus den höhergelegenen Dörfern ringsum per Zug, um das Hochwasser anzusehen. In der Zeitung wurden unter anderem Schäden bei Steinbruchbesitzern vermeldet, deren Hütten weggerissen worden waren. Zwar kam der Landeskommissär aus Mannheim angereist, um sich einen Überblick über die Schäden zu verschaffen; dennoch gab es zahlreiche Klagen, dass die Regierung den Geschädigten keine Hilfe anbiete. Ein Wohnhaus musste nach dem Hochwasser abgebrochen werden; die Aufräumarbeiten konnten erst Anfang März abgeschlossen werden, da bis dahin strenger Frost vorherrschte.

### Ehrenmal „Reichstreue am Main“
Am 31. März 1931 wurde in der Wertheimer Zeitung der Plan zu einem Ehrenmal vorgestellt, das den Namen „Reichstreue am Main“ tragen sollte. Initiator war Gymnasialprofessor Alfred Bock, der damit die aus dem Versailler Vertrag resultierenden Gebietsverluste thematisieren und das „Zusammengehörigkeitsgefühl“ von Nord und Süd an der Mainlinie ausdrücken wollte. Angedacht war eine dreibogige Ehrenhalle, die von einem massiven Turm überragt werden sollte und somit auch als Aussichtspunkt hätte dienen können – letzteres insbesondere aufgrund des Standorts auf dem heutigen Wartberg. Der Bau sollte den Gründern des Deutschen Reiches und seinen Verteidigern im Ersten Weltkrieg gewidmet werden; ausgeführt werden sollte er durch den Architekten Bernhard Klüpfel. Ein Ehrenmal-Ausschuss wurde gegründet; zu seinen Mitgliedern gehörten neben dem Initiator Wertheims Bürgermeister Hans Bardon, Fürst Udo zu Löwenstein-Wertheim-Freudenberg, Stadtbaumeister Klüpfel und Kunstmaler Willy Exner. Letzterer fertigte einen Entwurf an, bei dem eine Statue mit erhobener Schwurhand den Bau krönen sollte, als Sinnbild des gewählten Mottos aus dem Rütlischwur in der Fassung von Schillers Wilhelm Tell: „Wir wollen sein ein einig Volk von Brüdern“. Die Spitze war auf 310 m über Normalnull vorgesehen. Die Bevölkerung wurde in Faltblättern zur Mitarbeit (unter anderem über den „Freiwilligen Arbeitsdienst“) und zu Geldspenden aufgerufen. Am 12. Juli 1932 kaufte die Stadtgemeinde den benötigten Baugrund und die Bauarbeiten begannen, gediehen jedoch nicht sehr weit, da sich die meisten Arbeitsdienstler bis Ende November wieder abmeldeten und der Bau danach offensichtlich eingestellt wurde. Nach der Machtergreifung der Nationalsozialisten wurden die bis dahin gesammelten Gelder wahrscheinlich für das Kreuzwertheimer Mahnmal am Kaffelstein zweckentfremdet.

### Nationalsozialismus

#### Ergebnisse der Reichstagswahlen 1919–1933
| Partei                                                                    | 19. Januar 1919 | 19. Januar 1919 | 20. Mai 1928 | 20. Mai 1928 | 14. September 1930 | 14. September 1930 | 31. Juli 1932 | 31. Juli 1932 | 6. November 1932 | 6. November 1932 | 5. März 1933 | 5. März 1933 |
| ------------------------------------------------------------------------- | --------------- | --------------- | ------------ | ------------ | ------------------ | ------------------ | ------------- | ------------- | ---------------- | ---------------- | ------------ | ------------ |
| Stimmberechtigte                                                          | -¹              | -¹              | -¹           | -¹           | 2.625              | 2.625              | 2.826         | 2.826         | 2.644            | 2.644            | 2.623        | 2.623        |
| Wahlbeteiligung                                                           | -¹              | -¹              | -¹           | -¹           | 85,79 %            | 85,79 %            | -¹            | -¹            | -¹               | -¹               | 87,70 %      | 87,70 %      |
| Nationalsozialistische Deutsche Arbeiterpartei (NSDAP)                    |                 |                 | -¹           | 8,1 %        | 680                | 30,48 %            | 1.061         | 43,48 %       | 911              | 41,28 %          | 1.197        | 51,02 %      |
| Deutsche Zentrumspartei (Zentrum)                                         | -¹              | 15,5 %          | -¹           | 15,4 %       | 384                | 17,22 %            | 409           | 16,76 %       | 344              | 15,58 %          | 357          | 15,22 %      |
| Sozialdemokratische Partei Deutschlands (SPD)                             | -¹              | 23,5 %          | -¹           | 18,9 %       | 250                | 11,2 %             | 306           | 12,54 %       | 243              | 11,01 %          | 256          | 10,91 %      |
| Deutschnationale Volkspartei (DNVP)                                       | -¹              | -¹              | -¹           | 28 %         | 206                | 9,23 %             | 205           | 8,4 %         | 228              | 10,33 %          | 222          | 9,46 %       |
| Christlich-Sozialer Volksdienst (CSVD)                                    | -¹              | -¹              | -¹           | -¹           | 341                | 15,28 %            | 180           | 7,38 %        | 161              | 7,29 %           | 124          | 5,28 %       |
| Kommunistische Partei Deutschlands (KPD)                                  | -¹              | -¹              | -¹           | 4,3 %        | 103                | 4,6 %              | 163           | 6,68 %        | 192              | 8,7 %            | 113          | 4,81 %       |
| Deutsche Volkspartei (DVP)                                                | -¹              | -¹              | -¹           | 8,9 %        | 1962               | 8,79 %2            | 38            | 1,56 %        | 76               | 3,44 %           | 47           | 2 %          |
| Deutsche Demokratische Partei (DDP), ab 1930 Deutsche Staatspartei (DStP) | -¹              | 35,1 %          | -¹           | 13,1 %3      | 1962               | 8,79 %2            | 53            | 2,17 %        | 34               | 1,54 %           | 30           | 1,28 %       |
| Sonstige                                                                  | -¹              | -¹              | -¹           | -¹           | 71                 | 3,18 %             | 25            | 1,02 %        | 18               | 0,82 %           | 0            |              |
| Total                                                                     |                 |                 |              |              | 2.231              | 100 %              | 2.440         | 100 %         | 2.207            | 100 %            | 2.346        | 100 %        |

¹ Keine Zahlenangaben.
2 DVP und Deutsche Staatspartei bildeten zur Wahl am 14. September 1930 eine Einheitsliste in Baden.
3 Darunter auch VRP.
Quellen: Ellen Scheurich: Aufstieg und Machtergreifung des Nationalsozialismus in Wertheim am Main, Wertheim 1983 sowie Zahlen aus den amtlichen Bekanntmachungen in den entsprechenden Jahresbänden der Tauber-Zeitung und des Tauber- und Frankenboten sowie aus Angaben des Statistischen Landesamts.

#### Rücktritt von Bürgermeister Bardon
Zu Beginn der Zeit des Nationalsozialismus wurde im März 1933 der langjährige Bürgermeister Hans Bardon aus dem Amt gedrängt. Als Anlass wurde ein amtsärztliches Zeugnis verwendet, in welchem ihm Dienstunfähigkeit bescheinigt wurde. Nach drei erfolglosen Versuchen durch Eröffnung eines Dienststrafverfahrens erreichten die NS-Gemeinderäte somit ihr Ziel eines Bürgermeisterwechsels. Der Amtsenthebung Bardons ging ein Nervenzusammenbruch im Sommer 1931 voraus, den Bardon vermutlich aufgrund des aggressiven Auftretens der NSDAP-Gemeinderatsfraktion erlitt. Er musste daraufhin mehrmals seinen Dienst unterbrechen, was jedoch zu keiner Besserung seines Zustands führte. Bardon führte auch heftige Auseinandersetzungen mit den Vertretern der NSDAP, als diese forderten, anlässlich der Reichstagswahl „an exponierter Stelle die Hakenkreuzfahne zu hissen“. Zwei Tage vor der Wahl wurde dieser Antrag im Gemeinderat mit sieben gegen fünf Stimmen abgelehnt. Die Forderung, Hitler die Wertheimer Ehrenbürgerschaft zuzuerkennen, wurde bis nach der Wahl verschoben.
Am 4. März 1933 beschwerten sich die Gemeinderäte Schüßler, Menz und Schwöbel (NSDAP) bei Bürgermeister Bardon über den Verlauf der Gemeinderatssitzung vom Vortag. Bardon wurde aufgefordert, sich über den Gemeinderatsbeschluss hinwegzusetzen und eine Beflaggung des Rathauses für den 4. und 5. März vorzunehmen, da dies im „Interesse der Ruhe und Ordnung“ sei, andernfalls wurde mit „unerfreulichen Demonstrationen“ gedroht. Bardon entsprach dem Wunsch nach der Beflaggung nicht; die angedrohten Demonstrationen fanden nicht statt. Durch die Gleichschaltung Badens konnte die NSDAP auch in Wertheim die Macht übernehmen. Daraufhin erbat Bardon am 20. März 1933 seine Zurruhesetzung, welche drei Tage später vom Gemeinderat gebilligt wurde. Ein Antrag der NSDAP, Bardon vom 1. April an nur noch die Bezüge auszuzahlen, die ihm nach den Richtlinien der Gemeindebesoldungsordnung zustanden, ohne eine höhere Einstufung und eine Aufwandsentschädigung zu berücksichtigen, wurde mit sechs zu zwei Stimmen (bei einer Enthaltung) angenommen. Der neue Wertheimer Bürgermeister Friedrich Bender ließ sich nach seinem Amtsantritt umgehend sein Amtszimmer durch die Münchener Innenarchitekten Knidlberger und Schüßler im nationalsozialistischen Heimatstil umgestalten und dabei über seinem neuen wappengeschmückten Amtssessel einen großformatigen goldfarbenen Reichsadler mit Hakenkreuz anbringen.

#### Verleihung der Ehrenbürgerwürde und Straßenumbenennungen

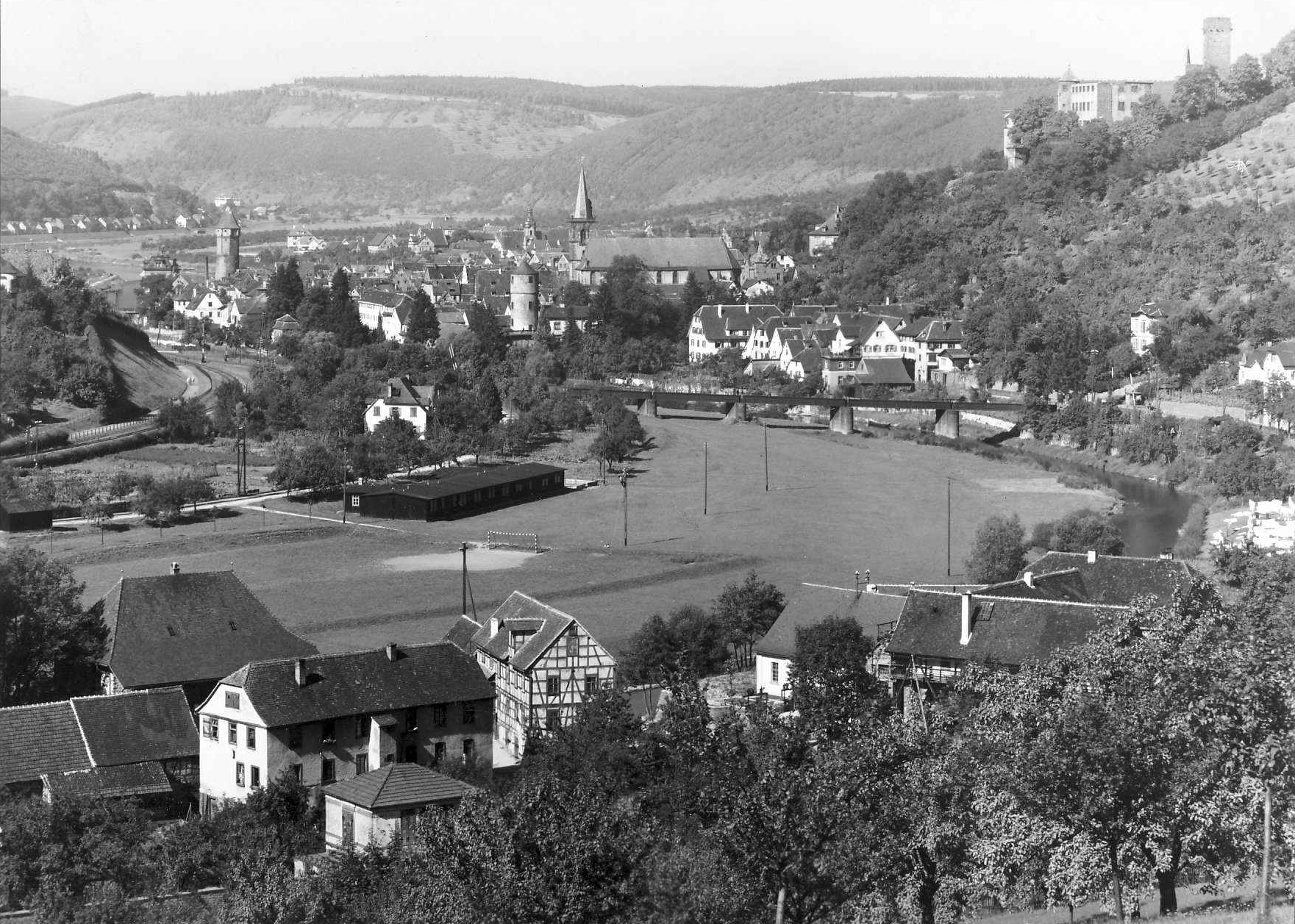
Wertheim, von der Mühlsteige aus gesehen (1934)

Wertheim war eine der ersten Städte in Baden, die dem Reichspräsidenten von Hindenburg und Reichskanzler Adolf Hitler die Ehrenbürgerwürde der Stadt verliehen. Auf Antrag der NSDAP sollte ursprünglich nur Hitler Ehrenbürger werden, in der Gemeinderatssitzung am 3. März 1933 wurde diese Forderung jedoch von den übrigen Mitgliedern auch um von Hindenburg erweitert. Eine Abstimmung fand nicht statt.
In einer Zeitungsanzeige gaben Mitglieder der NSDAP daraufhin am 6. März „unwiderruflich“ die Verleihung der Ehrenbürgerschaft an Hitler für den 8. März bekannt. Am 7. März wurde auf demselben Weg bekanntgegeben, dass der Reichspräsident und der Reichskanzler „morgen, am Mittwoch, zu Ehrenbürgern unserer Stadt [werden]. Wir bitten die Bevölkerung und die staatlichen und städtischen Behörden der alten Amtsstadt Wertheim, vom frühen Morgen an bis einschließlich Samstag zu flaggen“. Dem Antrag auf Beflaggung, der von der NSDAP und der DNVP eingebracht wurde, wurde stattgegeben, ebenso dem Antrag auf Umbenennung zweier Straßen, nämlich der Bahnhofstraße in Hindenburgstraße und der Poststraße in Adolf-Hitler-Straße. Die heutige Hämmelsgasse hieß damals Robert-Wagner-Straße, benannt nach dem Gauleiter von Baden; die Judengasse und die Neben-Judengasse hingegen tragen auch heute den Namen Gerbergasse und Wehrgasse. Am 7. Dezember 1945 wurde die Ehrenbürgerschaft für Hitler und von Hindenburg per Gemeinderatsbeschluss für nichtig erklärt.
1936 wurde das Bezirksamt Wertheim aufgehoben, Wertheim kam zum Bezirksamt Tauberbischofsheim, das 1939 in Landkreis Tauberbischofsheim umbenannt wurde. Im Jahr 1937 erhielt Wertheim auf dem Reinhardshof einen Militärflugplatz und wurde Garnisonsstadt.

#### Boykott jüdischer Geschäfte
Noch vor dem reichseinheitlichen Boykott jüdischer Geschäfte am 1. April 1933 organisierte die Wertheimer NSDAP-Ortsgruppe dies in der Stadt. So erschien bereits am 14. März eine Anzeige in der Wertheimer Zeitung, die „An die nationalrevolutionär gesinnte Bevölkerung von Stadt und Land“ gerichtet war. In ihr wurde bekanntgegeben, dass auf Wunsch der SA am Vortag um 2 Uhr die Schließung aller jüdischen Geschäfte erzwungen worden war. Die Geschäfte durften zwei Stunden nach dieser Aktion wieder öffnen, da Innenminister Frick Einzelaktionen verboten hatte. In der Anzeige wurden die Wertheimer Juden auch bezichtigt, den kommunistischen Aufmarsch der Eisernen Front durch Geldspenden unterstützt bezw. in Szene gesetzt zu haben.
1934 wurden in Wertheim an den Ortseingängen Plakate und Schilder mit der Aufschrift „Juden unerwünscht“ angebracht; auch die Werbetransparente für die Michaelis-Messe dieses Jahres wurden um das Transparent „Juden sind in Wertheim unerwünscht“ ergänzt. Letztere wurden zusammen mit der Werbung nach der Michaelismesse am 8. Oktober 1934 entfernt. Bezüglich der Plakate an den Ortseingängen wurde der Minister des Innern in einem Schreiben vom 26. Oktober 1934 gebeten, auf eine Beseitigung dieser Schilder hinzuwirken, da „die Anbringung solcher Schilder (…) mit Rücksicht auf ihre schädigende Einwirkung auf den internationalen Fremdenverkehr und die Rolle, die das internationale Judentum spielt“, für bedenklich gehalten wurde. In der Antwort des Ministers des Innern vom 15. November 1934 wird darauf hingewiesen, dass die Anbringung der Schilder auf einer Anordnung der Kreisleitung beruhe und der stellvertretende Gauleiter Hermann Röhn sich auch für deren Entfernung einsetze, ebenso wie der Innenminister selbst. Am 3. und 4. November wurde die Kreisleitung von Röhn angewiesen, die Schilder zu entfernen. Dieser Beschluss wurde am 21. Juni 1935 sowie am 8. Mai 1936 vom Minister des Innern nochmals per Rundschreiben an Bezirksämter, Polizeipräsidien und Polizeidirektionen bekräftigt.

#### Repressionen gegen Stadtpfarrer Karl Bär
Der katholische Stadtpfarrer Karl Bär (1880–1968), zugleich Ortsvorsitzender der Zentrumspartei, wurde wiederholt Opfer von Anfeindungen und Repressionen, da er keinen Hehl aus seiner kritischen Einstellung gegenüber dem Nationalsozialismus machte. Im Oktober 1933 erschien ein Bericht in der Tauberbischofsheimer Zeitung „Der Franke“, in dem ausführlich darüber berichtet wurde, wie Pfarrer Bär einen Schüler der Handelsschule grob beschimpft haben soll, der ihn mit dem Hitlergruß gegrüßt hatte. Im Bericht wurde dieses Verhalten als „Sabotageakt“ bezeichnet.
Auch das Erzbischöfliche Ordinariat in Freiburg übte Druck auf Bär aus. In einem Schreiben vom 12. Juli 1934 forderte es den Stadtpfarrer dazu auf, sich versetzen zu lassen. Bär beantwortete das Schreiben mit der Randnotiz „Nein! Soll ich Feigling sein!“. In einem weiteren Schreiben, datierend auf den 3. Dezember 1934, rückte das Erzbischöfliche Ordinariat jedoch von dieser Aufforderung ab. Es erklärte darin dem Minister des Kultus, des Unterrichts und der Justiz, dass keine Veranlassung bestehe, die Versetzung Bärs weiterhin zu fordern. Beigefügt war dem Brief ein Schreiben des katholischen Stiftungsrats, in welchem dem Stadtpfarrer das volle Vertrauen ausgesprochen wurde. Auch wurde seine Loyalität gegenüber der Regierung bezeugt.
Am 23. Juli 1934 wurde Bärs Wohnung von der Gestapo nach politischen Schriften durchsucht. Bär ließ sich die erfolglose Durchsuchung bescheinigen.
Im „Brennspiegel“ der „Volksjugend“ erschien der stark antijüdische Artikel „Pfarrer Bär und seine Juden“. Darin wird über ihn wie folgt berichtet:

„Herr Pfarrer Bär kann diese jüdischen Zeiten heute noch nicht vergessen. Man sieht ihn allzuhäufig bei den armen Wertheimer Obergaunern jüdischer Rasse stehen. So traf es sich auch am 8. Juli 1935 während der Schulpause, daß vor der Gewerbeschule Herr Pfarrer Bär auf dem Weg zum Religionsunterricht noch eine kleine Sonderpause machte. Er hatte nämlich Max Held, den jüdischen Kaufhauskrämer von Wertheim, getroffen, und nun unterhielt sich Pfarrer Bär mit dem Makkabäer Max Held vor dem Schulhaus auf das freundlichste. Held mauschelte und Pfarrer Bär lächelte! Als Reaktion hierauf hätten die übrigen Schüler aus dem Fenster ‚Pfui! Pfui!‘ gerufen.“

Der Artikel endet:

„Herr Pfarrer Bär ist kein jüdischer Rabbiner, sondern ein christlicher Seelsorger, und er lehrt nicht in Palästina, sondern im arischen Deutschland. Der Wertheimer Jugend aber sagen wir: ‚Ihr habt recht, wenn Ihr Euch gegen solche verjudeten Seelsorger wehrt!‘ (…)“

Die Karlsruher Hitlerjugend nannte diesen Vorfall in einem Schreiben vom 12. August 1935 an das Erzbischöfliche Ordinariat in Freiburg einen Fall rassischer Unsauberkeit.
1940 willigte Bär in seine vorzeitige Pensionierung ein. Er musste sich außerdem im April desselben Jahres des Vorwurfs erwehren, dass er durch den Einkauf einer übergroßen Menge Heringe gegen die Volksgemeinschaft verstoßen habe. Am 13. Juli 1942 beklagte sich Bär in einem Schreiben an einen Dekan in Freiburg über den geringen Rückhalt seitens der Kirche.
Karl Bär wurde am 30. Dezember 1960 zum Ehrenbürger der Stadt Wertheim ernannt.

#### Die jüdische Gemeinde im Nationalsozialismus

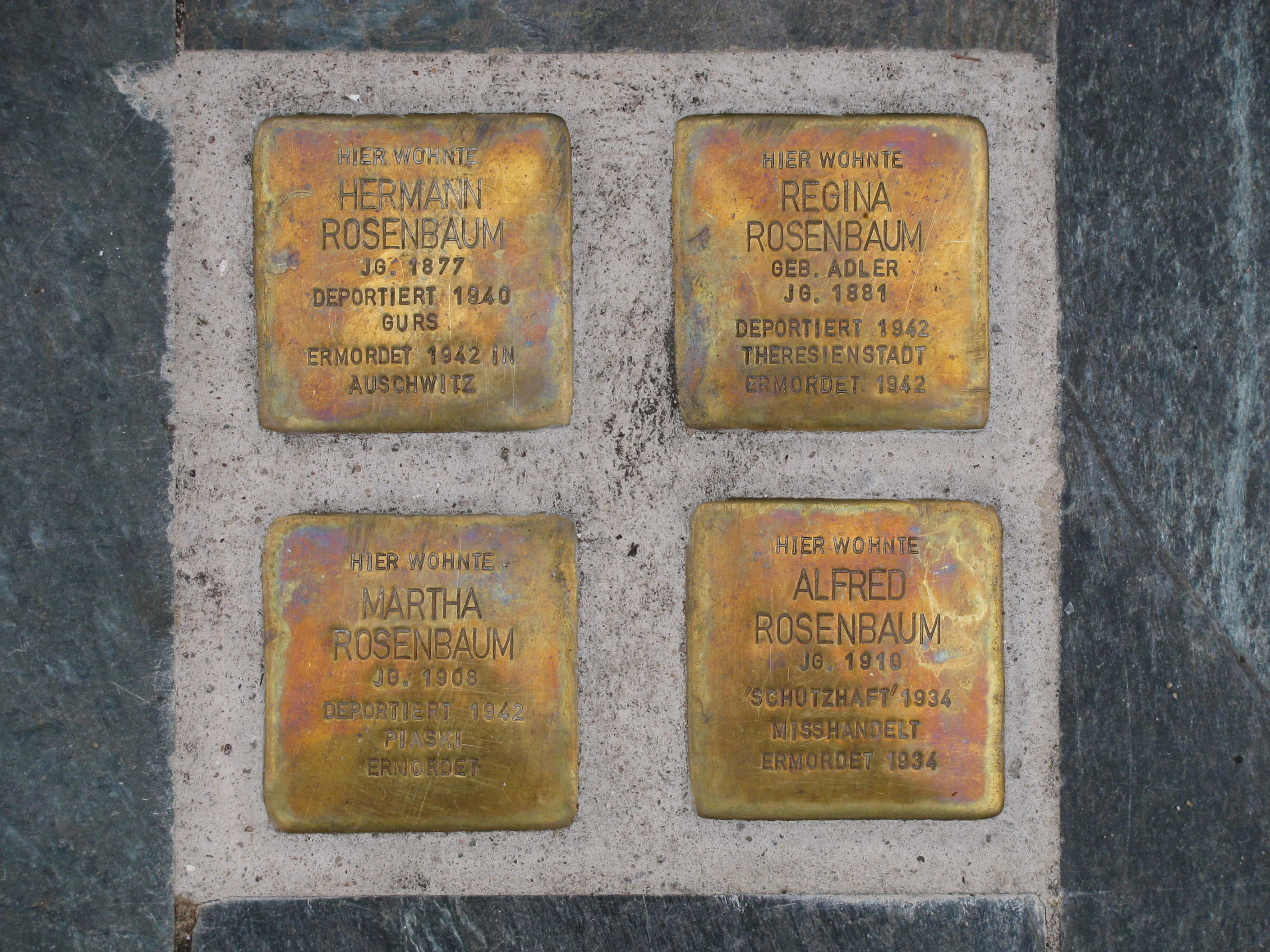
Stolpersteine in der Wertheimer Innenstadt

Von 1827 bis 1885 war Wertheim Sitz des Bezirksrabbinats Wertheim, danach wurde es vom Bezirksrabbinat Mosbach aus mitverwaltet. 1885 belief sich die Zahl jüdischer Einwohner auf 221 Personen. Bis 1933 gab es zahlreiche Handels- und Gewerbebetriebe, die jüdischen Inhabern gehörten. Auf Grund der NS-Judenverfolgungen und -morde kamen von den 1933 noch in Wertheim wohnenden 109 jüdischen Bürgern 35 ums Leben; 29 waren bis 1938 ausgewandert. Im Spätsommer 1938 verkaufte die jüdische Gemeinde unter ihrem letzten Vorsitzenden Sigmund Cahn das Synagogengebäude an die Stadt. Deshalb wurde es beim Novemberpogrom wenige Tage danach nicht niedergebrannt, allerdings wurde die Inneneinrichtung verwüstet. Die Stadt richtete im Gebäude eine Schreinerei und ein Lager ein, es wurde im Februar 1961 zur Verbreiterung der rechten Tauberstraße abgebrochen.
Zur Zeit der Reichspogromnacht lebten in Wertheim nur noch 45 jüdische Einwohner. Am 22. Oktober 1940 wurden die letzten 19 Wertheimer Juden im Rahmen der sogenannten Bürckel-Wagner-Aktion der NS-Gauleitung Baden mit weiteren 6500 Menschen ins Internierungslager Gurs in den Pyrenäen deportiert. Von dort wurden sie 1942 in die Todeslager im Osten verbracht. Vier der Wertheimer überlebten den Krieg.
Vor den ehemaligen Wohnhäusern der Deportierten wurden zur Erinnerung sogenannte Stolpersteine gesetzt, ebenso wie vor einigen der ehemaligen Wohnungen der 37 Euthanasieopfer Wertheims (siehe dazu Aktion T4). Eine Gedenktafel an der Stadtmauer zwischen der Gerbergasse 18 und dem Spitzen Turm erinnert seit 1976 an die Deportationen. 2013 wurde auf Initiative des Bürgervereins Pro Wertheim zum Gedenken an die ehemaligen jüdischen Mitbürger der Erinnerungsort Neuplatz eingerichtet. Hier befinden sich mehrere Informationstafeln zur Geschichte von Synagoge, Mikwe und Deportation.
Ein Mikwe ist ein Tauchbad zur Reinigung vor religiösen Handlungen oder Festlichkeiten. Das Badehaus in Wertheim, 1662 erstmals urkundlich erwähnt, befand sich auf dem heutigen Neuplatz. 1971 abgerissen, wurde das unterirdische Bad in einer archäologischen Grabung 2001 in Umriss und mit Treppe festgestellt und im neu aufgelegten Pflaster des Platzes markiert.
Ein symbolischer Schattenwurf der 1961 abgerissenen Synagoge ist ebenfalls im Bodenbelag des Neuplatzes als schwarze Pflaster-Kontur eingelassen. Straßen-Unterschilder („ehemals Judengasse“) markieren das ehemalige Juden-Viertel hinter dem Spitzen Turm.

#### Einnahme der Stadt durch die US-Amerikaner
Im Januar 1945 sollte Wertheim bei einem britischen Luftangriff bombardiert werden; aufgrund der Witterung mussten die Flugzeuge jedoch abdrehen. Am Osterwochenende desselben Jahres wurde die Stadt dann jedoch direkt mit dem Krieg konfrontiert. Am 24. März gegen 4 Uhr morgens erhielt der Wertheimer Albrecht Englert vom Oberbefehlshaber der gesamten Westfront, Generalfeldmarschall Albert Kesselring, den Funkspruch „Sämtliche Flussübergänge im Bereich von Frankfurt am Main bis Ochsenfurt/Main sind mit Sprengladungen zu versehen und beim Herannahen des Feindes zu sprengen“ sowie weitere Befehle mit dem Inhalt, dass auf der Linie Aschaffenburg–Miltenberg–Wertheim–Eberbach „schnellstens eine Verteidigungsstellung aufgebaut werden“ und mehrere Einheiten „in Eilmärschen in dieses Gebiet einrücken“ sollten.
Am darauf folgenden Palmsonntag überflogen erste amerikanische Tiefflieger die Stadt und störten damit unter anderem eine Veranstaltung der Hitlerjugend unter NSDAP-Kreisleiter Hermann Schmitt, der anlässlich der Bedrohung die Zuschauer mit den Worten „Meine Damen und Herren, treten sie in die Gassen zurück“ zur Vorsicht aufforderte. Der Überflug feindlicher Flugzeuge setzte sich auch am nächsten Tag fort.
Am Dienstag, den 27. März, wurde die Oberschule für Jungen, das ehemalige Gymnasium, kriegsbedingt geschlossen und dort ein Befehlsstand der Armee eingerichtet. Der Befehl, alle Schiffe im Bereich der Schleuse Eichel zu sprengen, wurde am selben Tag zurückgenommen.
Während das nahegelegene Nassig am 30. März von den Amerikanern angegriffen wurde, gab es in Wertheim am frühen Abend Panzeralarm. Gegen 23 Uhr feuerte ein durchgebrochener Panzer auf der Höhe drei oder vier Schüsse auf das rechte Mainufer ab, etwas später wurde der Fliegerhorst auf dem Reinhardshof von seiner deutschen Besatzung teilweise in die Luft gesprengt. Zwischen 3 und 4 Uhr wurde dann die Straßen- und Eisenbahnbrücke über den Main gesprengt, sie war dadurch fast mittig auseinandergebrochen. Der Beschuss der Stadt blieb auch am Samstag nur vereinzelt; am Nachmittag erfolgte dann ein Aufruf zur Verteidigung der Stadt.
Nach der Einnahme von Nassig erhielt die 12. US-Panzerdivision Verstärkung durch nachrückende Infanterietruppen der 42. Infanterie-Division („Rainbow Division“), um Wertheim am Ostersonntag einnehmen zu können. Am Sonntag, den 1. April 1945, wurde versucht, den Volkssturm zur Stadtverteidigung zu versammeln. Am frühen Nachmittag dieses Tages sollte dann auch die Straßenbrücke über die Tauber von einem Sprengkommando gesprengt werden. Es gelang jedoch nur, ein etwa zwei Meter großes Loch in die Brücke zu reißen, sodass der Verkehr weiterhin passieren konnte, während die Panzer der US-Armee zu diesem Zeitpunkt bereits bis zum Wartberg vorgedrungen waren und über die Stadt in Richtung Maintal schossen. Dekan Heinrich Schäfer notierte im Totenbuch der evangelischen Kirche Wertheim, dass durch den Beschuss in Eichel vier deutsche Soldaten getötet und einer schwer verwundet wurde. „Diese Soldaten gehörten zu den wenigen, mit Maschinengewehren und Panzerfäusten ausgerüsteten Truppen, die für die Verteidigung von Wertheim gegen eine Übermacht erfolglos eingesetzt wurden“ (Schäfer).
Der Schaden durch den Treffer einer Brandbombe konnte durch die Feuerwehr auf das betroffene Gebäude begrenzt werden. Daraufhin forderten Anton Dinkel und Heinrich Herz den Bürgermeister auf, sofort die weiße Fahne auf dem Bergfried der Burg zu hissen, was nach einer Diskussion und dem Abgang des Bürgermeisters um 16:25 Uhr auch geschah, woraufhin der Beschuss Wertheims eingestellt wurde. Zur Ehrung des Einsatzes von Dinkel und Herz wurde 2005 eine Gedenkplakette im Innern der Burg angebracht.

### Nach dem Zweiten Weltkrieg
Die Aufnahme vieler Flüchtlinge führte in Wertheim kurz nach dem Zweiten Weltkrieg zu Wohnungsnot. Um dieser zu begegnen, wurde 1950 der Bau der „Glashütten-Siedlung“ in Nachbarschaft der neuen Glasindustrie im Wertheimder Stadtteil Bestenheid begonnen; Anfang 1952 konnten ca. 1400 Neubürger hier einziehen. Mitte der 1960er Jahre wurde von der Baugesellschaft Neue Heimat eine Trabantenstadt mit etwa 1000 Wohneinheiten errichtet. Der neue Stadtteil wurde auf dem Wartberg unterhalb des ehemaligen Fliegerhorstes gebaut und umfasst neben den markanten Hochhäusern auch Reihenhäuser, mehrgeschossige Blocks und Reihenbungalows. Auch die Grundschule und das ökumenische Kirchenzentrum sind damals bereits entstanden.
Von 1952 bis 1994 existierte in Wertheim ein Stützpunkt des US-Militärs, die Peden Barracks.
2015 wurde Wertheim der Ehrentitel „Reformationsstadt Europas“ durch die Gemeinschaft Evangelischer Kirchen in Europa verliehen.

### Hausbesetzungen durch die „Aktion Jugendhaus“
Nachdem Bürgermeister Scheuermann 1969 die Zusage für ein Jugendhaus gegeben hatte, die nicht eingelöst wurde, kam es 1971 in Wertheim zu einer Hausbesetzung durch Jugendliche, die damit dem Wunsch nach einem eigenen Jugendhaus Nachdruck verleihen wollten, obwohl von vornherein klar war, dass das besetzte Haus dem Straßenbau weichen musste. Danach wurden Zusagen bis 1973 ohne Resultat wiederholt, woraufhin es in jenem Jahr erneut zu einer Hausbesetzung kam. Der Aktion gingen eine Unterschriftensammlung mit 2800 Unterschriften, ein symbolischer Mauerbau und mehrere Vollversammlungen voraus, ferner fand auch eine Solidaritätsdemonstration statt. Die Besetzung endete drei Tage später mit der Räumung durch die Polizei und dem Abbruch des Hauses. Die anschließend von der Stadt angebotene Alternative wurde von den Jugendlichen wegen zu kleiner Räume und Baufälligkeit des Hauses abgelehnt. Nach einem weiteren halbjährigen Verhandlungszeitraum, der ohne Ergebnisse blieb, wurde die „Aktion Jugendhaus“ erst am 7. März 1975 wieder aktiv, als sie ein weiteres Haus besetzte. Die Besetzer kamen der darauf folgenden Aufforderung der Stadt nach, das Haus bis zum 24. März 1975 um 22 Uhr zu räumen.

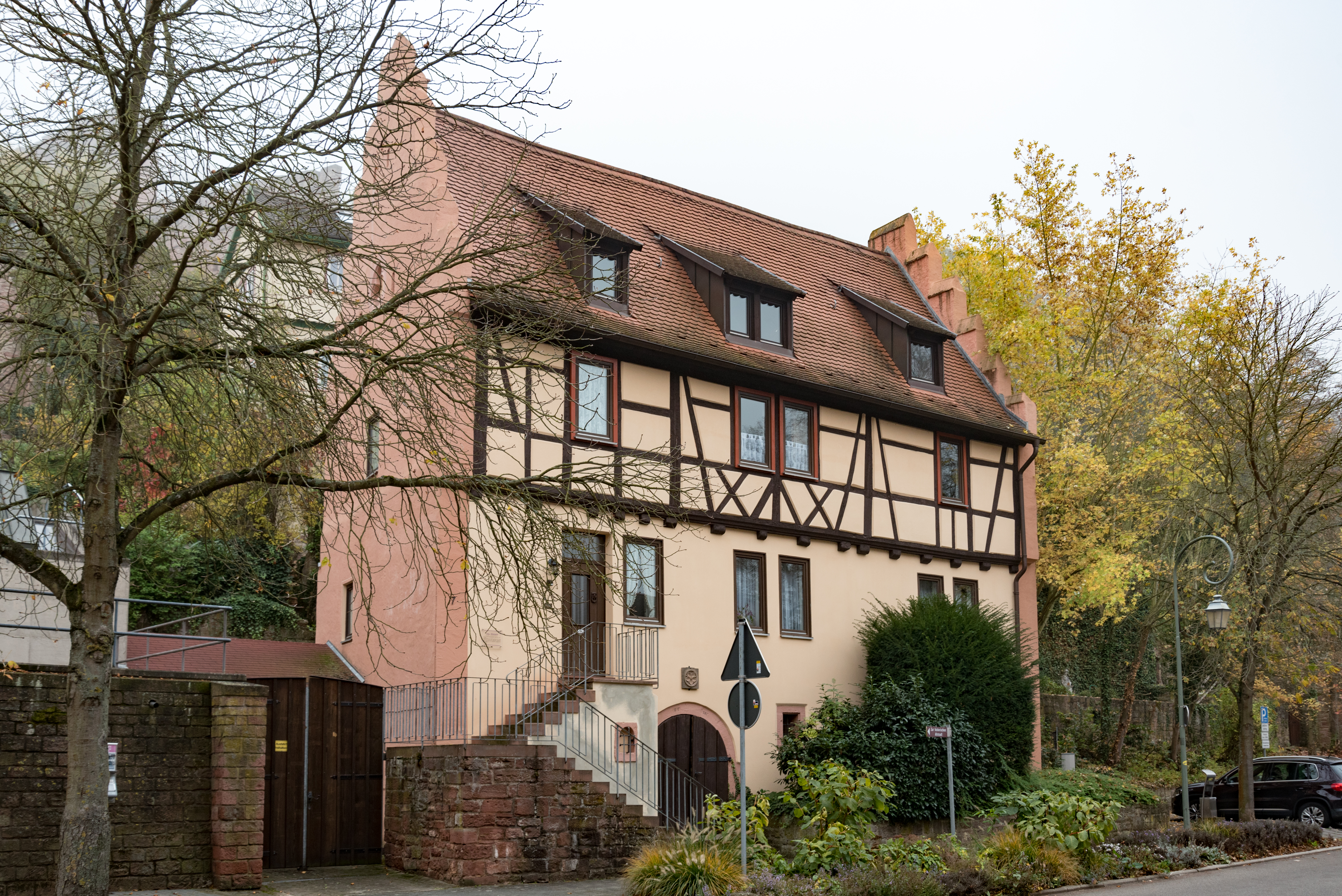
Das ehemalige Jugendhaus heute (2016)

Bereits im April wurde das Gebäude erneut besetzt. Der Gemeinderat forderte nun die Gründung eines Trägervereins, damit die Stadt „damit einen festen Verhandlungspartner erhält. Ein Ausschuß des Gemeinderats will das von den Jugendlichen besetzte ‚Klösterle‘ in der Mühlenstraße besichtigen, um sich über den baulichen Zustand des Hauses zu informieren.“ Durch eine Vielfalt an Aktivitäten – auch das Fernsehen berichtete –, wurde „die Überlassung des Hauses mehr oder weniger erzwungen“. Ein Jahr nach der Besetzung: Anfang März 1976, wurde auf einer Pressekonferenz Bilanz gezogen und am 6. März 1976 ein Fest „1 Jahr Jugendhaus“ gefeiert. Allerdings wurde auch bekannt, dass „die Stadt das Gebäude an einen Privatmann (verkaufte).“ Das Versprechen der Stadt, dass die Jugend ein Jahr später („im März 1977“) ein anderes Gebäude beziehen könnte, wurde sehr skeptisch aufgenommen. Wenig später fiel die Entscheidung auf ungewöhnliche Art: „Zuerst kamen die Einbrecher in der vergangenen Woche [13. auf 14. März 1976] und demolierten die Einrichtung des Jugendhauses, dann [22. März 1976] brannte es im Jugendhaus. […] Die Einrichtungsgegenstände, die sich in den Zimmern befanden, wurden ein Raub der Flammen.“ Danach war das Gebäude vorerst nicht mehr bewohnbar.

### Kreisreform und Eingemeindungen
Ab 1972 sind insgesamt 15 umliegende Gemeinden nach Wertheim eingegliedert worden. Bei der Kreisreform vom 1. Januar 1973 ging der Landkreis Tauberbischofsheim im neu gebildeten Main-Tauber-Kreis auf, der gleichzeitig dem neu gegründeten Regionalverband Franken (heute Heilbronn-Franken) innerhalb des neu umschriebenen Regierungsbezirks Stuttgart zugeordnet wurde. Damit wird die ehemals badische Stadt Wertheim nunmehr vom württembergischen Stuttgart aus verwaltet.
Am 1. Januar 1975 wurde Reicholzheim gegen den Widerstand vieler Bürger Reicholzheims durch ein Urteil des Verwaltungsgerichts Baden-Württemberg nach Wertheim eingemeindet. Durch diese letzte Eingemeindung überschritt die Einwohnerzahl der Stadt Wertheim die 20.000er-Grenze. Daraufhin stellte die Stadtverwaltung den Antrag auf Erhebung zur Großen Kreisstadt, was die Landesregierung von Baden-Württemberg dann mit Wirkung vom 1. Januar 1976 beschloss.
Folgende Gemeinden bzw. Gemarkungen wurden nach Wertheim eingegliedert:
- 1913: Bestenheid[67]
- 1935: Eichel[67]
- 1937: Vockenrot[67]
- 1. Januar 1972: Bettingen, Grünenwört, Lindelbach, Nassig, Sonderriet, Urphar, Waldenhausen[68]
- 1. April 1972: Erholungsort Mondfeld[68]
- 1. Dezember 1972: Dertingen, Dietenhan, Dörlesberg, Kembach, Sachsenhausen[68]
- 1. Januar 1975: Höhefeld, Erholungsort Reicholzheim[66]

### Einwohnerentwicklung
Einwohnerzahlen nach dem jeweiligen Gebietsstand. Die Zahlen sind Schätzungen, Volkszählungsergebnisse (¹) oder amtliche Fortschreibungen der jeweiligen statistischen Ämter (nur Hauptwohnsitze).
| Jahr              | Einwohner |
| ----------------- | --------- |
| 1542              | 2.078     |
| 1617              | 3.670     |
| 1792              | 3.373     |
| 1810              | 3.154     |
| 1833              | 3.633     |
| 1. Dezember 1871  | 3.328     |
| 1. Dezember 1880¹ | 4.567     |
| 1. Dezember 1890¹ | 3.535     |
| 1. Dezember 1900¹ | 3.670     |
| 19053             | 3.800     |
| 1. Dezember 1910¹ | 3.648     |
| 16. Juni 1925¹    | 3.673     |
| 16. Juni 1933¹    | 3.679     |
| 17. Mai 1939¹     | 5.434     |
| Dezember 1945     | 5.534     |

| Jahr                | Einwohner |
| ------------------- | --------- |
| 13. September 1950¹ | 9.7892    |
| 6. Juni 1961¹       | 11.329    |
| 27. Mai 1970¹       | 12.029    |
| 31. Dezember 1975   | 20.942    |
| 31. Dezember 1980   | 19.972    |
| 25. Mai 1987¹       | 20.377    |
| 31. Dezember 1990   | 21.627    |
| 31. Dezember 1995   | 24.432    |
| 31. Dezember 2000   | 24.332    |
| 31. Dezember 2005   | 24.474    |
| 31. Dezember 2010   | 23.552    |
| 31. Dezember 2015   | 23.405    |
| 31. Dezember 2020   | 22.879    |

¹ Volkszählungsergebnis
2 Bis 1950 hatte Wertheim 3.854 Flüchtlinge und 1.294 Evakuierte aufgenommen.
3 entnommen aus Nordisk Familjebok.

### Stadtarchiv
Das Archiv der Stadt Wertheim wurde als eines von drei Teilarchiven in den Archivverbund Main-Tauber eingebracht. Der Archivverbund wurde im Jahre 1988 im ehemaligen Spital des Klosters Bronnbach unter der Trägerschaft des bereits 1978 gegründeten Staatsarchivs Wertheim eingerichtet. Schon bald darauf kam das Stadtarchiv Wertheim als zweites Archiv hinzu, knapp zehn Jahre vor der Gründung des Archivverbunds.

## Dialekt
Der Wertheimer Dialekt, der nur in einem sehr kleinen Gebiet gesprochen wird, gehört der taubergründischen Mundart an. Diese wird dem Ostfränkischen Sprachraum zugerechnet.

## Religionen
Religionszugehörigkeit am 16. Juni 1933:
- Evangelisch: 68,9 %
- Katholisch: 28,2 %
- Juden: 2,6 %

### Christentum

#### Evangelische Kirche

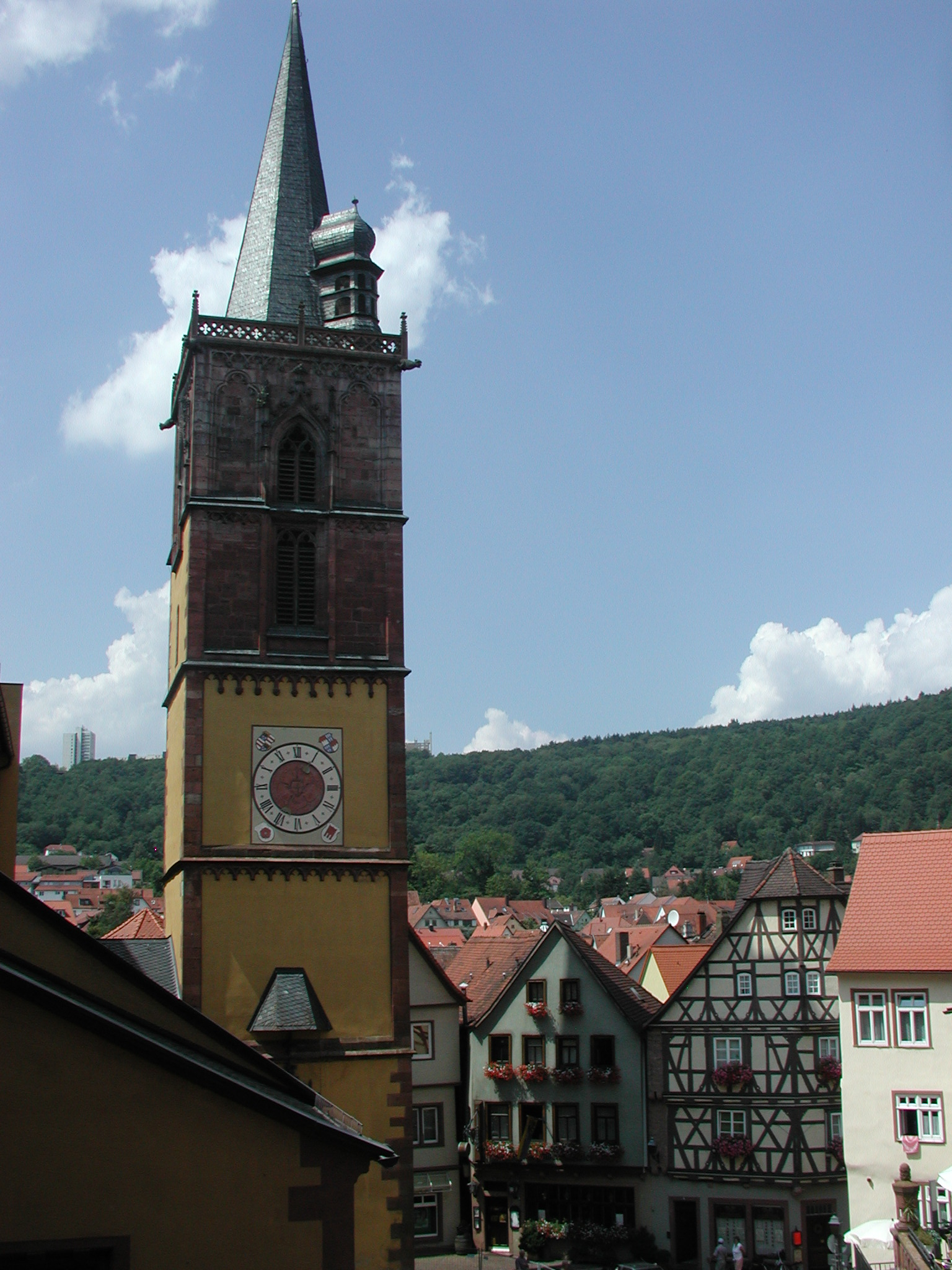
Stiftskirche Wertheim

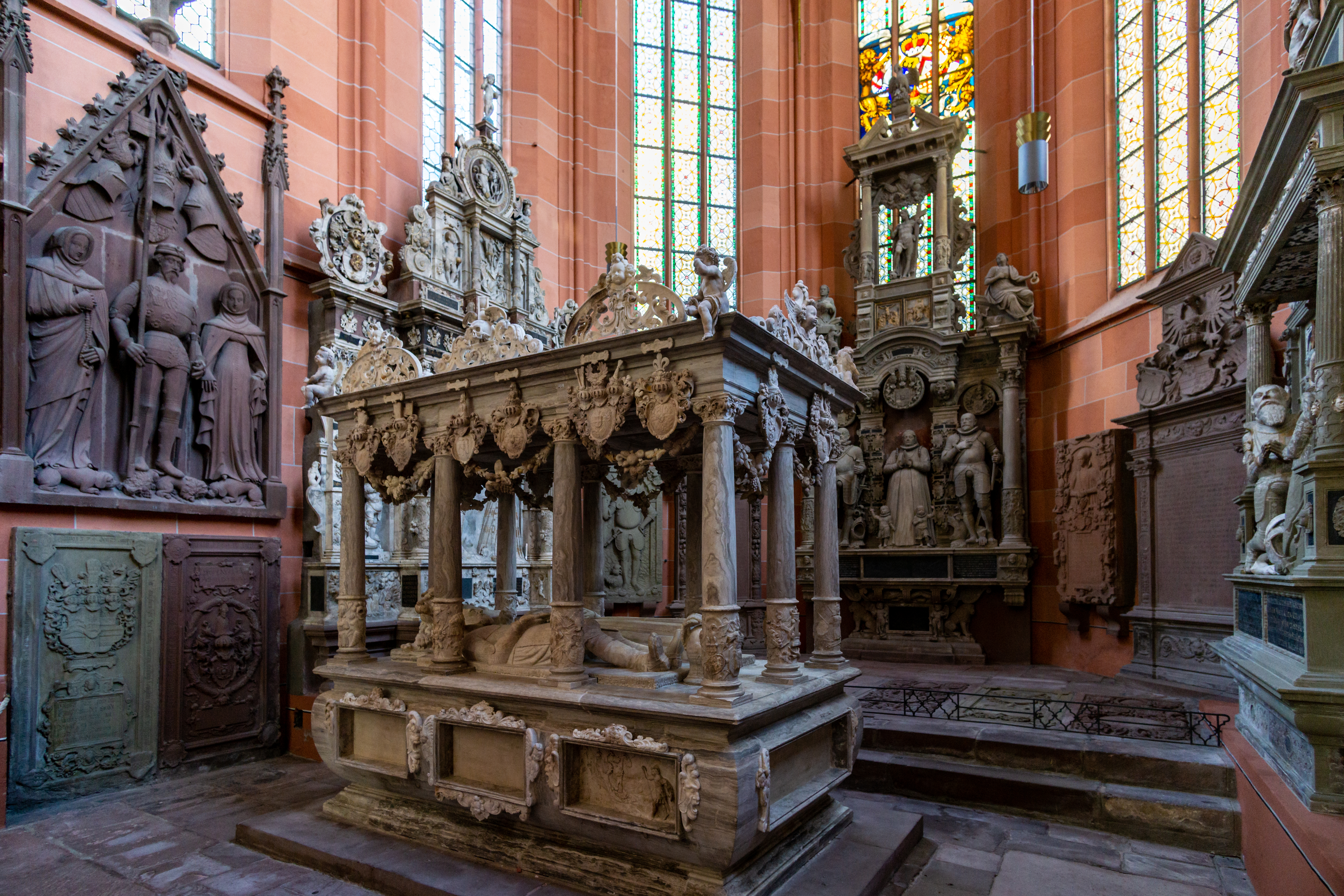
Grabmal des Grafen Ludwig von Löwenstein-Wertheim und seiner Frau Anna

Im Jahr 1518, ein Jahr nach Luthers Veröffentlichung seiner Thesen zum Ablasshandel, ließ Graf Georg an der Wertheimer Stiftskirche St. Marien eine Schrift anschlagen, in der die Vielzahl von Stiftungen für Totenmessen angeprangert wurde und an deren Stelle mehr Nächstenliebe gefordert wurde, woraufhin er ein Protestschreiben aus der Bischofsstadt Würzburg erhielt. Nachdem der Dekan der Stiftskirche, Johann Friedel, im Jahr 1519 starb, ließ Graf Georg im Folgejahr 1520 über den Würzburger Weihbischof an der Universität Ingolstadt nach einem Nachfolger suchen. Daraufhin wurde ihm als frommer, ehrbarer und gelehrter Magister der heiligen Schrift Hans Götz empfohlen, ein enger Vertrauter von Johannes Eck. Er trat sein Amt im Juli an.
Ab dem Jahr 1522 setzte sich in der Stadt die Reformation nach lutherischem Bekenntnis Zug um Zug durch und war schließlich im Jahr 1530 vollzogen. Danach war Wertheim über viele Jahrhunderte eine protestantische Stadt. Neben den Lutheranern waren keine anderen Konfessionen zugelassen. Die Gegenreformation während des Dreißigjährigen Krieges konnte sich nicht durchsetzen. Nach dem Übergang an das Großherzogtum Baden 1806 wurde Wertheim Sitz des evangelischen Dekanats Wertheim. Der zugehörige Kirchenbezirk umfasst heute alle Kirchengemeinden im Stadtgebiet Wertheims. Die Hauptkirche ist die Stiftskirche. An ihr wurde bereits nach der Reformation eine zweite Pfarrstelle eingerichtet, die 1955 an die Martin-Luther-Kirche in Bestenheid verlegt wurde. Eine dritte Pfarrstelle wurde 1800 mit Waldenhausen vereinigt. Im Stadtteil Wartberg, von wo aus im Frühjahr 1935 die deutschlandweite Bibelwoche ihren Anfang nahm, entstand 1974 ein ökumenisches Gemeindezentrum. Auch in den Stadtteilen Bettingen, Dertingen, Dietenhan, Eichel-Hofgarten, Grünenwört, Höhefeld, Kembach, Lindelbach, Nassig, Sachsenhausen, Sonderriet und Waldenhausen gibt es evangelische Kirchen bzw. Kirchengemeinden, teilweise auch nur Filialkirchengemeinden mit zumeist jüngeren Kirchengebäuden. Im Stadtteil Urphar steht die romanische Wehrkirche St. Jakob.
Nach dem Krieg ließ sich hier das schlesische Diakonissen-Mutterhaus Frankenstein nieder.
Am 14. Februar 2016 übertrug das ZDF live einen Fernsehgottesdienst aus der Auferstehungskirche in Nassig.

#### Katholische Kirche

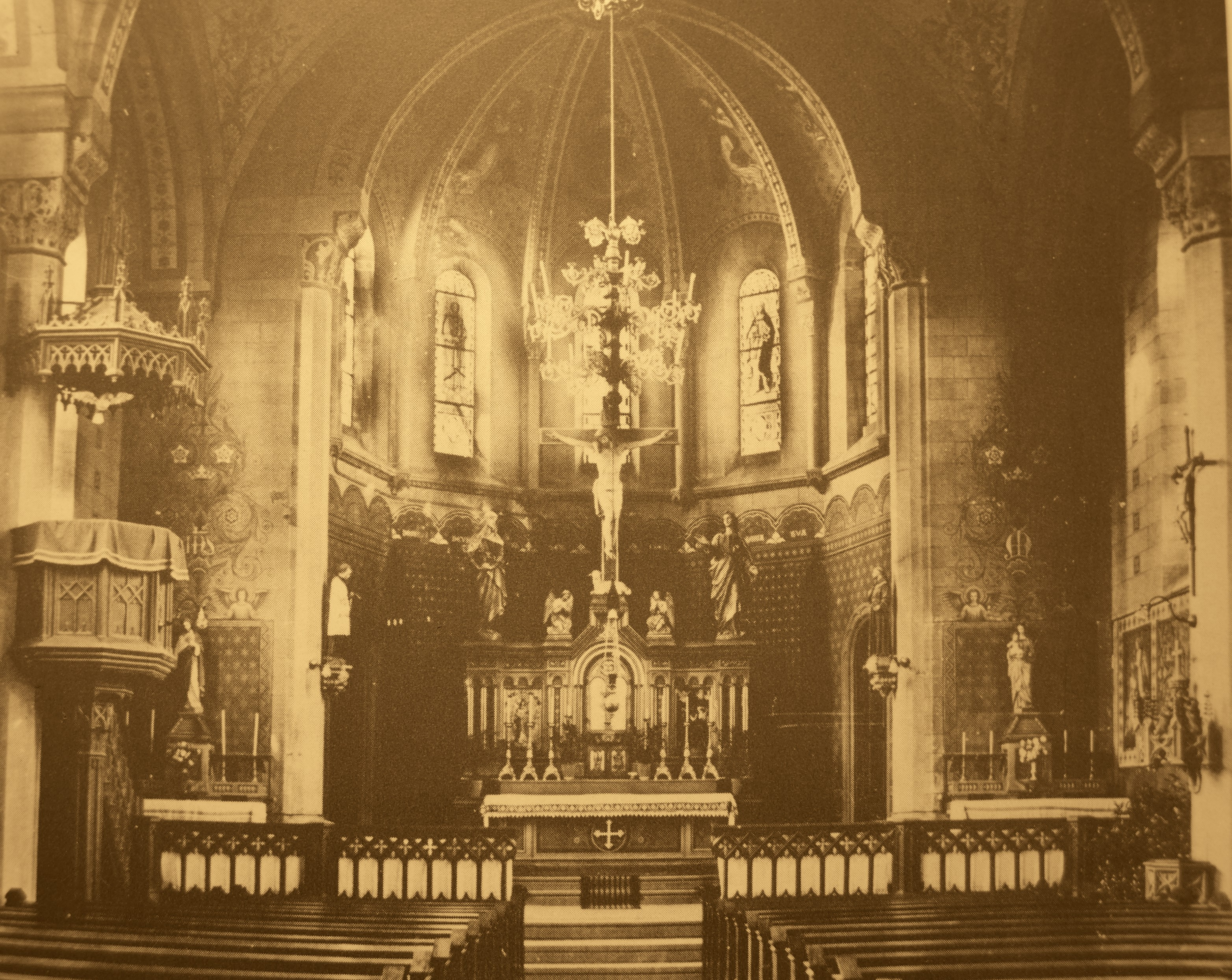
Wertheim, Pfarrkirche St.Venantius, Inneres um 1900

Wertheim gehörte mit seiner mittelalterlichen Marienkirche (seit der Einführung der Reformation ev. Stiftskirche) zunächst zum Bistum Würzburg und war dem Archidiakonat Karlstadt am Main zugeordnet.
Im Jahr 1631 holte Graf Johann Dietrich zu Löwenstein-Wertheim-Rochefort Kapuziner zur Rückgewinnung der Wertheimer Bevölkerung für die römisch-katholische Kirche nach Wertheim. Aufgrund der Bestimmungen des Westfälischen Friedens mussten sie die Stadt aber bereits 1649 wieder verlassen. Der spätere Fürst Maximilian Karl zu Löwenstein-Wertheim-Rochefort lud 1682 erneut Kapuziner als Hofkapläne nach Wertheim ein und wies ihnen das nahe der Stiftskirche gelegene „Klösterle“ als Niederlassung zu. Die Kapuziner feierten bis ins 19. Jahrhundert Messen und das Stundengebet im Chor der durch die Reformation evangelisch gewordenen Stiftskirche. Die kleine Kapuzinerniederlassung Wertheim, die zwei bis vier Brüder beherbergte, wurde von der Löwenstein-Wertheim-Rosenbergischen Standesherrschaft mit Naturalien und Finanzmitteln versorgt. Die Brüder wurden von ihren Konventen jeweils für etwa drei Jahre nach Wertheim entsandt. Mit dem Tod des letzten Präses Venantius Arnold im Jahr 1836 erlosch das Kapuzinerhospiz Wertheim. Pater Venantius Arnold (1754–1836) wirkte über 35 Jahre als Hofkaplan und katholischer Stadtpfarrer in Wertheim. Ein großes Anliegen war ihm der Bau einer eigenen Kirche.
- Im 19. Jahrhundert siedelten sich erstmals seit der Reformation wieder vermehrt Katholiken in Wertheim an, jedoch stellten diese bis Mitte des Jahrhunderts nur etwa ein Fünftel der Bevölkerung. Zunächst gehörten die Gemeindeglieder zur Pfarrei Reicholzheim, die seit dem Jahr 1673 wieder katholisch geworden war. Im Jahr 1842 wurde in Wertheim die Pfarrei St. Venantius mit einer Kirche im Stil des neoromanischen Historismus mit neogotischen Einzelformen errichtet. Das Patrozinium leitet sich von Pater Venantius Arnold her, der die Gründung einer katholischen Pfarrei in Wertheim stark gefördert hatte.[82] Der Kirchenpatron, der hl. Venantius von Camerino, soll der Überlieferung zufolge um das Jahr 250 im Alter von 15 Jahren unter Kaiser Decius den Märtyrertod erlitten haben.[83] Das zur Pfarrei zugehörige Kirchenzentrum auf dem Wartberg wurde im Jahr 1976 eingeweiht. Darüber hinaus gibt es auch eine katholische Krankenhauskapelle.
- In der nach dem Zweiten Weltkrieg ab dem Jahr 1949 errichteten Glashüttensiedlung, später Stadtteil Bestenheid, wurde im Jahr 1953 die Kirche St. Elisabeth errichtet, die im Jahr 1970 zur Pfarrkirche erhoben wurde. Das Kirchengebäude wurde für die dort angesiedelten Vertriebenen aus Ungarn, Böhmen und Thüringen erbaut. Die Kirche wurde deshalb dem Patrozinium der aus Ungarn stammenden heiligen Elisabeth unterstellt. Darüber hinaus ist sie dem heiligen Klemens Maria Hofbauer, der aus Südmähren stammte, als Mitpatron geweiht.
- Im Stadtteil Eichel entstand im Jahr 1968/1969 die Kirche St. Lioba, die für den gesamten östlichen Bereich der Stadt Wertheim zuständig ist. Die heilige Lioba von Tauberbischofsheim, eine Verwandte des heiligen Bonifatius, ging als Missionarin in das Fränkische Reich war in Wertheims Nachbarstadt Tauberbischofsheim Äbtissin des dortigen Klosters. Lioba trug damit entscheidend zur Christianisierung im Taubertal bei. Die Erhebung zur Pfarrei geschah im Jahr 1972. Einen eigenen Pfarrer hatte die Pfarrkirche allerdings nur bis zum Jahr 1989.
- Im Stadtteil Dertingen gibt es seit der Nachkriegszeit die Filialkirche Maria Rosenkranzkönigin, die bis heute in einem provisorischen Barackengebäude untergebracht ist.
- Der Stadtteil Dörlesberg war ebenso wie Reicholzheim seit dem Jahr 1674 wieder katholisch und verfügt über eine Kirche aus dem Jahr 1721.
- Mondfeld ist ebenfalls ein überwiegend katholischer Stadtteil. Die dortige Kirche St. Martin stammt aus dem Jahr 1887 mit älteren Teilen. Man erweiterte die frühere Kirche damals dadurch, dass im rechten Winkel ein größeres Kirchenschiff an das bisherige anbaut wurde. Der frühere Altarraum wurde Sakristei, das alte Kirchenschiff wurde Altarbereich.

Alle katholischen Pfarrgemeinden im Stadtgebiet Wertheims gehören zur Seelsorgeeinheit Wertheim im Dekanat Tauberbischofsheim des Erzbistums Freiburg.

#### Freikirchen
Abgesehen von den beiden großen Kirchen gibt es in Wertheim auch Freikirchen und sonstige Gemeinden. Neben der freien Jesus-Gemeinde gibt es auch einen Versammlungsort der örtlichen Baptistengemeinde sowie eine freie evangelische Gemeinde. Ferner sind die Zeugen Jehovas und die Neuapostolische Kirche in Wertheim vertreten.

### Judentum

#### Jüdische Gemeinde Wertheim
Die jüdische Gemeinde Wertheim zählte zu den ältesten jüdischen Gemeinden im badischen Raum. Erstmals wurden zwischen 1212 und 1222 Juden in der Stadt dokumentiert.
1827 entstand das Bezirksrabbinat Wertheim. Es war eines von 15 Bezirksrabbinaten, die auch als Bezirkssynagogen bezeichnet wurden. Von 1850 bis 1864 befand sich der Sitz des Rabbinats in Tauberbischofsheim. Die Wagner-Bürckel-Aktion im Oktober 1940, bei der die jüdischen Bewohner Badens nach Gurs deportiert wurden, bedeutete auch den Untergang der jüdischen Gemeinde Wertheims.

#### Jüdische Gemeinde Dertingen
Die jüdische Gemeinde Dertingen bestand vom 17. Jahrhundert bis 1925.

### Islam
Im Stadtteil Reinhardshof gibt es mit der Selimiye-Moschee Wertheim ein islamisches Gebetshaus. Als Moschee diente den Wertheimer Muslimen ab 1979 zunächst für mehrere Jahre ein ehemaliges Fabrikgebäude in der Nähe des Main-Tauber-Stadions. Bereits in den 1970er Jahren warb die wachsende Wertheimer Glasindustrie neue Arbeitskräfte aus der Türkei an. Die Stadt wurde vielen dieser Gastarbeiter zur Heimat und mit ihnen wuchs die muslimische Gemeinde Wertheim. Nach langwierigen Verhandlungen mit der Stadt Wertheim und einigen Streitigkeiten mit Bürgerinitiativen und Anwohnern wechselten die Bau- und Lagepläne für einen Moscheeneubau mehrfach. Der Wertheimer Moscheebaukonflikt fand in der Folge bundesweite Medienbeachtung und war im Jahre 2007 Gegenstand eines Dokumentarfilms mit dem Titel „Heimvorteil – Moscheebau in Wertheim“, der im SWR Fernsehen unter dem Titel „Moschee, nein Danke!“ ausgestrahlt wurde und die jahrelangen Konflikte thematisierte.

## Politik

### Gemeinderat
Der Gemeinderat hat 22 ehrenamtliche Mitglieder (bis 2019: 26), die für fünf Jahre gewählt werden. Sie führen die Bezeichnung Stadträtin/Stadtrat. Hinzu kommt der Oberbürgermeister als stimmberechtigter Gemeinderatsvorsitzender.
Die Gemeinderatswahl am 9. Juni 2024 führte zu folgendem Ergebnis (mit Vergleichszahlen der vorigen Wahl 2019):
| Gemeinderat 2024            | Gemeinderat 2024 | Gemeinderat 2024 |               | 2019   | 2019 |
| Partei / Liste              | Stimmenanteil    | Sitze            | Stimmenanteil | Sitze  |      |
| CDU                         | 30,5 %           | 7                | 28,7 %        | 6      |      |
| SPD                         | 19,2 %           | 4                | 25,1 %        | 5      |      |
| Freie Bürger Wertheim (FBW) | 22,2 %           | 5                | 17,4 %        | 4      |      |
| Grüne                       | 10,4 %           | 2                | 14,8 %        | 3      |      |
| Bürgerliste Wertheim (BLW)  | 17,7 %           | 4                | 11,6 %        | 3      |      |
| FDP                         | –                | –                | 2,4 %         | 1      |      |
| Wahlbeteiligung             | 60,9 %           | 60,9 %           | 59,2 %        | 59,2 % |      |

### Bürgermeister
Heute wird der Oberbürgermeister von der wahlberechtigten Bevölkerung auf acht Jahre gewählt. In seiner Funktion ist er Leiter der Stadtverwaltung sowie Vorsitzender des Gemeinderates und verschiedener Ausschüsse und Aufsichtsräte.
Am 3. Februar 2019 wurde Markus Herrera Torrez zum hauptamtlichen Oberbürgermeister der Großen Kreisstadt Wertheim gewählt. Seine Amtszeit begann am 1. Mai 2019.

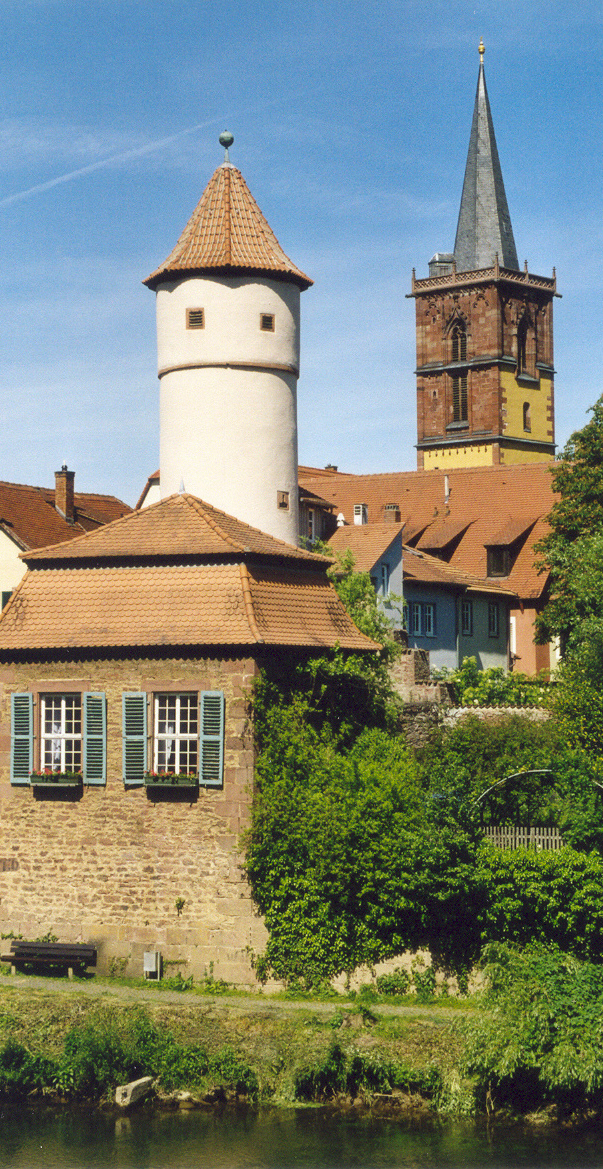
Stadtansicht Wertheim

### Bürgerbegehren und Bürgerentscheide

#### Anschluss an die Bodenseewasserversorgung
Im Juli 1989 beschloss der Gemeinderat, Wertheim an die Bodenseewasserversorgung anzuschließen, da die eigenen Quellen im Aalbachtal eine zu hohe Nitratbelastung aufwiesen. Die alten Quellen sollten künftig nur noch zu einem Drittel zur Wasserversorgung beitragen und zur Senkung des Nitratgehalts mit dem Bodenseewasser gemischt werden. Gegen diesen Beschluss bildete sich eine Bürgerinitiative, die mit dem benötigten Geld vorrangig die bestehenden Brunnen saniert sehen wollte und daher ein Bürgerbegehren einleitete, welches im Mai 1990 in einen Bürgerentscheid mündete. Hierbei sprachen sich circa 80 % gegen den Anschluss an die Bodenseewasserversorgung aus.

#### Grundstücksverkauf an Kaufland
Am 20. Februar 2006 beschloss der Gemeinderat den Verkauf des Grundstücks „Bahngelände“ an die Firma Kaufland, die dort einen Verbrauchermarkt anzusiedeln plante. Hiergegen sammelte der „Initiatorenkreis Bürgerbegehren zur Erhaltung des Kupsch-Marktes“ in einem Bürgerbegehren 3994 Unterschriften. In einer öffentlichen Sitzung stellte der Gemeinderat am 31. Juli 2006 die Unzulässigkeit des Bürgerbegehrens aufgrund von Falschbehauptungen in der Begründung fest; ferner fehlte ein zwingend erforderlicher Kostendeckungsvorschlag. Der Initiatorenkreis legte daraufhin Widerspruch ein und beantragte per Eilantrag den Erlass einer einstweiligen Anordnung beim Verwaltungsgericht Stuttgart. Dieser wurde im Februar 2007 abgelehnt.

#### Gasturbinenkraftwerk in Bestenheid
2006 wurden Planungen zum Bau eines 400-Megawatt-Gasturbinenkraftwerk in Bestenheid aufgenommen. Das Investitionsvolumen sollte ca. 250 Mio. Euro betragen und es sollten durch den Bau etwa 30 Arbeitsplätze entstehen. Am 27. April stimmte der Gemeinderat einem Optionsvertrag mit der Tübinger SüdWestStrom zu, woraufhin die Interessengemeinschaft „Kraftwerksgegner Maintal“ am 12. November 2006 einen Bürgerentscheid herbeiführte, bei dem über zwei Drittel der Bürger gegen den Bau des Gasturbinenkraftwerks stimmten. Die Wahlbeteiligung lag bei fast 50 %. Daraufhin hob der Gemeinderat den geschlossenen Optionsvertrag wieder auf.

#### Schrägaufzug zur Burg
Am 21. Juli 2008 fasste der Wertheimer Gemeinderat den Entschluss, einen Schrägaufzug zur Burg zu bauen. Dieser sollte vom Rosengarten am Rathaus aus auf einer 160 m langen Trasse mit Stützpfeilern verlaufen und einen barrierefreien Zugang zur Burg ermöglichen. Eigens für den Bau und Unterhalt sollte eine Betreibergesellschaft gegründet werden. Der Verein „Pro Wertheim“ initiierte daraufhin ein Bürgerbegehren gegen dieses Projekt. Hierfür waren ca. 1.800 Stimmen erforderlich, die Anzahl der gültigen Unterschriften betrug 4.241. Daraufhin hob der Gemeinderat seinen eigenen Beschluss mit 24 zu einer Stimme wieder auf.

### Wappen
| Wappen der Stadt Wertheim | Blasonierung: „In geteiltem Schild oben in Gold ein aus der Teilung wachsender rot bewehrter schwarzer Adler, unten in Blau drei (2:1) silberne Rosen.“ |
| Wappen der Stadt Wertheim | Wappenbegründung: Bereits die ältesten Stadtsiegel zeigen das heutige Wappen, das Stammwappen der Grafen von Wertheim. Das große Stadtsiegel trug die Umschrift S. CIVITATIS. IN. WERTHEIM und wurde in dieser oder ähnlicher Form bis Mitte des 18. Jahrhunderts verwendet. Bei den späteren Siegeln wurden anstelle des Schildes Blumenzweige oder mit Verzierungen versehene Kreise verwendet. Diese Siegel wurden mit der Umschrift SI(E)GEL DER STADT. WERTHEIM bis nach 1811 verwendet; die Farbstempel, die bis Mitte des 19. Jahrhunderts verwendet wurden, trugen dieselbe Umschrift. 1952 wurde wieder der Dreiecksschild im Wappen übernommen. |

Die Stadtflagge ist Gelb-Blau.

### Städtepartnerschaften
Wertheim unterhält eine Städtepartnerschaft mit folgenden Städten:
- Salon-de-Provence (Frankreich), seit 1964
- Huntingdon und Godmanchester (Vereinigtes Königreich), seit 1981
- Szentendre (Ungarn), seit 1989
- Csobánka (Ungarn), seit 1992
- Gubbio (Italien), seit 2006 (1980–2006 Städtefreundschaft)

In der Wendezeit Anfang der 1990er Jahre gab es Bestrebungen, eine Städtepartnerschaft mit dem thüringischen Ilmenau zu gründen. Diese scheiterten jedoch.

## Wirtschaft und Infrastruktur

### Verkehr

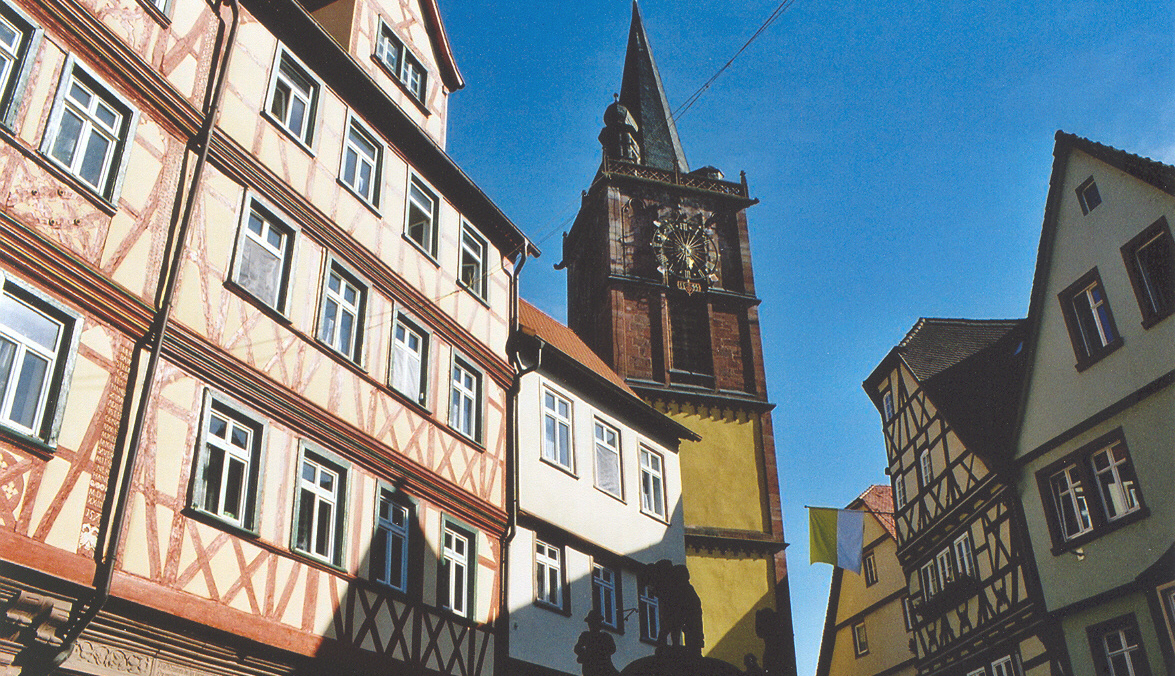
Stadtansicht Wertheim

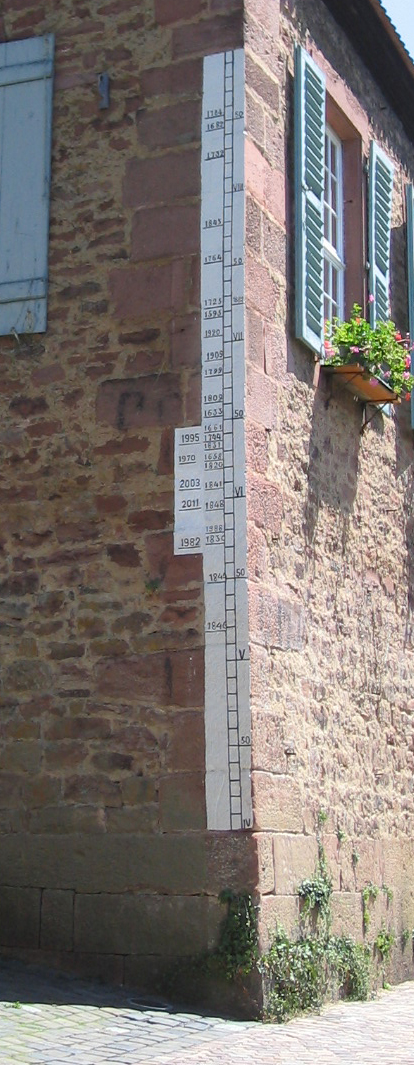
Hochwassermarken beim Kittsteintor

#### Straßenverkehr
Wertheim ist über die Bundesautobahn 3 Frankfurt-Würzburg (Anschlussstelle Wertheim-Lengfurt) zu erreichen. Ansonsten führen nur Landes- und Kreisstraßen durch das Stadtgebiet. Der Main wird bei Wertheim von zwei Straßenbrücken überspannt, der westlich gelegenen Spessartbrücke und der Mainbrücke Wertheim, die erstmals 1882 dem Verkehr übergeben wurde.
Bis zum 1. Oktober 1912 verkehrten zwischen Wertheim und Stadtprozelten auch Postkutschen und Pferdeomnibusse.

#### Schienenverkehr und ÖPNV
Der Wertheimer Bahnhof wurde 1868 eröffnet. Heute liegt Wertheim an den Eisenbahnstrecken Lauda–Wertheim und Aschaffenburg–Miltenberg–Wertheim.
Den öffentlichen Personennahverkehr (ÖPNV) bedienen mehrere Buslinien innerhalb der Verkehrsgemeinschaft Main-Tauber. Es gelten die Tarife des Verkehrsverbunds Rhein-Neckar.

#### Radverkehr
Durch Alltagsrouten aus dem Radnetz Baden-Württemberg ist Wertheim 
- über die Stadtteile Bestenheid, Grünenwört und Mondfeld und über Freudenberg Richtung Bürgstadt und Miltenberg,
- über die Stadtteile Waldenhausen und Reicholzheim mit Tauberbischofsheim und
- über die Stadtteile Eichel/Hofgarten, Urphar und Bettingen Richtung Triefenstein (Homburg am Main und Lengfurt) und Marktheidenfeld verbunden.

Touristische Radfernwege sind unter Radwanderwege aufgeführt.

#### Schiffsverkehr
Durch seine Lage an Main und Tauber war in Wertheim auch schon immer der Schiffsverkehr von Bedeutung. Erste urkundliche Erwähnungen einer Schiffers- und Fischerzunft finden sich bereits im Jahr 1495. Flussabwärts Richtung Frankfurt wurden vor allem Wein, Getreide und Tuche verschifft; es gab jedoch auch damals schon eine hochentwickelte Personenschifffahrt. Auf dem Rückweg waren die Schiffe mit Gütern aus Frankfurt beladen und wurden von Pferden getreidelt. Den Übergang von den Segel- zu den Dampfschiffen bildeten im 19. Jahrhundert die Kettenschleppschiffe, in Wertheim und Umgebung aufgrund ihres Dampfpfeifensignals Maakuh (Mainkuh) genannt. Die Kettenschifffahrt wurde im Juli 1936 eingestellt; die Kette wurde 1938 gehoben.
Anfang des 20. Jahrhunderts existierte auch ein Fährverkehr über den Main bei Bestenheid; der Preis für eine Überfahrt betrug 1912 20 Pfennige.
Durch den Ausbau des Rhein-Main-Donau-Kanals Anfang der 1990er Jahre legten in Wertheim in den letzten Jahren auch zunehmend Flusskreuzfahrtschiffe an. Damals waren es ca. 60 Schiffe pro Jahr; diese Zahl hat sich auf 395 (2011) erhöht.

##### Tauberhafen
Die Taubermündung bot sich als natürlicher Hafen in Wertheim an. In der zweiten Hälfte des 19. Jahrhunderts wurde dort ein Winterhafen gebaut, der dann von den Schiffen genutzt werden konnte, wenn wegen des Eisgangs der Schiffsverkehr auf dem Main ruhte. Der Tauberhafen wurde in den 1960er-Jahren vom Mainhafen abgelöst. Noch im Jahr 1960 gab es hier einen Rekordumschlag von 20.918 Tonnen Gütern von 65 Schiffen. Vor der Inbetriebnahme des Mainhafens existierte am Wertheimer Tauberhafen ein Gleisanschluss über ein Rampen-Verbindungsgleis am nordöstlichen Bahnhofsbereich.

##### Mainhafen Wertheim
Der Mainhafen Wertheim wurde im Oktober 1967 fertiggestellt. Der Hafen Wertheim ist der einzige baden-württembergische Hafen am Main.

#### Luftverkehr
Zwischen 1936 und 1937 erhielt die Stadt mit dem Fliegerhorst Wertheim auf dem Reinhardshof einen Militärflugplatz.
Am 2. April 1945 übernahmen die United States Army Air Forces (USAAF) den Flugplatz auf dem Reinhardshof unter der Bezeichnung Advanced Landing Ground ALG Y-88 und betrieben ihn als Versorgungs- und Evakuierungsflugplatz. Schon am 15. Mai 1945 wurde diese Art der Nutzung wieder eingestellt.
Mit dem vier Kilometer südlich des Zentrums von Wertheim gelegenen Ultraleichtfluggelände Wertheim verfügt die Stadt heute über ein Ultraleichtfluggelände. Es ist der nördlichste Flugplatz in Baden-Württemberg und liegt im Dreiländereck Baden-Württemberg, Bayern und Hessen.

### Medien
In Wertheim erscheint als Tageszeitung die „Wertheimer Zeitung“, ein Kopfblatt des in Aschaffenburg ansässigen „Main-Echo“. Eine weitere Tageszeitung ist die Ausgabe Wertheim der Fränkischen Nachrichten aus Tauberbischofsheim.
Der SWR betreibt bei Wertheim eine Sendeanlage für UKW und TV (früher auch Mittelwelle).
In Wertheim ist auch das Anzeigenblatt BlickLokal (früher als MAIN TAUBER aktuell bezeichnet) ansässig, welches Nachrichten am Wochenende für den gesamten Kreis Main-Tauber publiziert.

### Behörden, Gerichte und Einrichtungen

#### Behörden
Wertheim war zur Zeit der Grafschaft und des Großherzogtums Baden Sitz folgender Ämter:
Stadt- und Landamt Wertheim (ab 1864 Bezirksamt Wertheim), Main-Tauber-Kreisdirektorium, Bezirksbauinspektion, Wasser- und Straßenbauinspektion, Steuerkommissärbezirk, Finanzamt, Untersteueramt, Großherzogliches Forstamt, Eisenbahn-Stationsamt I. Klasse,
Postamt II. Klasse (gleichzeitig Reichstelegraphenanstalt) sowie Amtsgericht und Notariat. Die letzteren beiden Ämter sind auch heute noch in Wertheim.
1952/53 wurde das Eichamt in Wertheim eröffnet. In Wertheim befindet sich heute eine Außenstelle des Landratsamtes des Main-Tauber-Kreises und eine Stadtbücherei. Die Stadt ist auch Sitz des Kirchenbezirks Wertheim der Evangelischen Landeskirche in Baden.

#### Gerichte
Zu Zeiten der bestehenden Grafschaft verfügte Wertheim über ein Stadt- und ein Landgericht. Letzteres wurde auch Centgericht genannt und war als das höhere Gericht zuständig für Straftaten wie Mord, Diebstahl, Notzucht und fließende Wunden und verhängte Leib- und Lebensstrafen. Das untergeordnete Stadtgericht war für alle Bürger innerhalb der Stadtmauern zuständig. Es verhandelte Schimpf- und Schmähreden, Beleidigungen und die Missachtung von Vorschriften der Obrigkeit und verhängte Geld- und Arreststrafen. In Berufungsfällen entschieden die amtierenden Grafen. Darüber hinaus gab es in Wertheim auch Zunftgerichte, die Streitigkeiten der Zunftmitglieder, das Nichteinhalten der Zunftordnung, das unmoralische Verhalten von Zunftmitgliedern oder das Fehlen bei Zunftversammlungen, den sogenannten Zunftgeboten, verfolgten. Heute hat Wertheim ein Amtsgericht, das zum Landgerichtsbezirk Mosbach gehört, und ein Notariat.

#### Spital/Krankenhaus
Die Rotkreuzklinik Wertheim (auch Krankenhaus Wertheim, früher Spital Wertheim), vormals ein Eigenbetrieb der Stadt, ist heute ein Haus der Grund- und Regelversorgung mit 178 Betten, 13 verschiedenen medizinischen Fachkliniken und drei Kompetenzzentren in Kooperation mit überregionalen Krankenhäusern. Im Dezember 2023 startete die Klinik, aufgrund finanzieller Schwierigkeiten, eine Insolvenz in Eigenregie.

#### Weitere Einrichtungen
Im Stadtteil Bestenheid befindet sich das Freibad In den Christwiesen. Es verfügt über ein Nichtschwimmerbecken mit Rutsche, ein Schwimmerbecken mit Sprungblöcken und ein Babyplanschbecken. Ein Wickelraum steht ebenfalls zur Verfügung.

### Bildung
In Wertheim befindet sich das Dietrich-Bonhoeffer-Gymnasium, die Comenius-Realschule und die Edward-Uihlein-Schule, eine Förderschule. Ferner gibt es die Gemeinschaftsschule Wertheim, die Werkrealschule Urphar-Lindelbach, die Otfried-Preußler-Grundschule und jeweils eine Grundschule in den Stadtteilen Bestenheid, Dertingen, Nassig und Reicholzheim.
Der Main-Tauber-Kreis ist Träger eines schultypenübergreifenden Beruflichen Schulzentrums, das die Kaufmännische, Gewerbliche und Hauswirtschaftliche Schule Wertheim umfasst, unter anderem mit einem Wirtschaftsgymnasium und einem technischen Gymnasium. Gemeinsam sind diese verschiedenen Schularten im Beruflichen Schulzentrum Wertheim (BSZ Wertheim) zusammengefasst.
Daneben gibt es eine Außenstelle der Schule im Taubertal Lauda-Königshofen (Unterbalbach), die sich zusammen mit dem Schulkindergarten für Geistig- und Sprachbehinderte im Wertheimer Stadtteil Waldenhausen befindet. Die Private Schule für Altenarbeit und Altenpflege der Johanniter-Unfallhilfe e. V. sowie die Außenstelle der Akademie der Polizei Baden-Württemberg runden das schulische Angebot Wertheims ab.
Geplant ist auch eine Hochschule angepasst an die vorherrschende Wirtschaft in der Stadt mit den Schwerpunkten Export, Klein- und Mittelbetriebe und Tourismus. Der Lehrbetrieb soll mit je 50 Studierenden im Jahr 2018 begonnen werden. Unterstützt wird das Vorhaben nach einer Ausschreibung von der österreichischen IMC Fachhochschule Krems.

### Handel und Gewerbe

#### Glasindustrie
1939 waren in Wertheim acht Industriebetriebe ansässig, hauptsächlich aus den Bereichen Holzverarbeitung und Maschinenbau; darunter war mit der Eisenwerk AG auch ein Großbetrieb.
Nach dem Zweiten Weltkrieg kamen in den Jahren 1945 bis 1950 neun weitere größere Betriebe (Metallverarbeitung, Textil- und Bekleidungsindustrie) nach Wertheim, die zusammen etwa 750 Arbeiter beschäftigten. Auf dem Gelände des ehemaligen Fliegerhorsts auf dem Reinhardshof siedelten sich fünf Glasbetriebe aus Thüringen an, hauptsächlich aus Ilmenau bzw. Stützerbach, die mit den Verhältnissen in der sowjetischen Besatzungszone unzufrieden waren. Da sie zur Produktion chemisch-technisches Hohlglas benötigten und dies langfristig nicht vom ehemaligen Standort über die innerdeutsche Grenze geschmuggelt werden konnte, wurde eine Glashütte gebaut, wodurch sich weitere Unternehmen des glasverarbeitenden Gewerbes in Wertheim niederließen, unter anderen die DWK Life Sciences. Die Glashüttensiedlung mit 26 Bauten entstand von April bis Oktober 1950. 1952 kamen auch die Glasfaserverarbeitung sowie die Forschungsgemeinschaft für technisches Glas hinzu; in jenem Jahr zählte Wertheim 35 glasverarbeitende Betriebe. 1971 waren es noch 30 mit 2.700 Beschäftigten. Für das Jahr 1990 wurden insgesamt 8.900 Arbeitnehmer erfasst, die in der Glasindustrie sowie dem Maschinen- und Werkzeugbau beschäftigt waren.
Im Stadtteil Bestenheid siedelte sich kurz nach dem Krieg unter anderem Aräometerhersteller an. Wertheim ist mit 6.000 Beschäftigten der größte Industriestandort im Main-Tauber-Kreis.

#### Wertheim Village
Direkt an der Autobahn A3 befindet sich das Factory-Outlet-Center Wertheim Village. Es wurde 2003 eröffnet. In den folgenden Jahren wurde das Outlet-Center schrittweise erweitert. Jährlich besuchen etwa 2,5 Mio. Menschen das Wertheim Village. Mit über 110 Outlet-Boutiquen auf etwa 27.000 m2 Verkaufsfläche macht es Wertheim zu einem der größten Outlet-Standorte Deutschlands.

## Kultur und Sehenswürdigkeiten

### Museen
- Das Glasmuseum befindet sich in einem Fachwerkhaus von 1577 (Kallenbach’sches Haus) in der ehemaligen Löwenstein-Rosenberg’schen Hofhaltung und zeigt Produktion und Muster von Gebrauchsglas, Kunstglas sowie Glas in Wissenschaft und Technik. Es ging aus dem 1973 gegründeten „Trägerverein Wertheimer Glasmuseum“ hervor und wurde am 29. Mai 1976 mit einer Ausstellungsfläche von 400 m2 eröffnet. Zum Museum gehört seit 1998 auch das Kleine Haus, ein Fachwerkbau von 1588, in dem auf 250 m2 eine Studio- und Lampenglassammlung, ein Glasperlenkabinett aus der Sammlung von Thea Elisabeth Haevernick sowie die Ausstellung „Glas für Wissenschaft und Industrie“ befinden.[159][160]

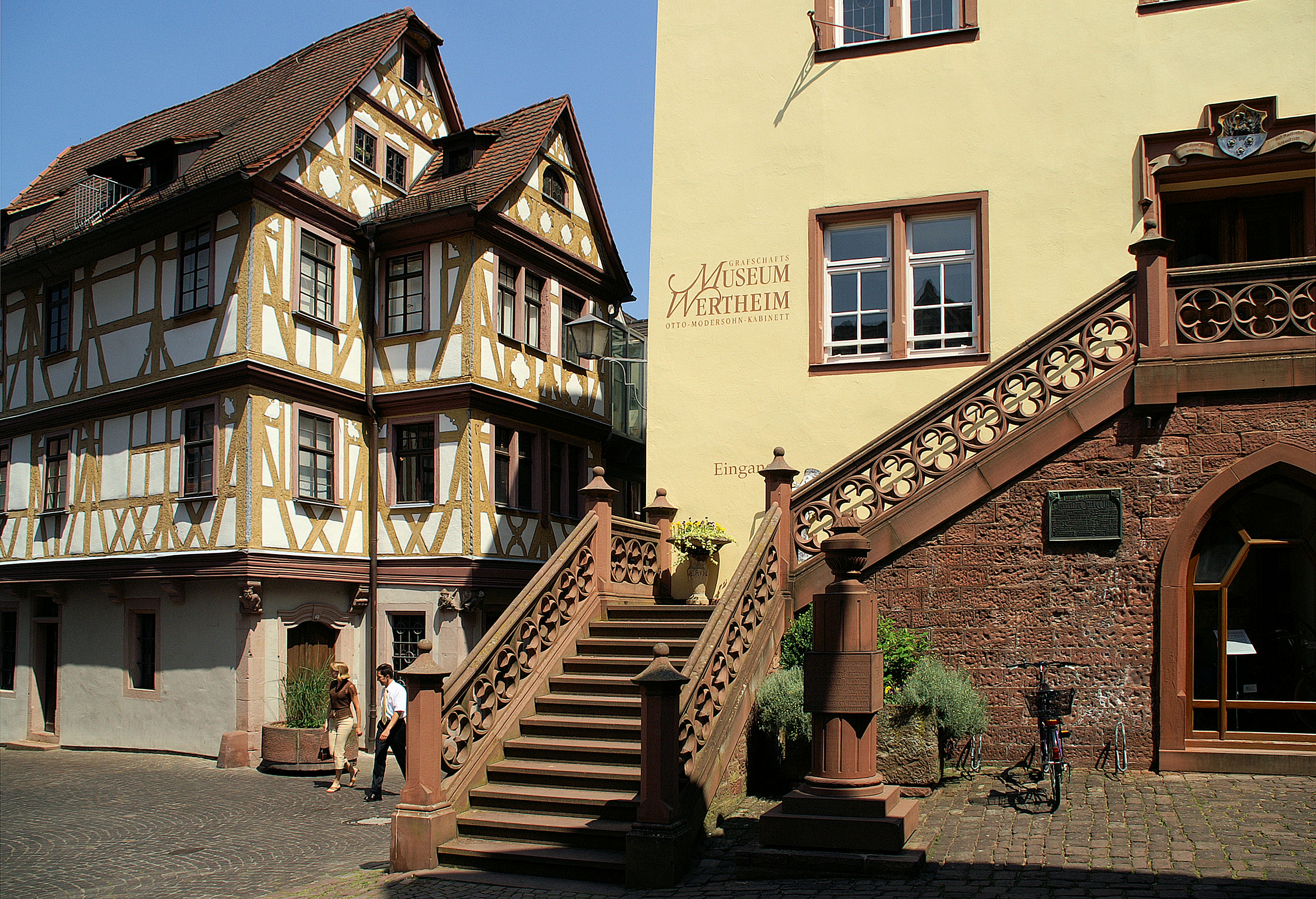
Das Grafschaftsmuseum Wertheim

- Das Grafschaftsmuseum mit Otto-Modersohn-Kabinett ist aus dem früheren Historischen Museum für Stadt und Grafschaft Wertheim hervorgegangen. Es umfasst die Sammlungen der Stadt Wertheim und des Historischen Vereins Wertheim e. V. Es schützt und pflegt kulturelle Erzeugnisse, die auf dem Gebiete der ehemaligen Grafschaft Wertheim entstanden sind, hier genutzt wurden oder einen inhaltlichen Bezug zur Landschaft, Kultur oder Geschichte der Region haben. Es befindet sich in einem Gebäudekomplex aus dem 16. Jahrhundert, der das Alte Rathaus, das Haus zu den Vier Gekrönten sowie das Blaue Haus umfasst, ein mit Smalteblau gestrichenes Fachwerkhaus. Es liegt in der Altstadt unweit des Marktplatzes.[161][162][163]

### Vereine

#### Fischer- und Schiffergenossenschaft Wertheim e.V.
Die Fischer- und Schiffergenossenschaft Wertheim e. V. ist als Rechtsnachfolgerin der ehemaligen Fischer- und Schifferzunft eine der ältesten Vereinigungen Wertheims. Ihr genaues Alter ist unbekannt; die Zunft besaß jedoch bereits 1478 ein großes Zunfthaus, das beim Hochwasser 1732 zusammen mit fast dem ganzen Inventar und allen Akten zerstört wurde. Der datierte Grundstein ist jedoch erhalten und kann heute im Grafschaftsmuseum Wertheim besichtigt werden. Der Verein ist Eigentümer seiner alten Fischereirechte, die sich am Main über zwei Bundesländer erstrecken – in Baden-Württemberg von Flusskilometer 168,3 (zwischen Bettingen und Homburg) bis Flusskilometer 148,84 (unterhalb von Grünenwört) und in Bayern von Flusskilometer 168,3 (zwischen Trennfeld und Kreuzwertheim) bis 149,368 (zwischen Hasloch und Faulbach). Außerdem hat der Verein das Fischereirecht von der Mündung der Tauber bis zum Mühlenwehr (ca. 1,5 km).

#### Historischer Verein Wertheim e.V.
Auf die Initiative von Otto Langguth und Pfarrer Georg Kappes geht die Gründung des Historischen Vereins Alt-Wertheim (damaliger Name) am 25. April 1904 in der Gastwirtschaft „Kette“ zurück. Der Verein richtete ein Museum in der ehemaligen Hofhaltung ein und besorgte auch die Einrichtung am heutigen Standort. Außerdem gehört zu den Aufgaben die Restaurierung und Konservierung von kunsthistorisch bedeutenden Grabdenkmälern aus dem 16. bis 19. Jahrhundert auf dem Bergfriedhof sowie die Erhaltung des historischen Stadtbildes. Jährlich gibt der Verein ein Jahrbuch heraus.

### Stadtanlage und Bauwerke

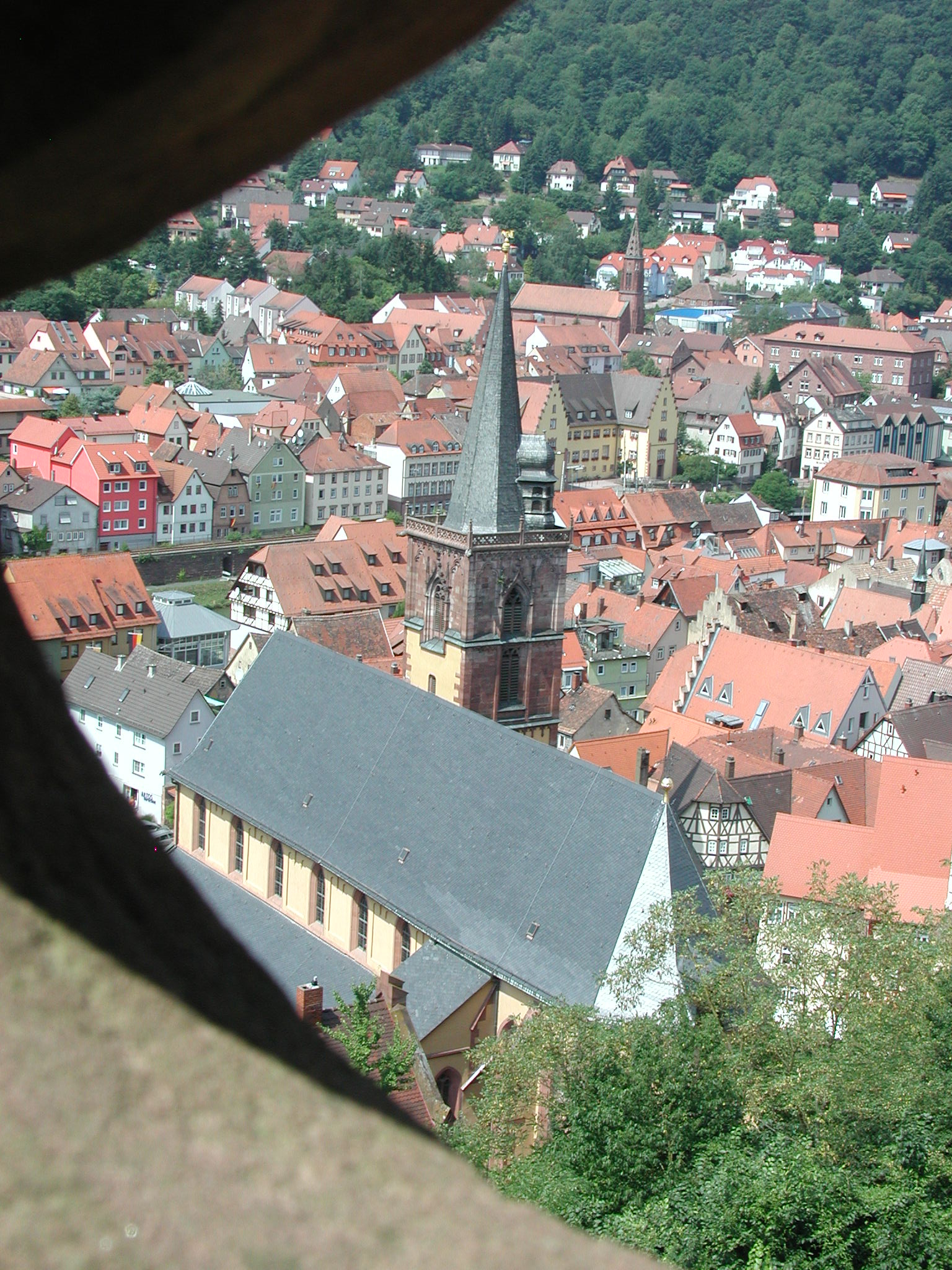
Blick von der Burg

#### Denkmalgeschützte Gesamtanlage
Wertheim ist eine einstige Burgsiedlung des späten 12./frühen 13. Jahrhunderts mit charakteristischen Stadterweiterungsgebieten des 15.–19. Jahrhunderts. Die die Stadt beherrschende Burgruine samt den Resten der einst mächtigen Befestigungsanlage sind erhalten, ebenso der sehr gut überlieferte Baubestand des 16.–19. Jahrhunderts und der historische Stadtgrundriss. Die historische Bau- und Raumstruktur sowie die kulturlandschaftliche Einbettung begründen damit die Qualität der Stadt als Gesamtanlage gemäß § 19 DSchG, an deren Erhaltung ein besonderes öffentliches Interesse besteht.

#### Kulturdenkmale in der Altstadt
Die Kernstadt oberhalb der Taubermündung besteht bis heute aus mittelalterlichen Gassen und zahlreichen denkmalgeschützten Fachwerkhäusern und weiteren Kunst- und Baudenkmälern. Zentrum ist ein zur Kirche und Burg ansteigender Marktplatz. Die evangelische Stiftskirche ist die Hauptkirche der Stadt. Sehenswert sind auch der Engelsbrunnen und die spätgotische Kilianskapelle von 1472 mit dem „Wertheimer Affen“ als Allegorie der Eitelkeit. Die frühere Umfassung der Altstadt durch die Stadtmauer ist noch gut sichtbar, besonders deutlich an den Schenkelmauern, die zur Burg hinaufführen.

#### Ehemalige Bauwerke
- Überdachte Tauberbrücke

Alte Tauberbrücke

Eine Brücke über die Tauber wurde bereits mehrfach aufgebaut und von Überschwemmungen weggerissen; so existierte eine Tauberbrücke beispielsweise von 1408 bis 1514, 1515–1564, 1565–1732, 1733–1746, 1747–1780 und 1780–1784.
Im Zuge des Baus der Bahnstrecke Lauda–Wertheim in den Jahren 1866 bis 1868 fanden in Wertheim große Eingriffe ins Stadtbild des Tauberviertels statt. So wurde beispielsweise das Hospital rückgebaut, um Platz für die Gleise zu schaffen. Der größte Eingriff dürfte der Abbruch der hölzernen überdachten Tauberbrücke 1873 gewesen sein. Schon vor dem Bau der Bahnstrecke gab es Beschwerden über Behinderungen für den schweren Frachtverkehr durch das zu niedrige Dach. So wurde im „Main- und Tauberboten“ vom 21. August 1846 bemängelt: Das alte finstere Brückendach erscheint also als eine Sperre gegen höchst nutzbringenden Verkehr. Das aus schweren Stämmen bestehende, größtenteils noch brauchbare Holz der jetzigen Brücke hat bei gegenwärtigen Holzpreisen einen sehr beträchtlichen Werth, ein fester Pfeiler ist vorhanden, und sind die beiden Tauberufer so hoch und fest, daß eine Kettenbrücke mit geringer Kostenauslage angebracht werden kann. In der Ausgabe vom 21. Juli 1868 wird die Tauberbrücke von einem Leser eine hiesige anerkannte Unschönheit genannt, was ihn zu der Schlussfolgerung führt: Ob für den Bahnverkehr die dermalige Tauberbrücke ausreichen wird, bezweifelt man allgemein und es dürfte sich gar bald das Bedürfnis darthun, sie durch eine breitere, nach dem neueren Geschmack von Eisen construirte ersetzt zu sehen.
Da die Achse der neuen Brücke leicht gedreht werden sollte, wurden für den Bau derselben drei bis vier Häuser abgerissen, darunter das Centhaus. Während des Brückenbaus wurde der Verkehr über eine Notbrücke geführt, die am 13. Mai 1873 fertiggestellt worden war.
- Centhaus

Das Centhaus im Jahr 1873

Vermutlich kurz vor dem Dreißigjährigen Krieg dürfte der Bau des Centhauses stattgefunden haben. Es wird bereits in einer Urkunde aus dem Jahr 1634 erwähnt und gilt als einziges Bauwerk Wertheims, das vollständig im italienischen Renaissancestil gehalten war. Die Frontseite in Richtung der alten Tauberbrücke war mit einer hohen, gewölbten Tordurchfahrt versehen. Drei große Gesimse und der Volutengiebel, die so auch im Echterstil üblich waren, wurden an diesem Gebäude durch toskanische Rustika-Pilaster ergänzt, was ihm einen festungsähnlichen Charakter verlieh und ihm den Beinamen Brückentor einbrachte.
Das Centhaus war Sitz des Centgerichts und Gewahrsam in einem und konnte nur direkt vor der Stadtmauer errichtet werden, da die Cent Wertheim vor dem eigentlichen Stadtgebiet endete. Der Brückenturm hinter dem Haus markierte den Beginn des Hoheitsgebiets des Stadtgerichts; somit wurden durch das Centhaus beide Bezirke miteinander verbunden, was auch für die Festungsanlagen der Stadt von Vorteil war.
Bereits bei der Planung der Bahnstrecke Lauda–Wertheim im Jahr 1863 kam der Vorschlag auf, das Centhaus zugunsten einer rechts der Tauber geführten Bahnstrecke abzureißen, was dieser Planvariante den Namen Centhauslinie eintrug, da dieses Gebäude das einzige war, welches im Weg stand. Dieser Plan wurde jedoch verworfen. Die schon länger existierenden Pläne zum Abbruch wurden auch durch Alternativen hinterfragt. So forderte ein unbekannter Verfasser in der Wertheimer Zeitung. 29. August 1873: Wir schlagen nämlich der Gemeindeverwaltung vor, das ganze Brückenthor (Centhaus) als Leichenhaus in die Mitte der oberen Einfassungsmauer unseres schön gelegenen Friedhofs zu stellen! Wer sich das Brückenthor seiner ganzen Eintheilung nach genau betrachtet, wird die Geeignetheit kaum in Zweifel ziehen können. Wohnung des Todtengräbers und Totengewölbe wären damit gewonnen und sehr leicht könnte demselben ein kapellenartiges Aussehen gegeben werden. Wenn über kurz oder lang einmal der Leichenwagen eingeführt werden sollte, so könnte die Thorhalle (selbstverständlich müßte dann der Aufbau des Ganzen am heutigen Eingang geschehen) als Remise für diesen benutzt werden.
Das Haus wurde jedoch im November 1873 aus Verkehrsgründen abgebrochen, nachdem es am 1. und am 7. Oktober dieses Jahres zur Versteigerung auf Abbruch ausgeschrieben worden war. Nur einzelne Teile des Gebäudes fanden 1875 beim Bau des Anwesens Mühlenstraße 55 eine erneute Verwendung; die Voluten dienen als Stütze eines Treppenwegs neben diesem Gebäude.
- Synagogen

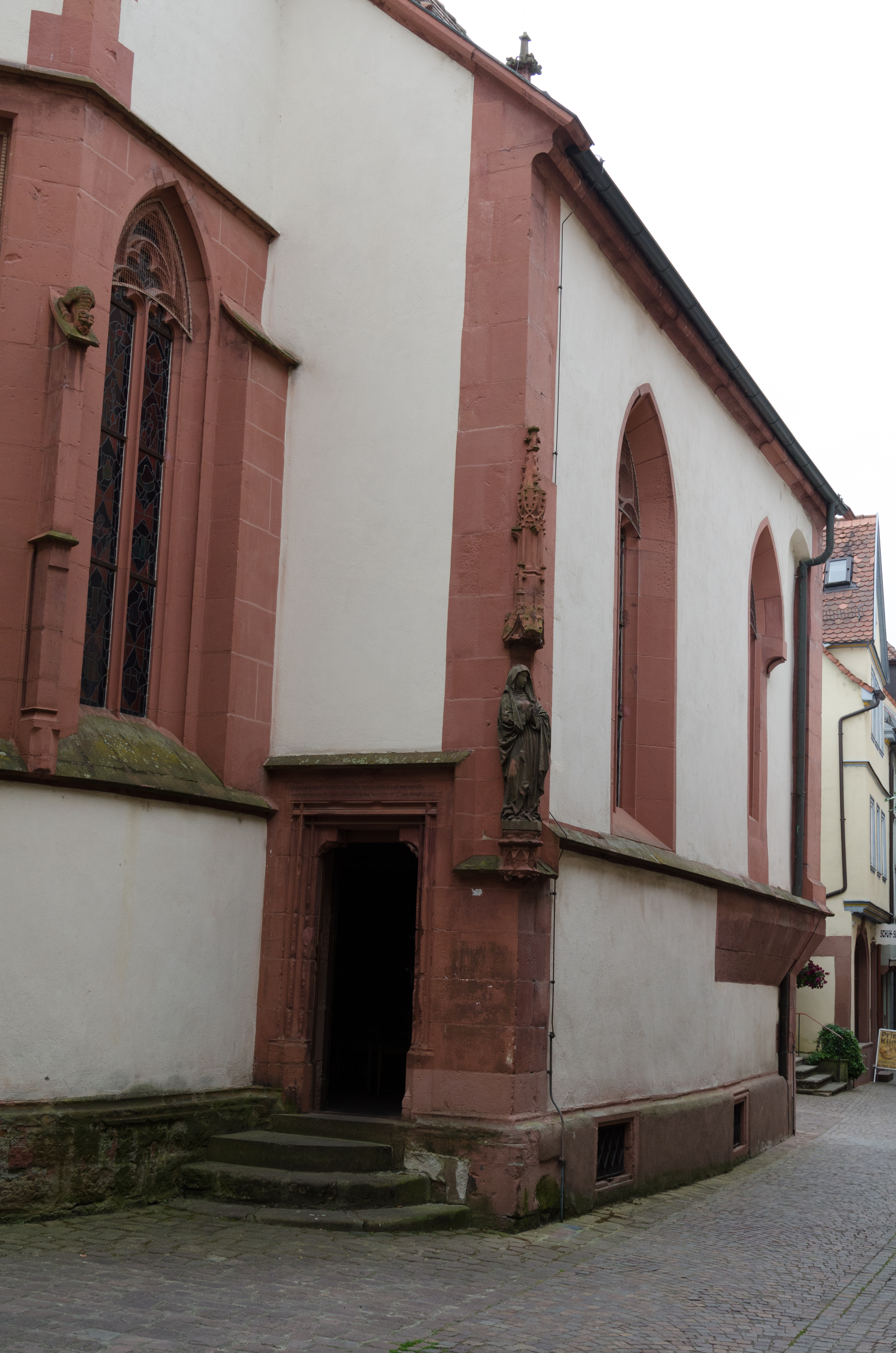
Marienkapelle an der Stelle der zweiten Synagoge

In Wertheim wurde fünfmal eine Synagoge errichtet und wieder zerstört. Bereits in einer Urkunde vom 24. Dezember 1381 gewährte Graf Johann I. von Wertheim den Juden Steuerfreiheit für einen Hof in der heutigen Kapellengasse samt Hofstatt, welche die „alte Judenschul ist gewest“. Sowohl die alte als auch die neue Judenschule befanden sich an derselben Stelle. Vermutlich wurde die erste Synagoge 1349 zerstört und an derselben Stelle später eine neue, zweite Synagoge aufgebaut, die jedoch 1447 von der christlichen Bevölkerung zerstört wurde. An ihrer Stelle wurde bis 1452 die Marienkapelle erbaut; über ihrem Eingang steht folgende hebräische Inschrift: „Anno Domoni 1447 ist hie zerbrochen und verstort eine Judenschule und angehoben diese Kapelle“.
Im Brückenviertel war dann ab 1449 die dritte Synagoge zu verorten. Sie lag innerhalb der Stadtmauern und wurde 1592/93 erneut gebaut. Der fünfte Synagogenbau stammt von 1798/99 und befand sich an derselben Stelle wie ihre zwei Vorgängerbauten. Er befand sich seit September 1938 im Besitz der Stadt, da Sigmund Cahn, der letzte Vorsitzende der jüdischen Gemeinde in Wertheim, im Spätsommer 1938 der Stadt die Synagoge zum Kauf angeboten hatte, die für 3.000 Reichsmark in deren Eigentum überging.
Dadurch blieb die Synagoge während der Novemberpogrome weitestgehend von Zerstörungen verschont, obwohl Brandstifter schon dabei waren, die Synagoge anzuzünden. Ein städtischer Protokollant eröffnete jedoch, dass es sich bereits um städtisches Eigentum handele, daher wurde das Gebäude nicht beschädigt, die Inneneinrichtung hingegen schon. Die Thora-Rollen sowie einige Kultgefäße wurden ins Rathaus gebracht. Willy Exner, der Maler eines berühmten Hitlerbildes, wollte die insgesamt 468 Pergamente ablaugen und als Malgrund verwenden, was jedoch durch den Stadtarchivar Otto Langguth vereitelt wurde.

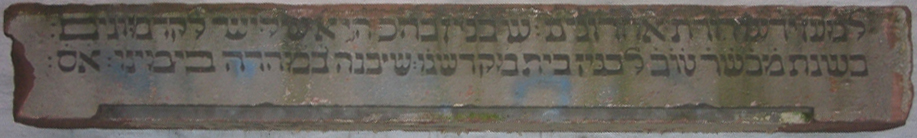
Türsturz der Synagoge von 1799

Nach dem Ende des Zweiten Weltkriegs 1945 ging die Synagoge in den Besitz der jüdischen Vermögensverwaltung (JRSO) über. Diese wiederum verkaufte das Gebäude 1949 an die Stadt Wertheim, woraufhin dort Lagerräume und eine Unterkunft für die Stadtschreinerei eingerichtet wurden. Ende Februar 1961 wurde das Gebäude beim Ausbau der rechten Tauberstraße abgerissen. Nicht weit von der Synagoge befand sich auch eine Mikwe, ein rituelles Bad, dessen oberirdischer Gebäudeteil (Badehaus) abgebrochen wurde. Die eigentliche Mikwe (die Treppe inklusive Tauchbecken) ist unter dem Neuplatz-Pflaster erhalten.
An der Innenseite der hinteren Stadtmauer in der Gerbergasse 16 befindet sich der Türsturz der ehemaligen Synagoge aus dem Jahr 1799 sowie eine Gedenktafel. Der Türsturz trägt folgende Inschrift: „Moralische Belehrung an die Menschen der jetzigen Generation, die den Bau des Tempels erlebt in Verbundenheit mit den Vorvätern“; die zweite Zeile lautet: „In diesem uns Gutes verkündenden Jahr den Erbauern des Tempels, der in unseren Tagen geschwind aufgebaut wird“.

#### Sehenswerte Baudenkmäler
- Burg Wertheim

Die Burg Wertheim, hoch über der Altstadt Tauber und Main beherrschend gelegen, ist das Wahrzeichen der Stadt. Hinter einem Halsgraben nach Osten von einer hohen Mantelmauer gesichert steht von der Oberburg noch der Bergfried. Vom Palas neben einem Treppenturm und dem alten Wohnbau ist nur noch eine dreiteilige Fenstergruppe aus der Stauferzeit erhalten. Darunter steht die Ruine der Vorburg, die zur Wohnburg ausgebaut wurde. Der Archivbau über dem Torhaus stammt noch aus der Barockzeit. Bis ins 17. Jahrhundert wurde der Grafensitz immer weiter ausgebaut. Durch eine Pulverexplosion wurden 1619 Teile der Burg und im Dreißigjährigen Krieg 1634 weitere Teile zerstört, die nicht wieder aufgerichtet wurden.

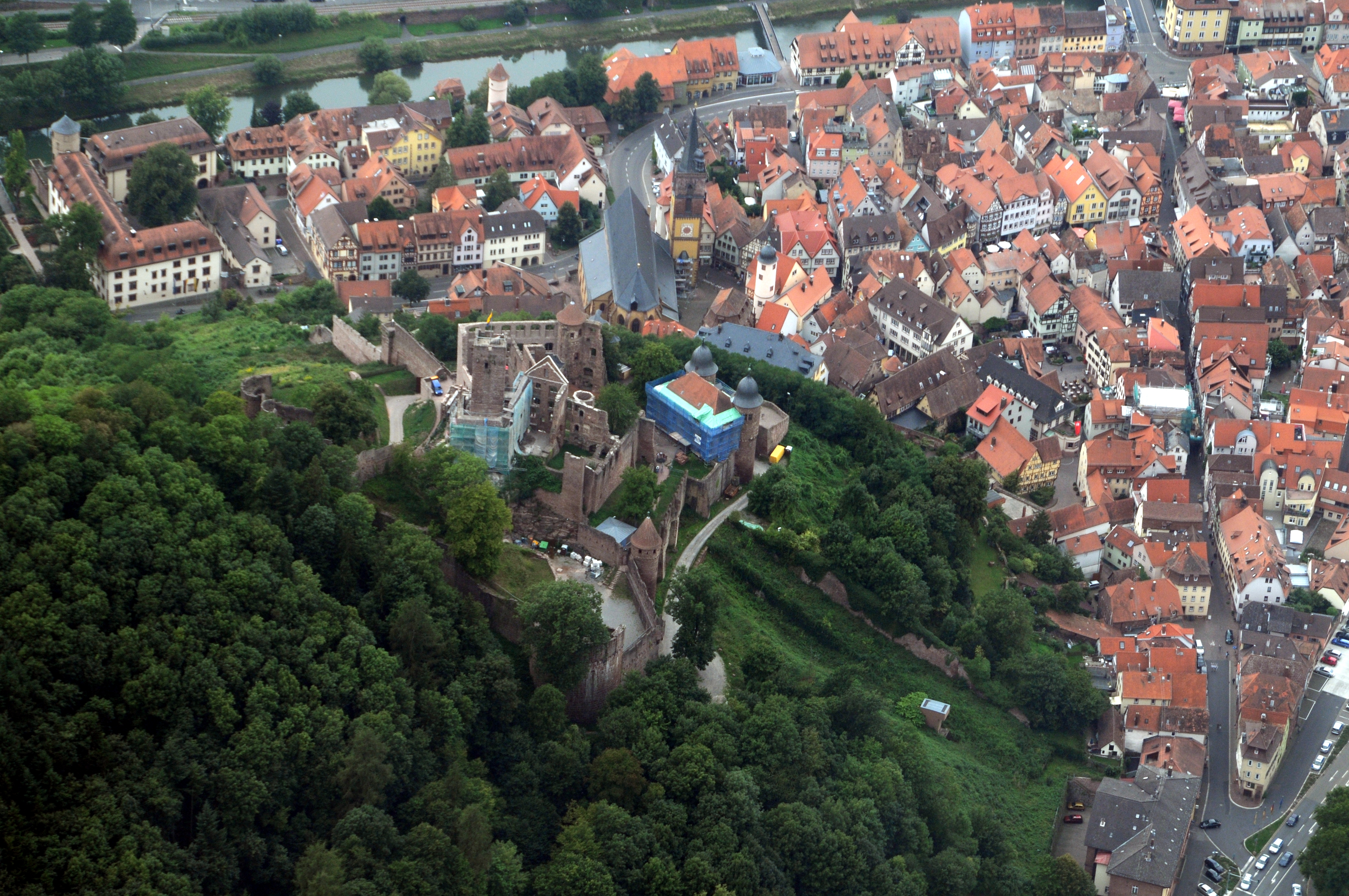
Burg und Altstadt (Luftbild)
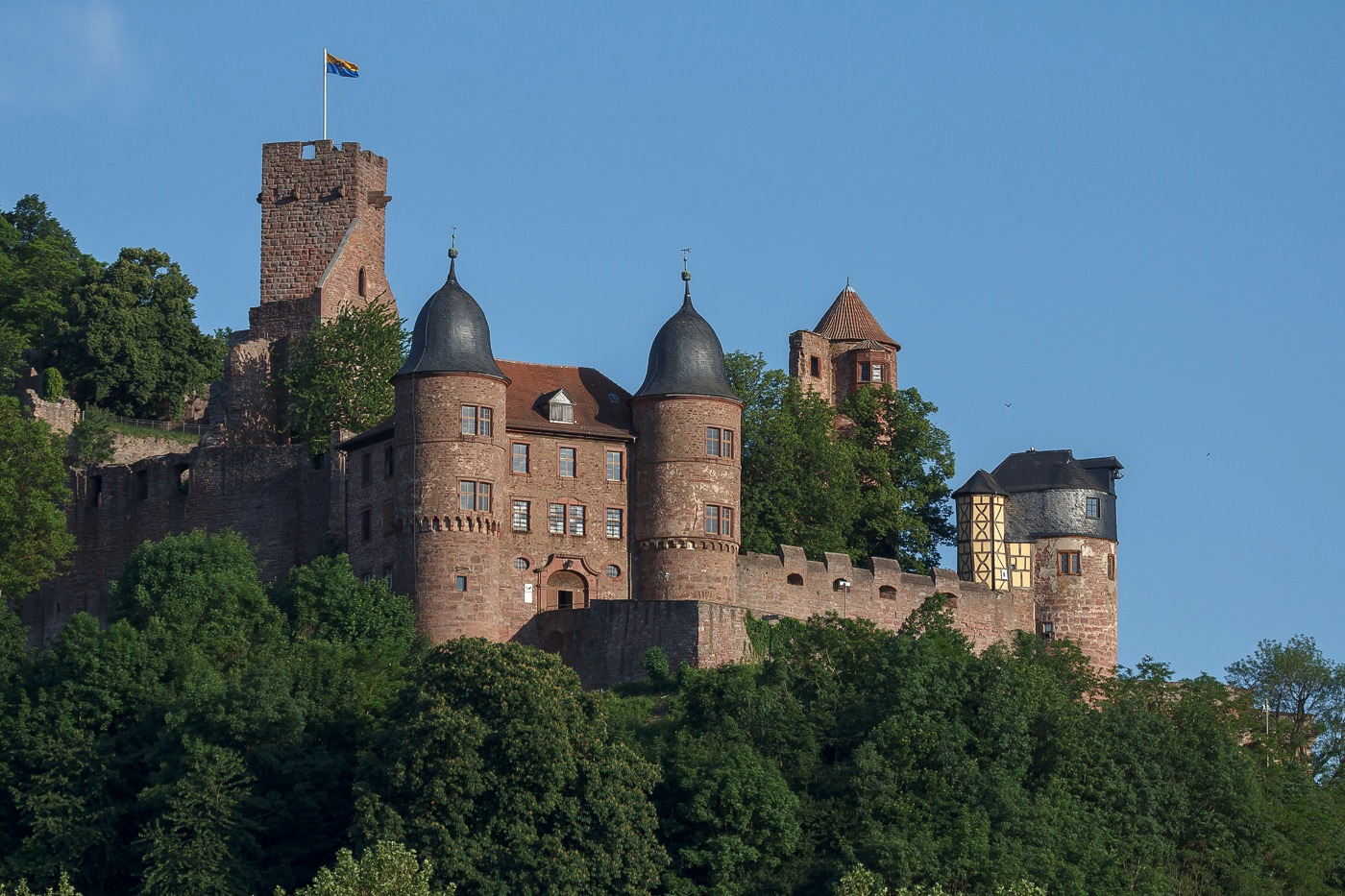
Burgruine
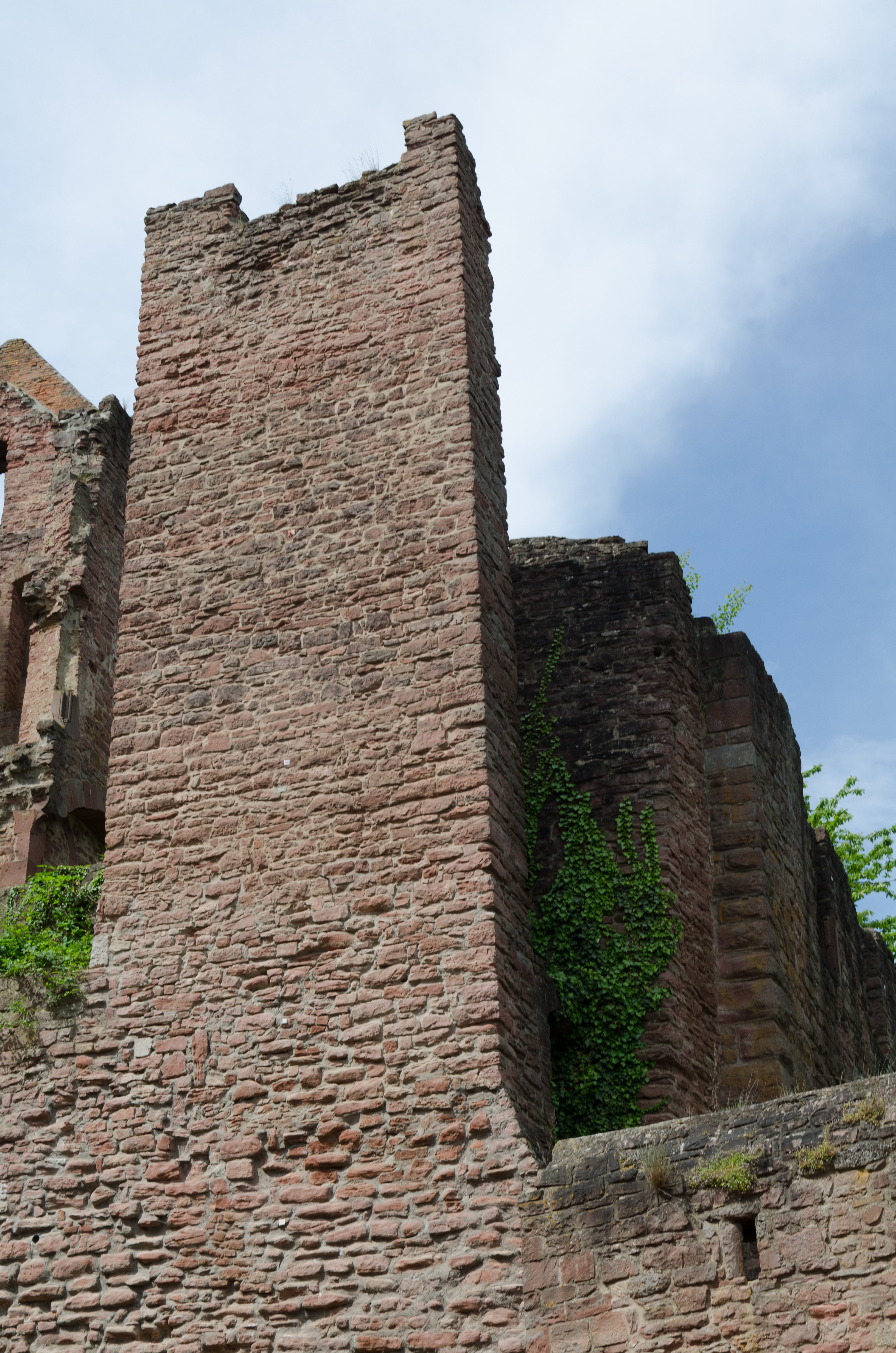
Rest des Palas
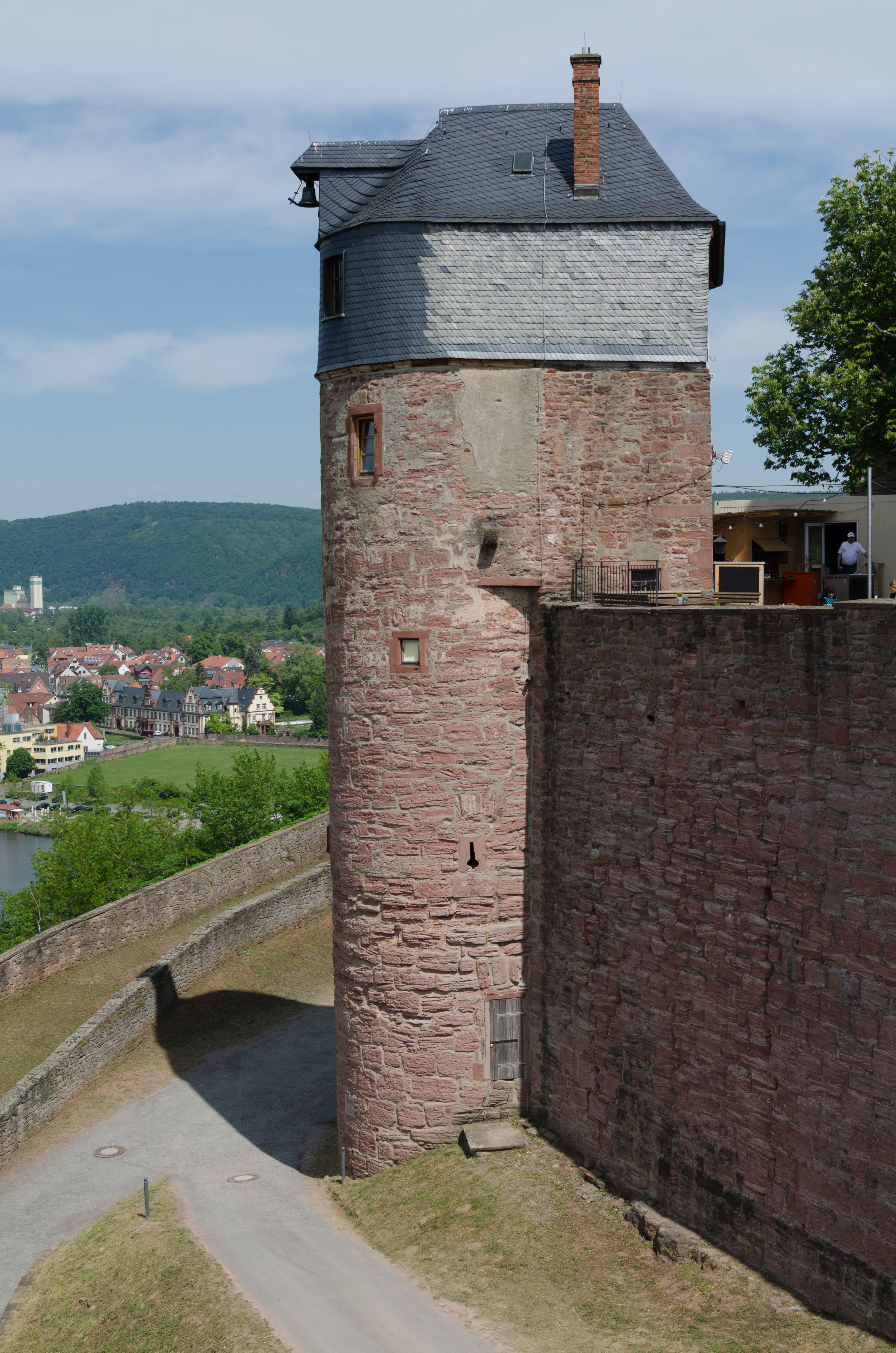
Der Weiße Turm
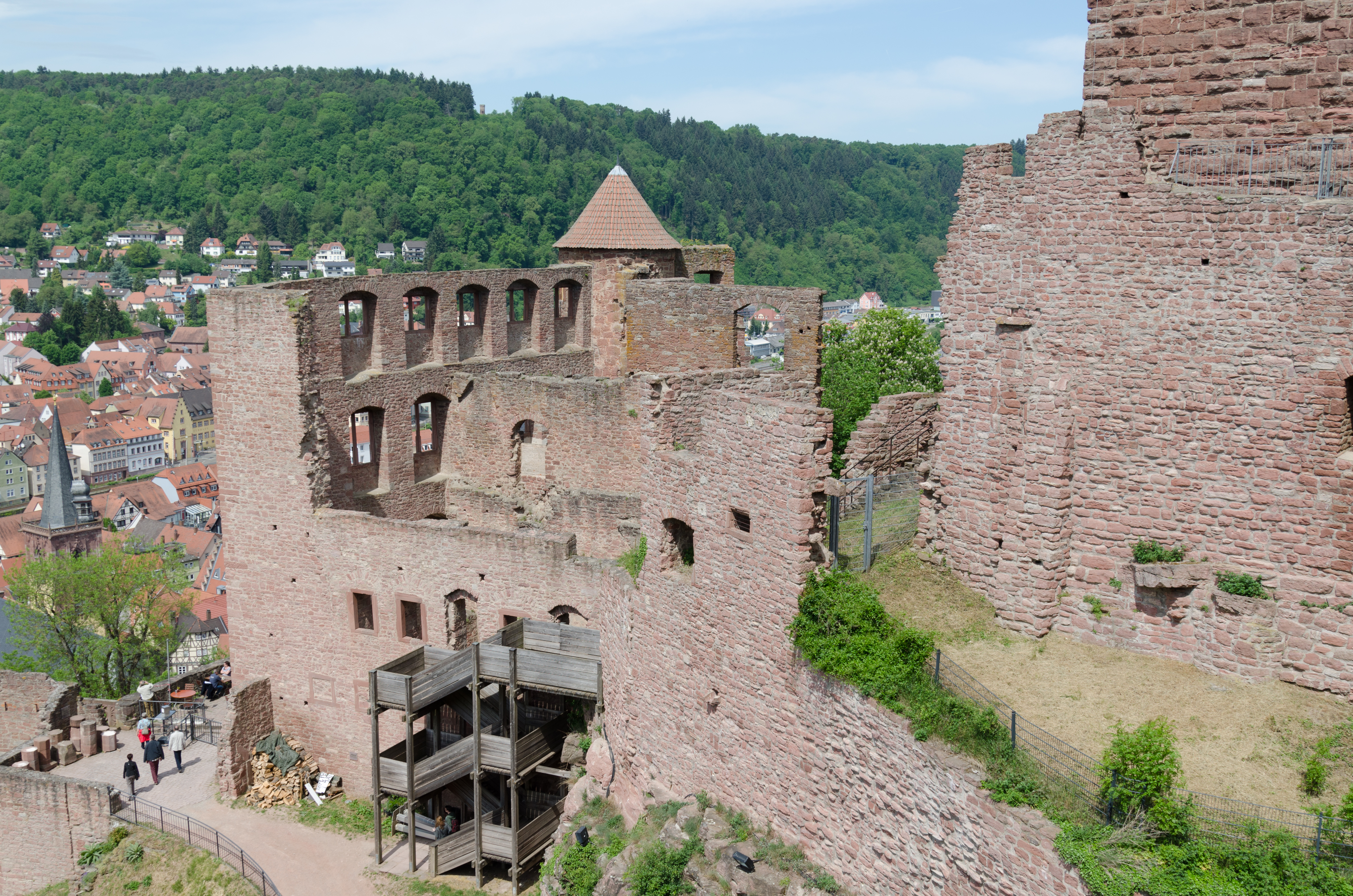
Der Löwenstein’sche Bau
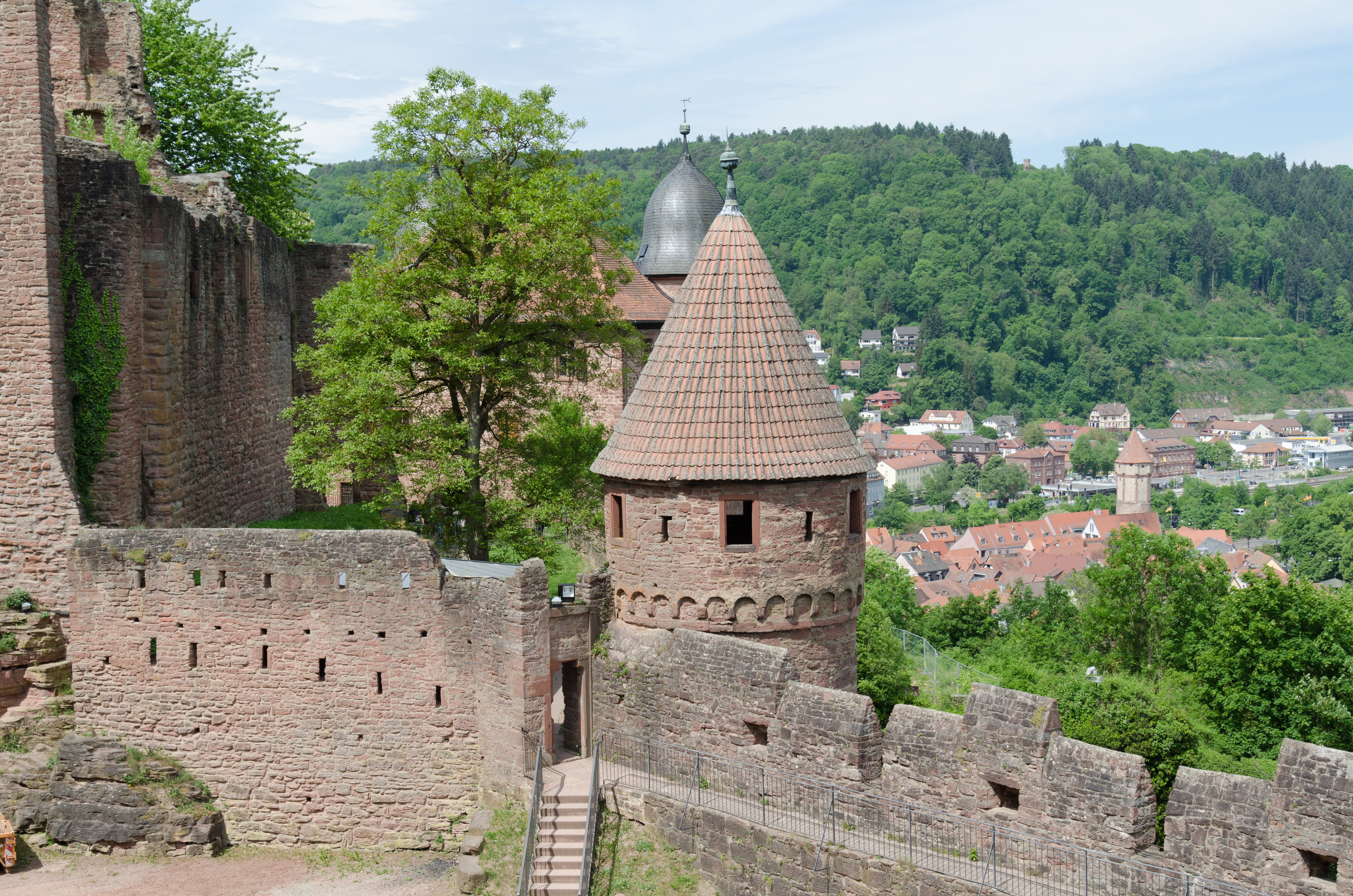
Holderturm und Neues Archiv

- Evangelische Stiftskirche St. Marien

1384 legte Graf Johann I. von Wertheim den Grundstein für die spätgotische dreischiffige Stiftskirche; vermutlich steht sie auf den Fundamenten zweier romanischer Vorgängerbauten. Am 4. Juli 1481 folgte die Erhebung der Pfarrkirche zur Stiftskirche. Mit dem Bau des Chores wurde 1388 begonnen; hier ist die Grablege des Wertheimer Grafengeschlechts. Direkt hinter dem Altar befindet sich die „Bettlade“ von 1618, ein Baldachingrab für Graf Ludwig III. von Löwenstein und seine Frau, Gräfin Anna von Stolberg. Das von dem aus Forchtenberg stammenden Michael Kern geschaffene Grab ist jedoch leer. Die Stiftskirche verfügt über eine Portalvorhalle an der Nordseite, über deren Eingang die „Wertheimer Madonna“ (vermutlich um 1320) steht, eine Sonnenuhr am südlichen Seitenschiff, einen ca. 51 m hohen Kirchturm sowie einen Bibliotheksanbau aus dem Jahr 1448. Der damalige Grundstock von 63 Büchern des Gelehrten Konrad Wellin wuchs im Laufe der Jahre auf 900 mittelalterliche Handschriften und frühe Drucke, worunter sich auch eine der drei noch existierenden sogenannten „Wertheimer Bibeln“ befindet. Als Besonderheit weist die Stiftskirche einen leicht asymmetrischen Grundriss auf, der zum einen dem damaligen Straßenverlauf und zum anderen evtl. Planungsfehlern geschuldet ist. Während des Bildersturms wurden alle zehn Altäre zerstört oder entfernt; einer dieser Altäre steht im Badischen Landesmuseum in Karlsruhe. Die Empore wurde 1680 samt einer Bibliothek gebaut; hierfür wurde das Maßwerk der Fenster entfernt, um den geringeren Lichteinfall etwas ausgleichen zu können
Die letzte Renovierung der Stiftskirche fand von 2005 bis 2007 statt. Der Innenraum der Stiftskirche weist folgende Maße auf:
- Größte Breite des Innenraumes: ca. 22 Meter
- Breite des Mittelschiffes: 8,80 Meter
- Länge des Innenraumes von der Apsis bis Wand unter der Orgelempore: ca. 46 Meter
- Raumhöhe im ungewölbten Kirchenschiff: 18,20 Meter
- Raumhöhe im gewölbten Altarbereich: ca. 15 Meter
- Größte Arkadenbogenweite: 6,20 Meter / Kleinste Arkadenbogenweite: 3,92 Meter

Die Stiftskirche ist mit ihrer Lage am Main-Radweg und Taubertalradweg als Radwegekirche ausgewiesen.

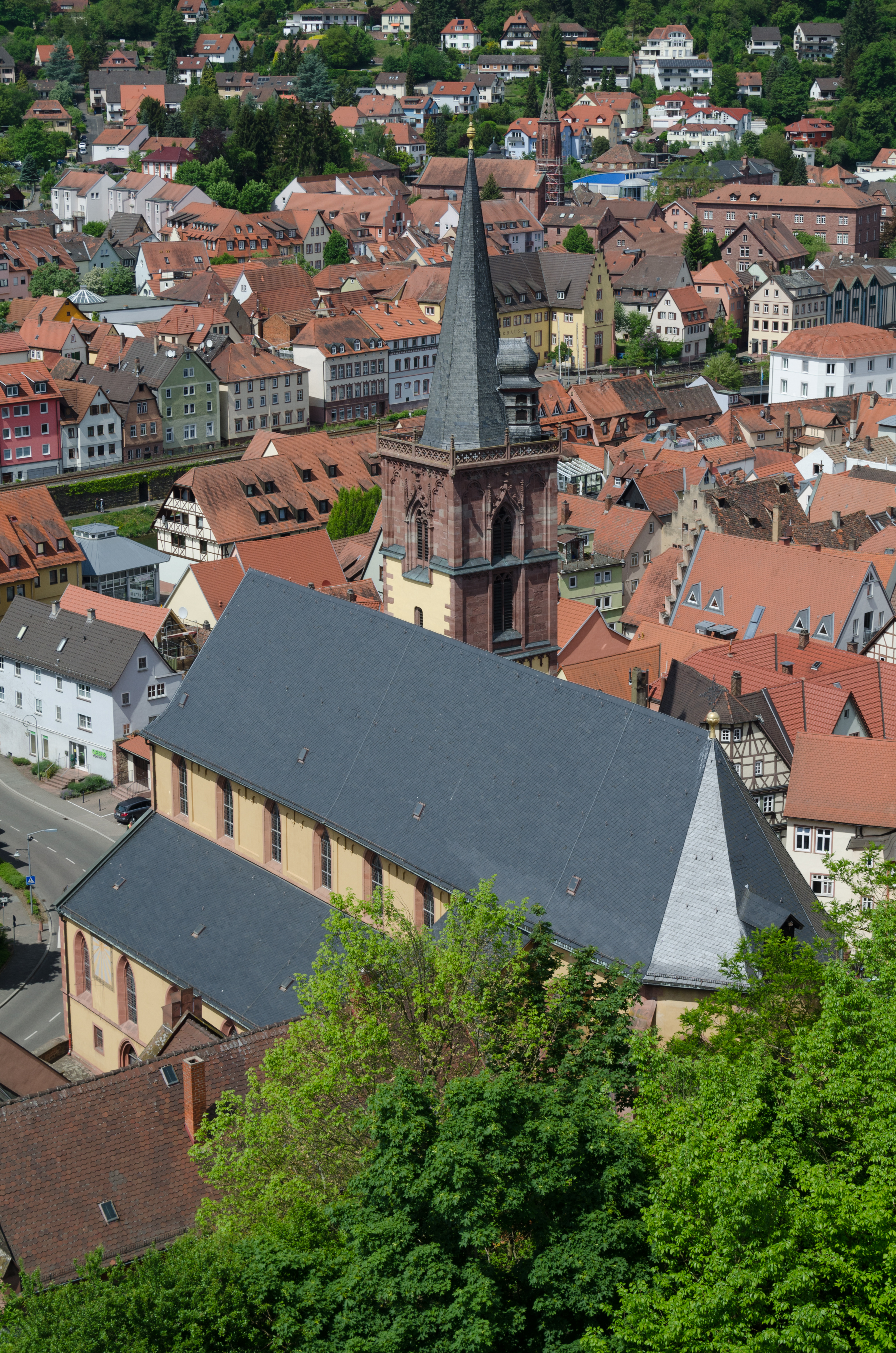
Stiftskirche von oben
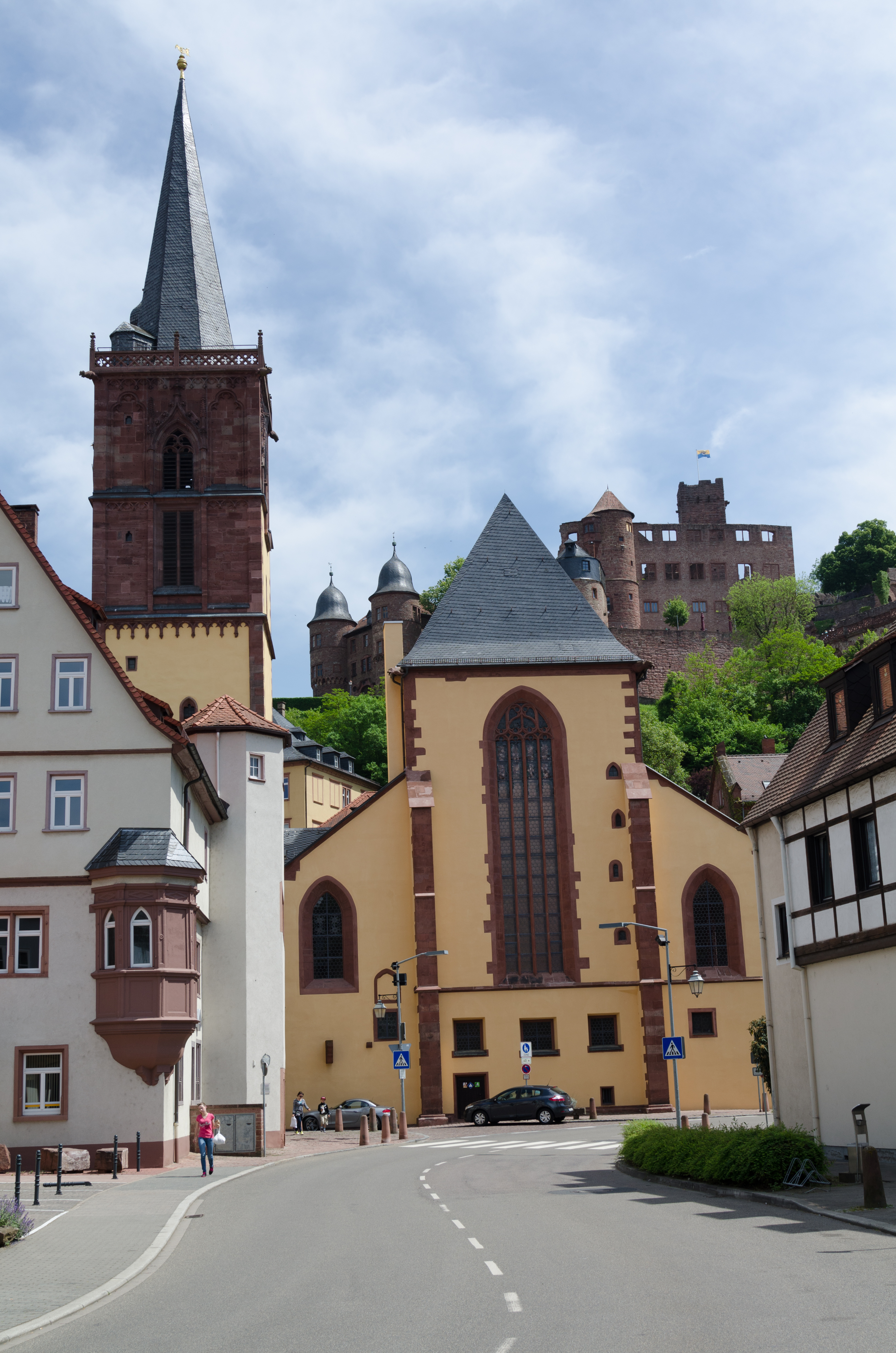
Die Stiftskirche von außen
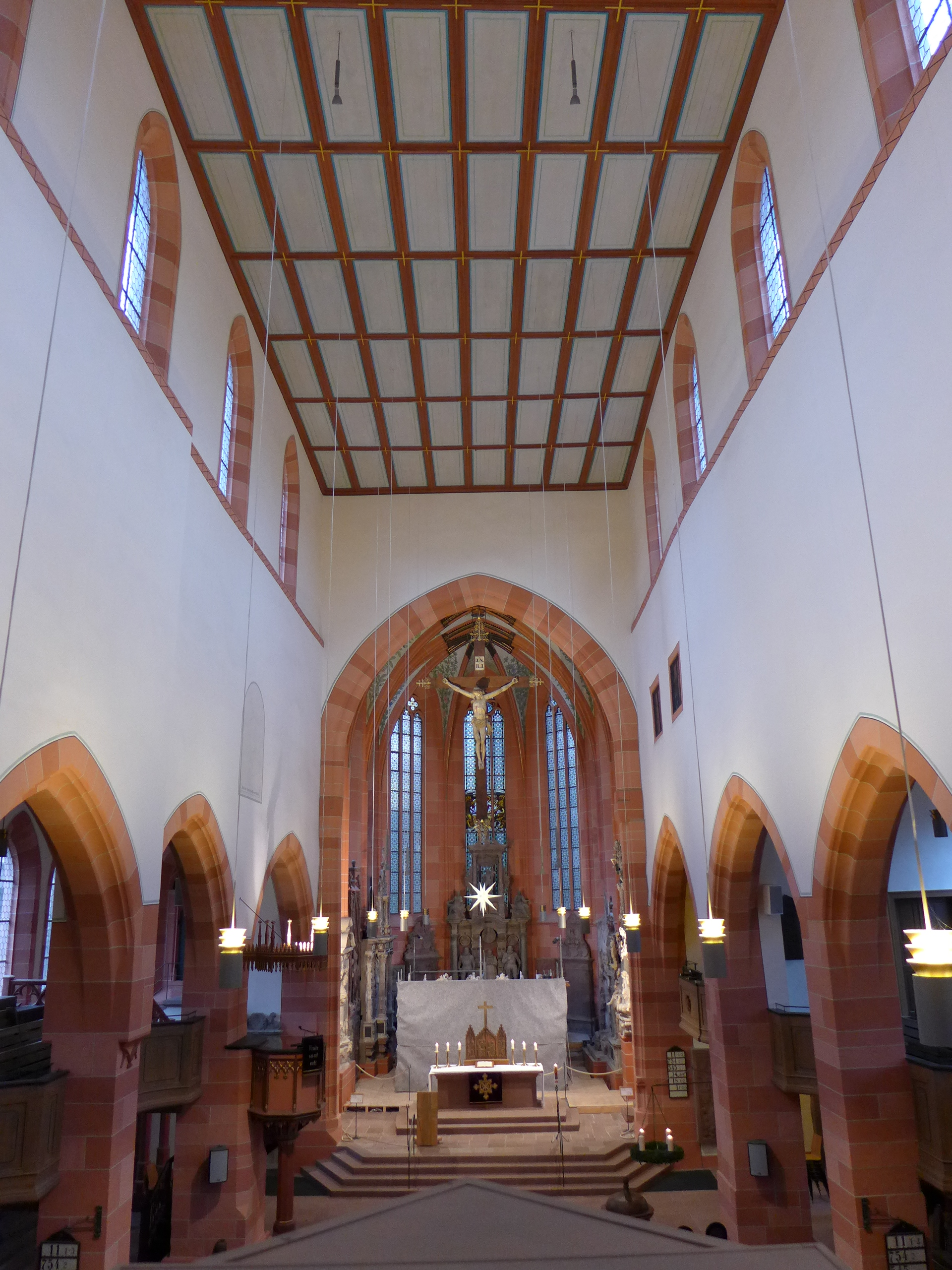
Das Innere der Stiftskirche
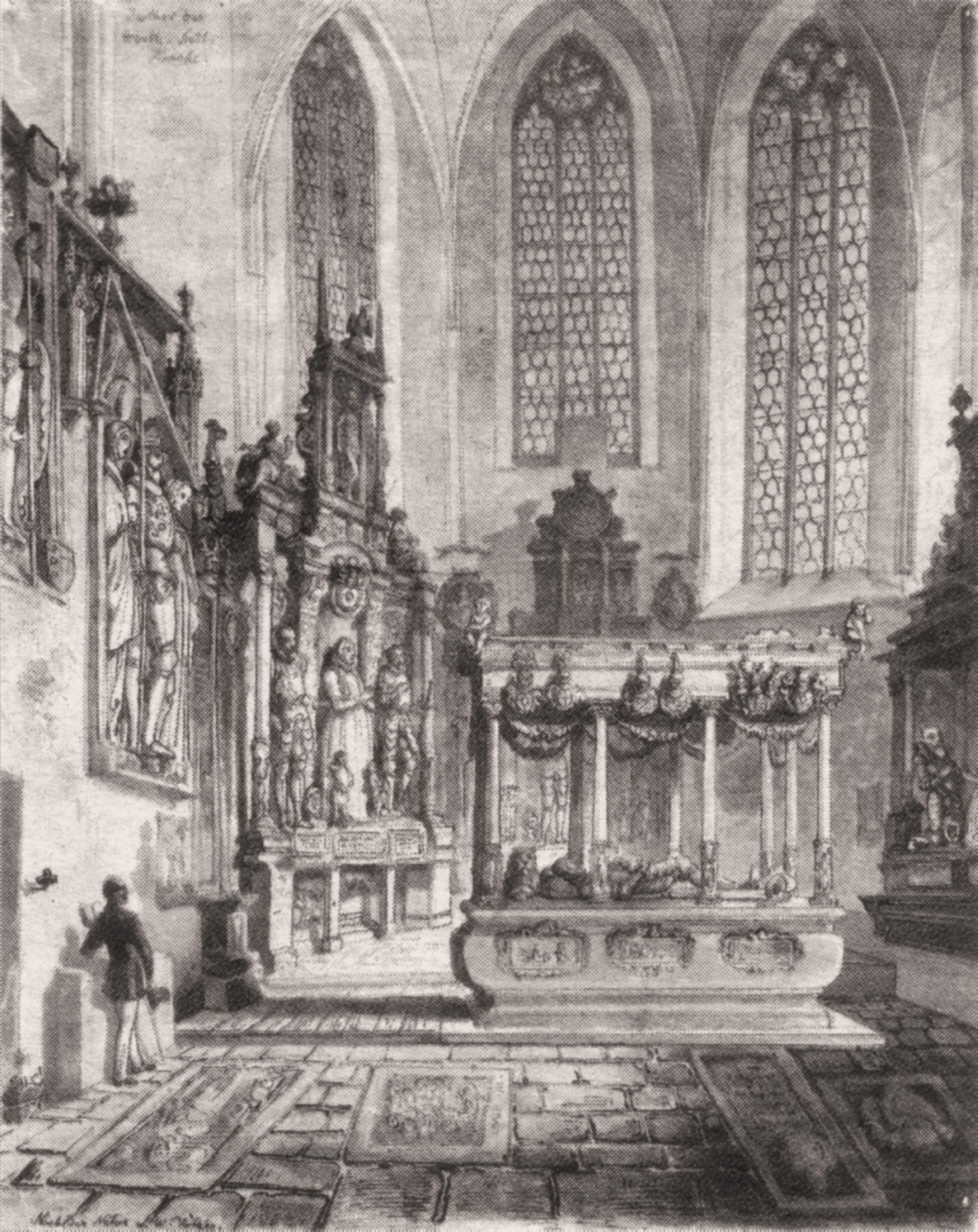
Chorraum der Stiftskirche um 1852, Aquarell von Johann Wilhelm Völker
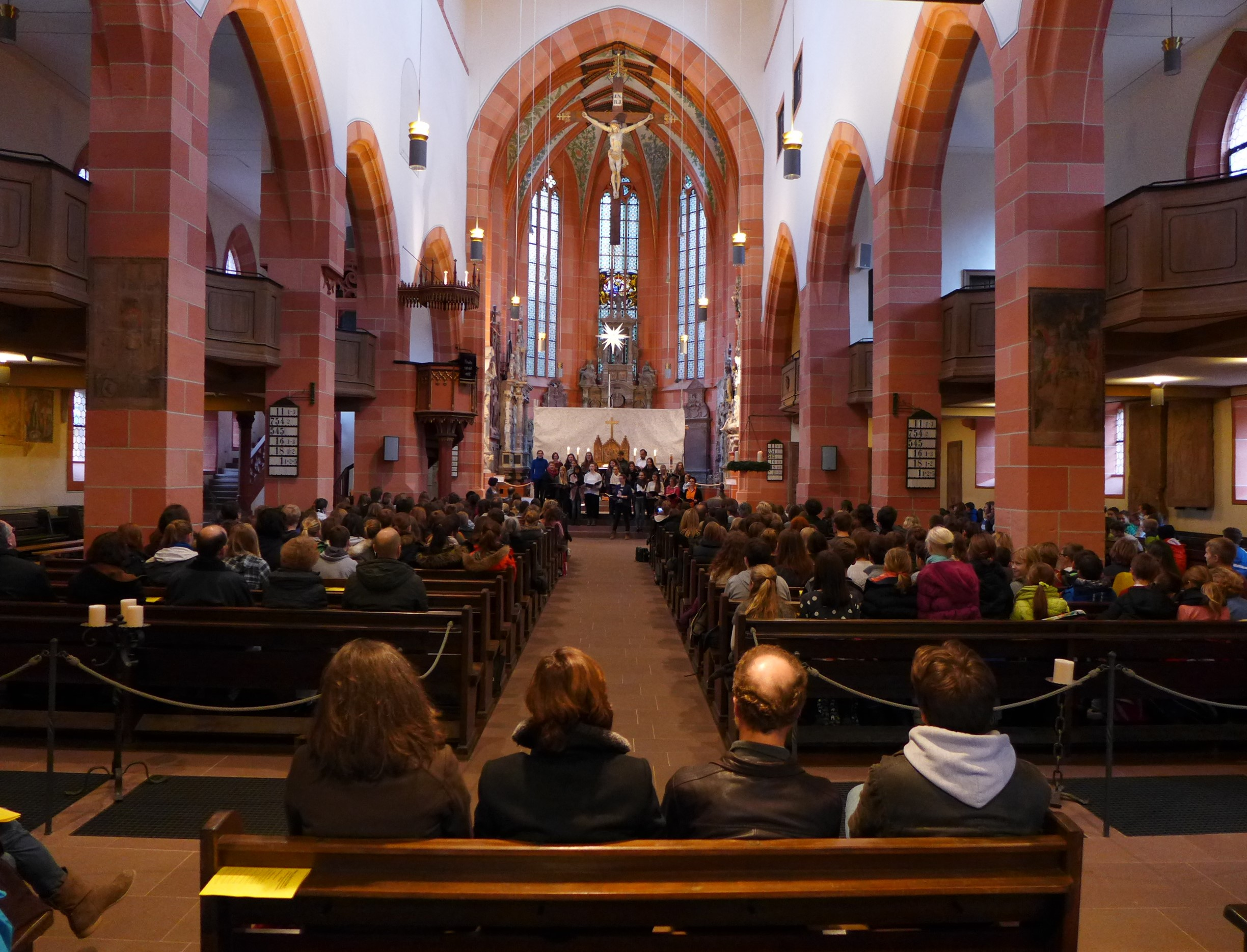
Wertheim, Inneres der Stiftskirche St. Marien, Blick zur Apsis
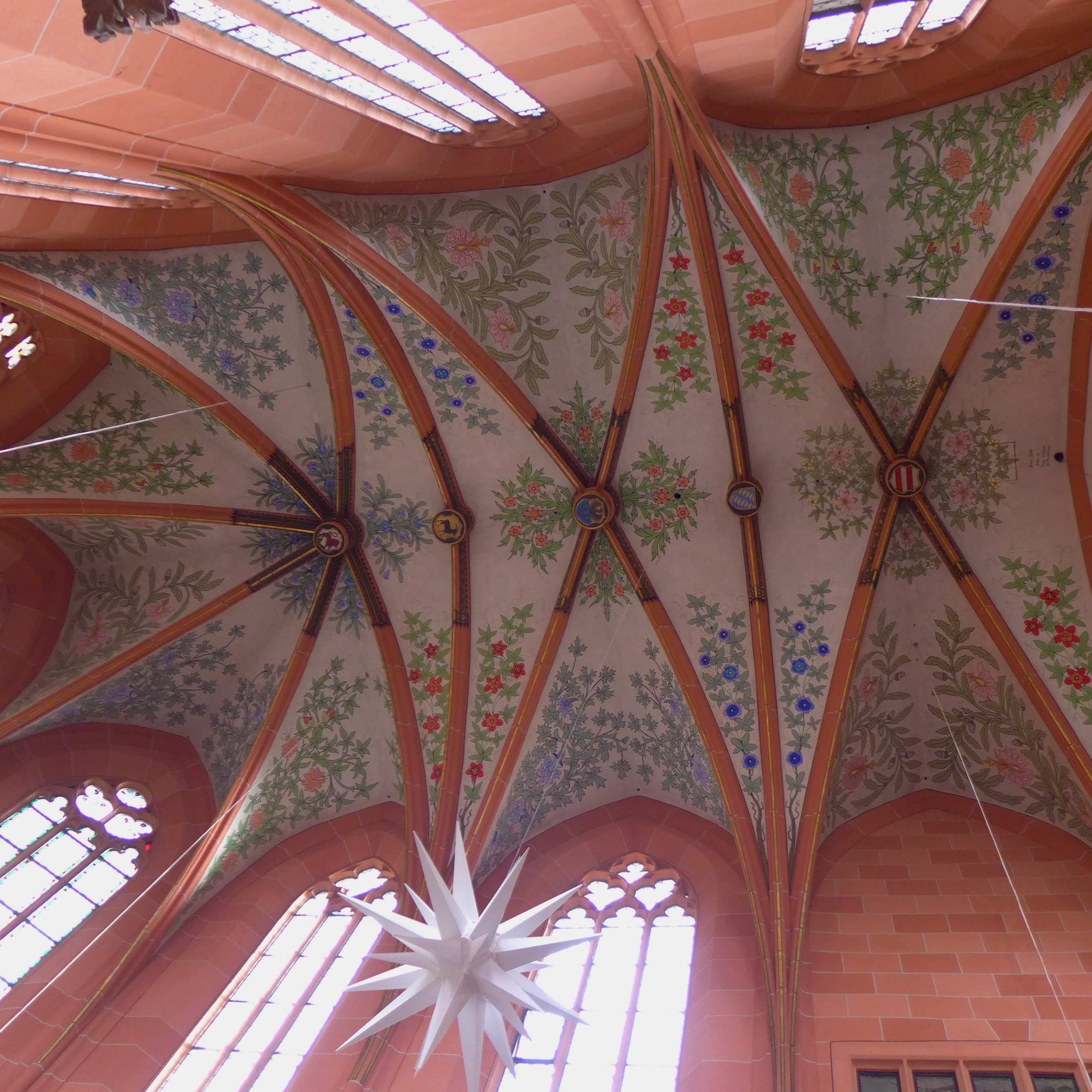
Apsisgewölbe mit wiederhergestellten historistischen Rankenmalereien
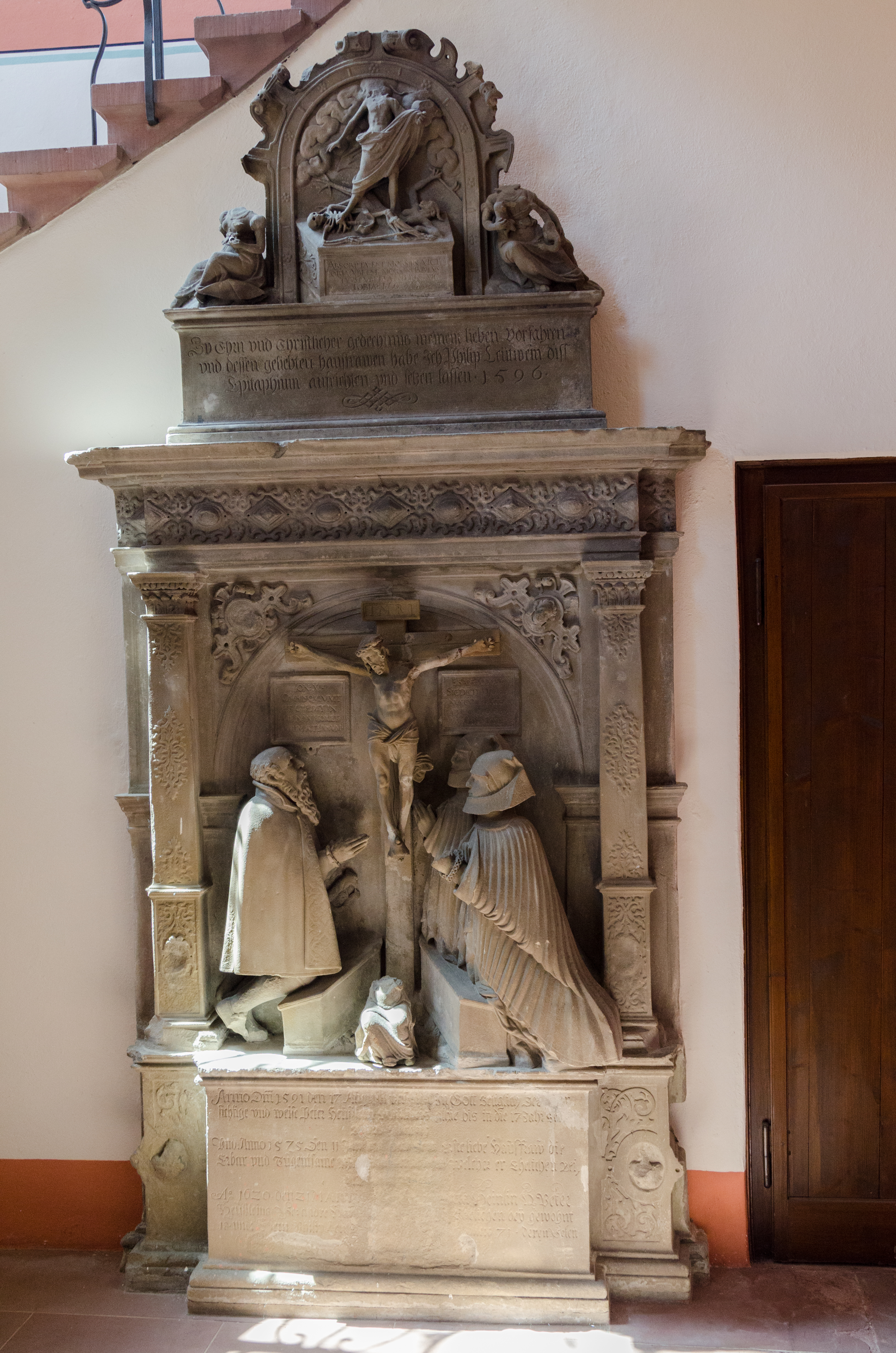
Epitaph in der Stiftskirche

- Katholische Pfarrkirche St. Venantius

Die katholische Kirche St. Venantius wurde am 27. Oktober 1841 vollendet und am 12. Juli 1842 geweiht. Der Namenspatron der Kirche ist Venantius von Camerino. Bereits 1838 lagen die ersten genehmigten Planungen vor.
Pater Venantius Arnold, Ehrenbürger der Stadt, und sein Pfarrverwalter Philipp Gärtner hatten den Bau noch zu Lebzeiten Arnolds geplant und mit bereits 20.000 Gulden finanziert – teilweise aus Spenden von Katholiken im Großherzogtum Baden (fast 6.000 Gulden), teilweise durch staatliche Unterstützung. Hierdurch war es möglich, den Architekten August Moosbrugger zu verpflichten, der für die Ausführung des Baus einen erhöhten Standort links der Tauber wählte, im heutigen Luisenviertel. Vor dem Bau der Kirche befanden sich an dieser Stelle Gartengrundstücke. Die feierliche Grundsteinlegung durch Dekan Binz aus Tauberbischofsheim erfolgte am 2. Juli 1840. Der erhöhte Standort der Kirche sorgt für einen erhabenen Eindruck, der durch die vorgelagerte Treppe verstärkt wird. Der Bau vereint eine Vielzahl von Stilelementen und ist teilweise sehr raffiniert. So besteht der 1981 sanierte Turmhelm aus 63 fugenlos ineinandergestellten Segmenten, die nur durch das Gewicht des Schlusssteins und des Kreuzes (fast vier Tonnen) zusammenhalten. Der Hochaltar der Kirche, der vom Münchner Bildhauer Anselm Sickinger geschaffen wurde, wurde an Allerheiligen 1869 geweiht und ersetzte den vorläufigen Tabernakel.

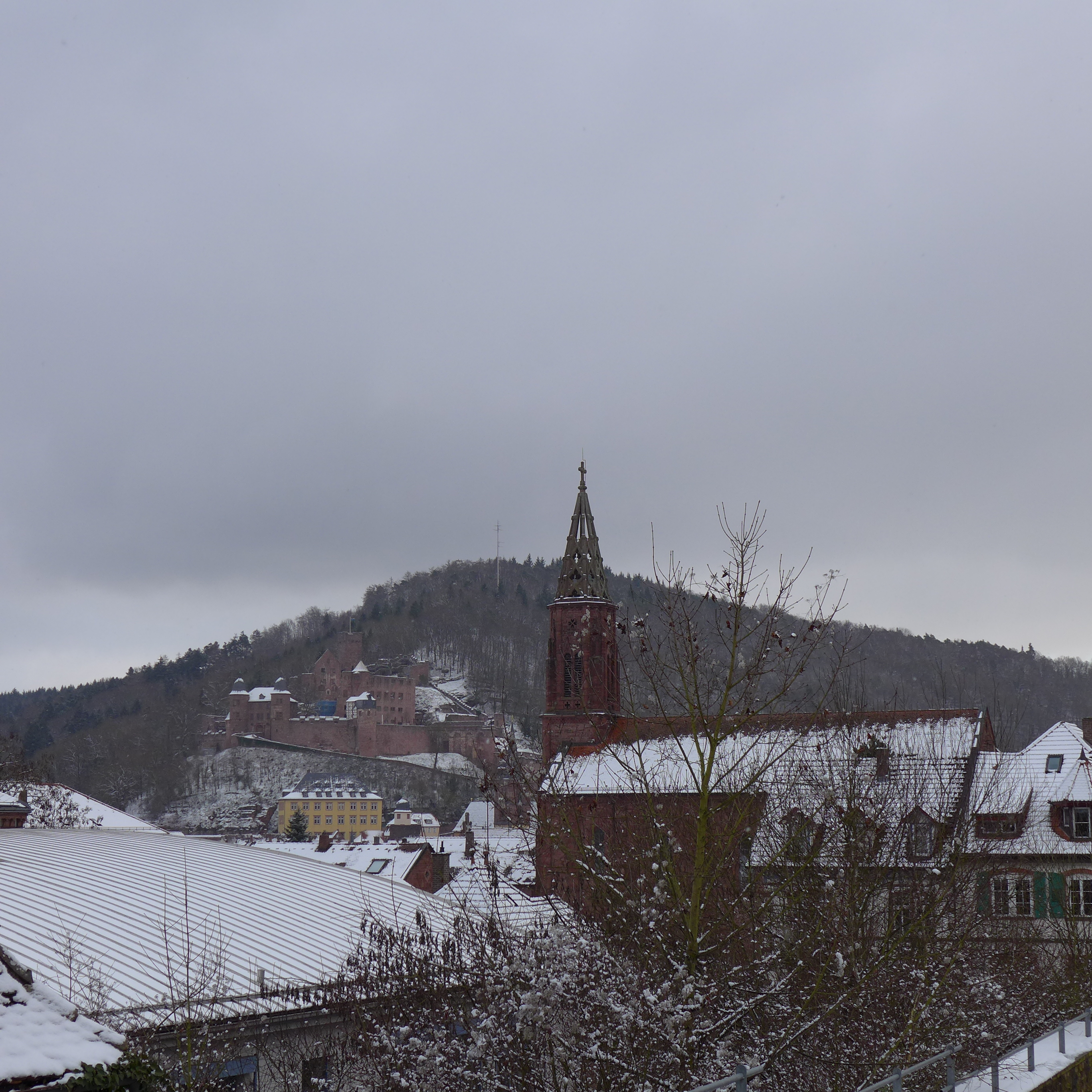
St. Venantius und die Burg
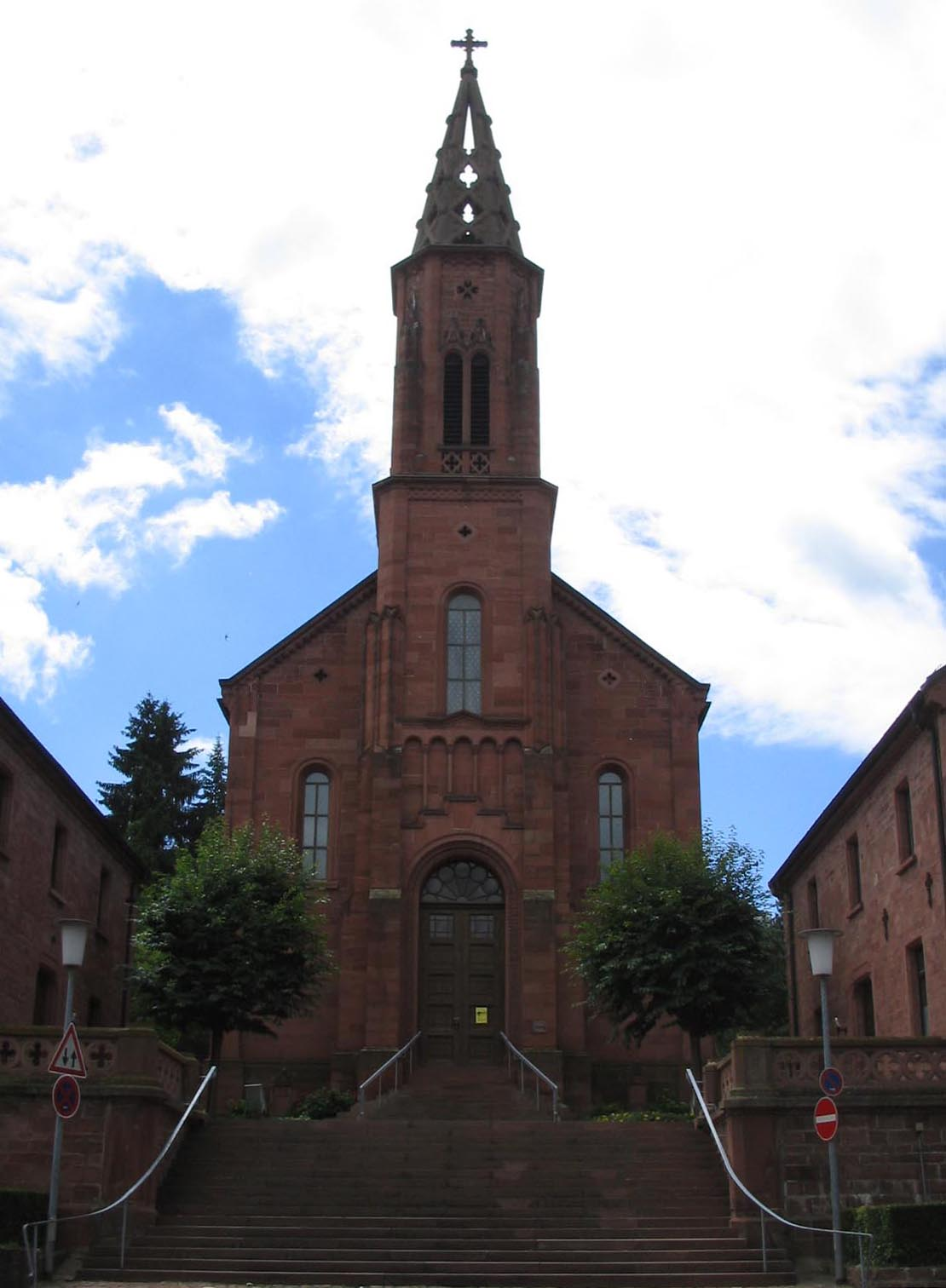
Katholische Pfarrkirche St. Venantius
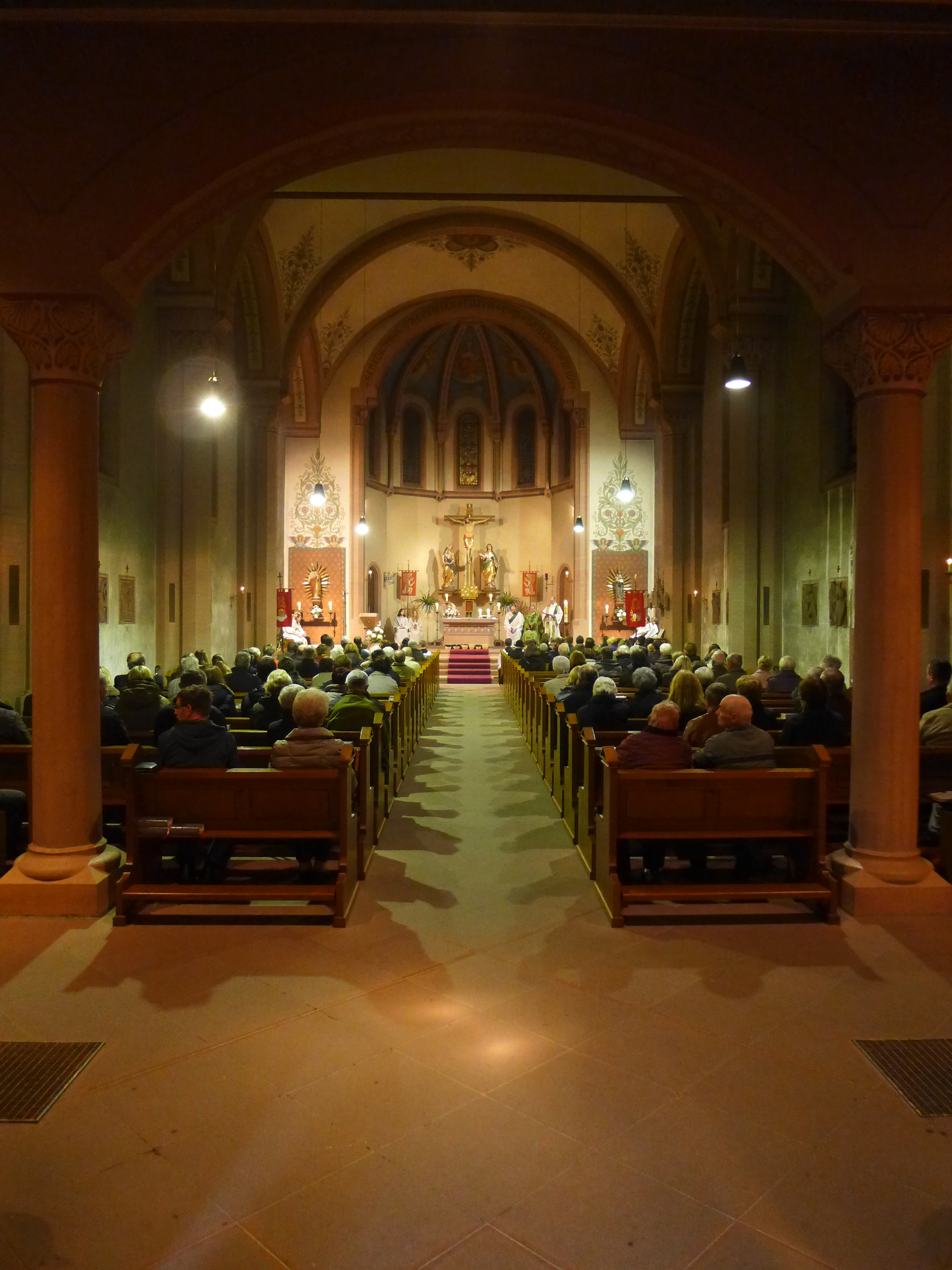
Kircheninneres
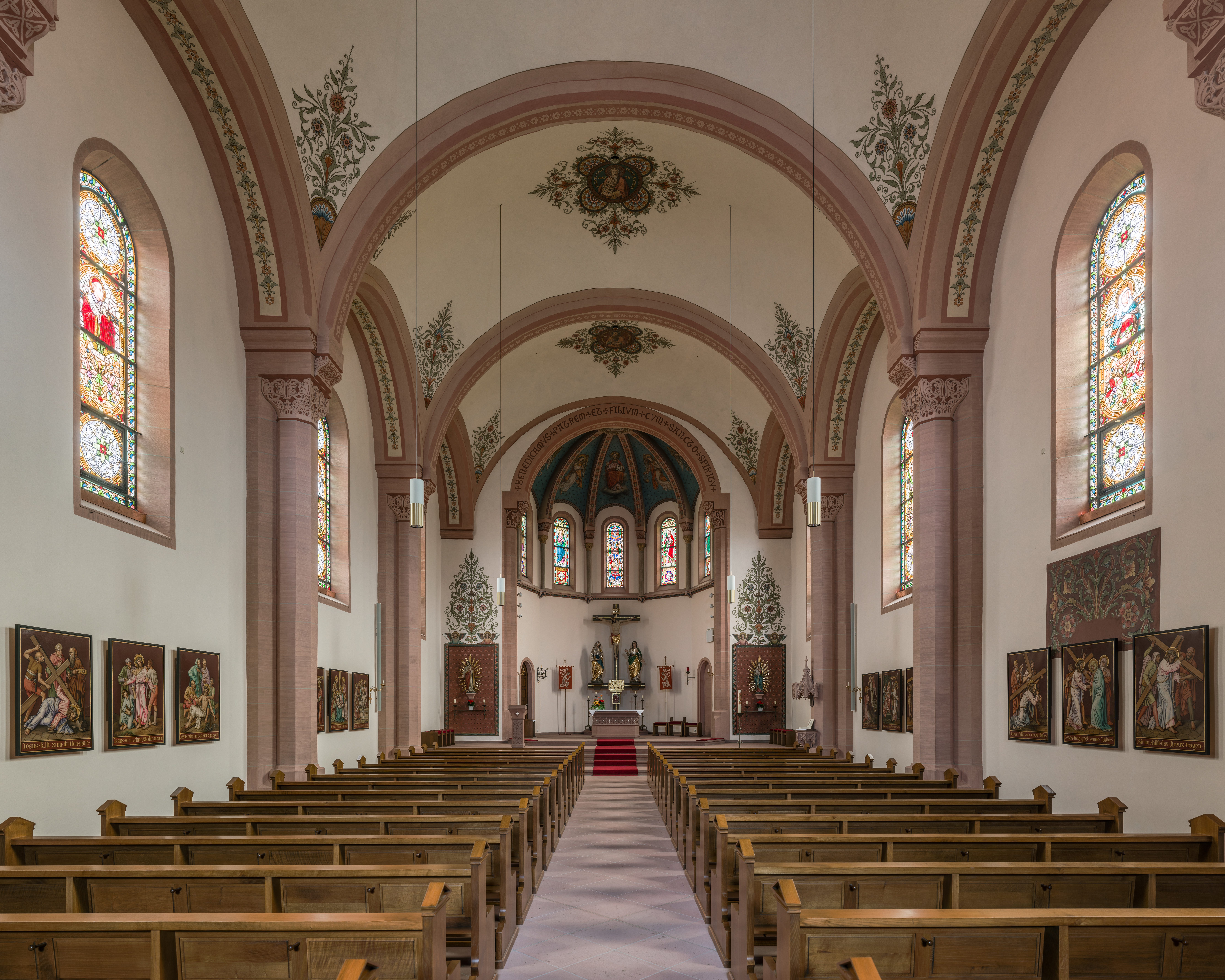
Kirchenschiff mit Altar
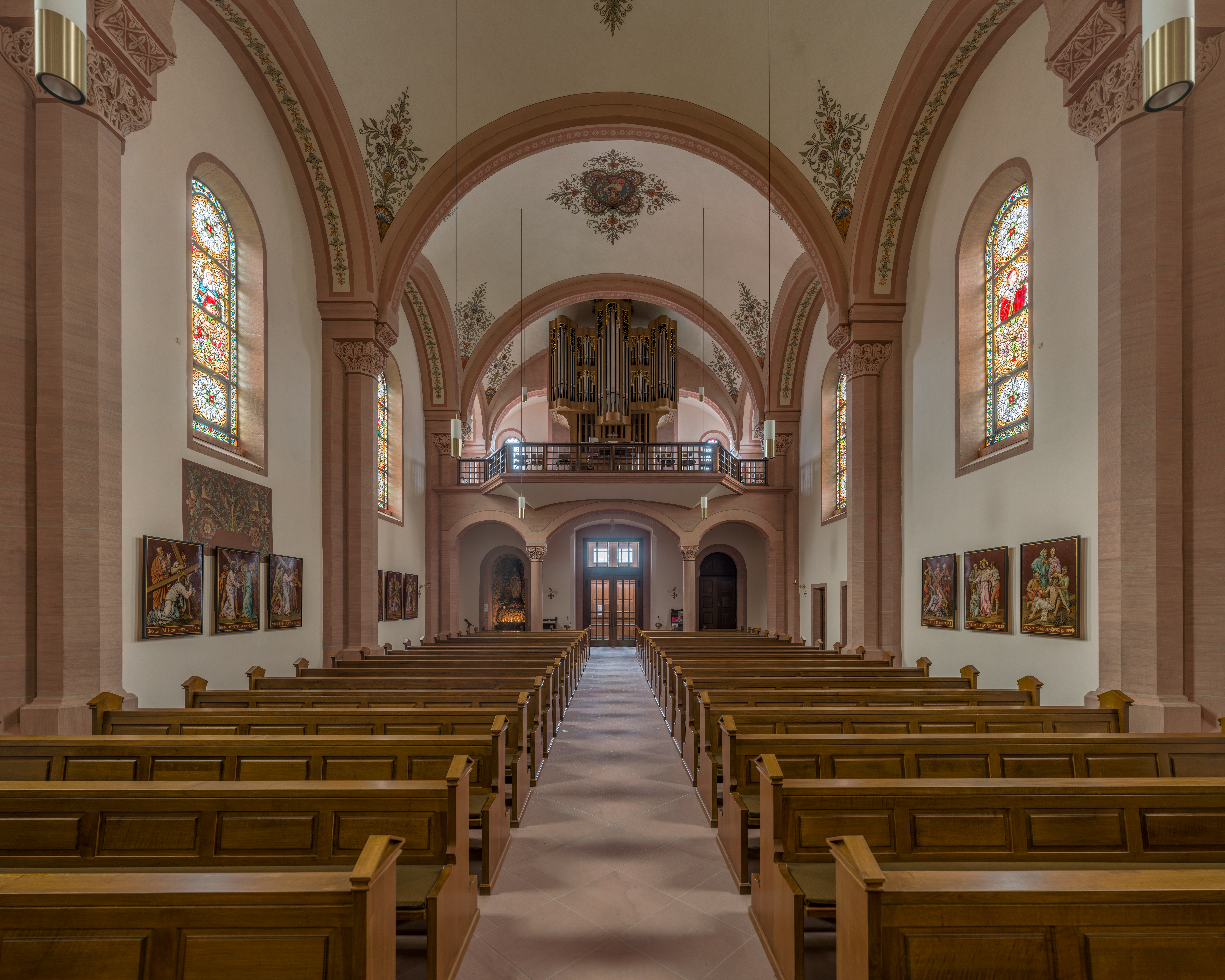
Kirchenschiff mit Orgel
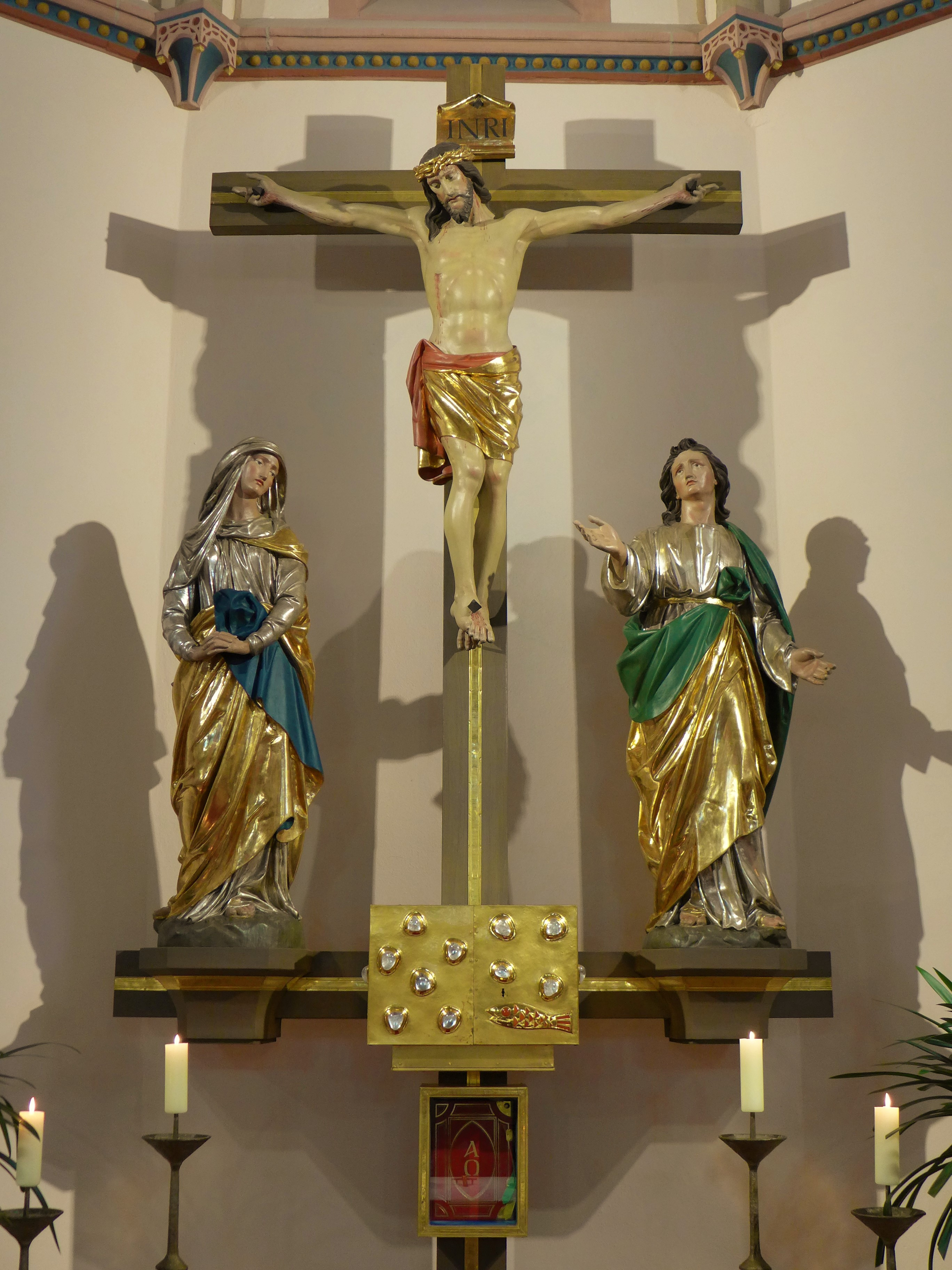
Kreuzigungsgruppe
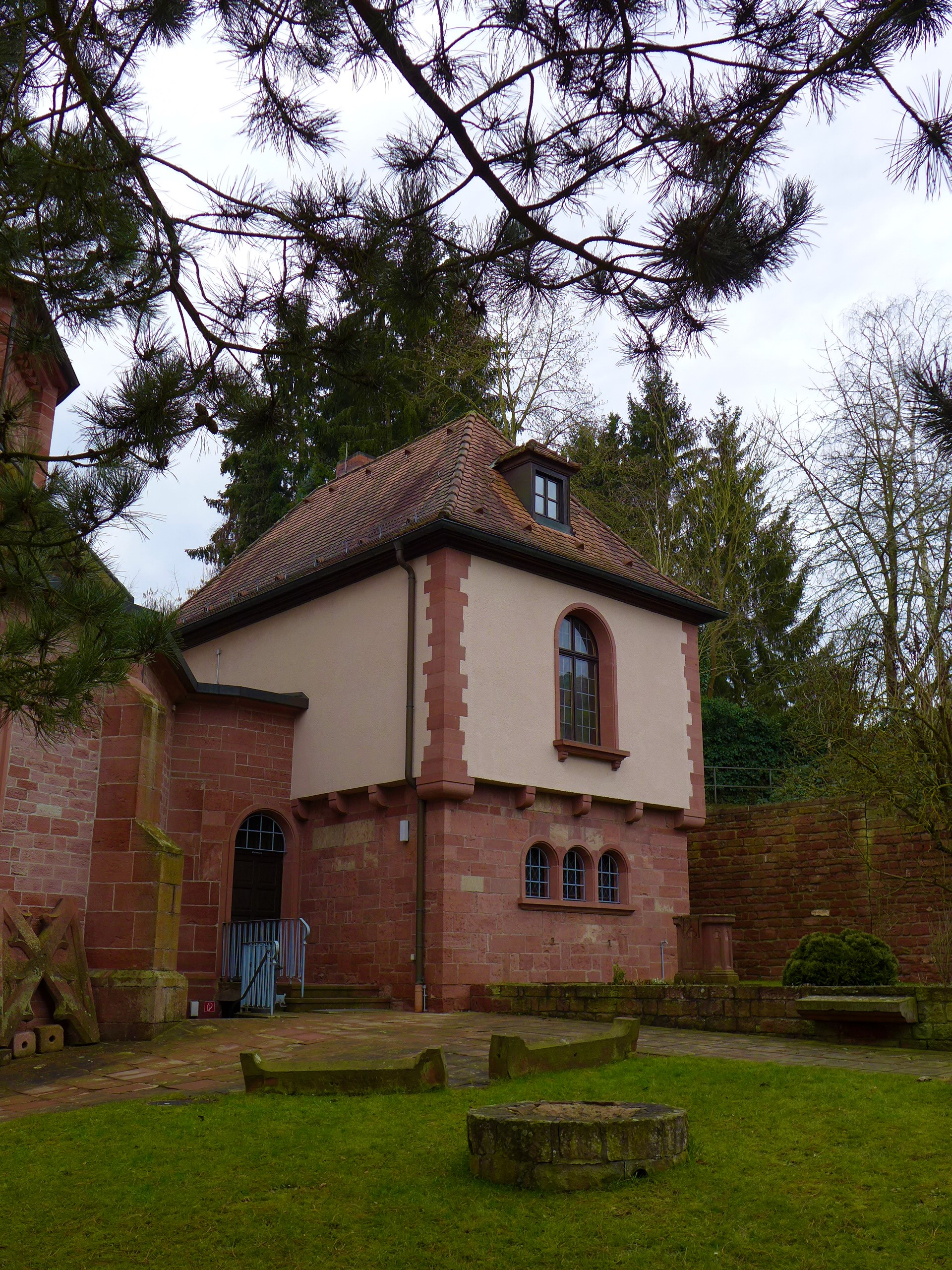
Die Sakristei
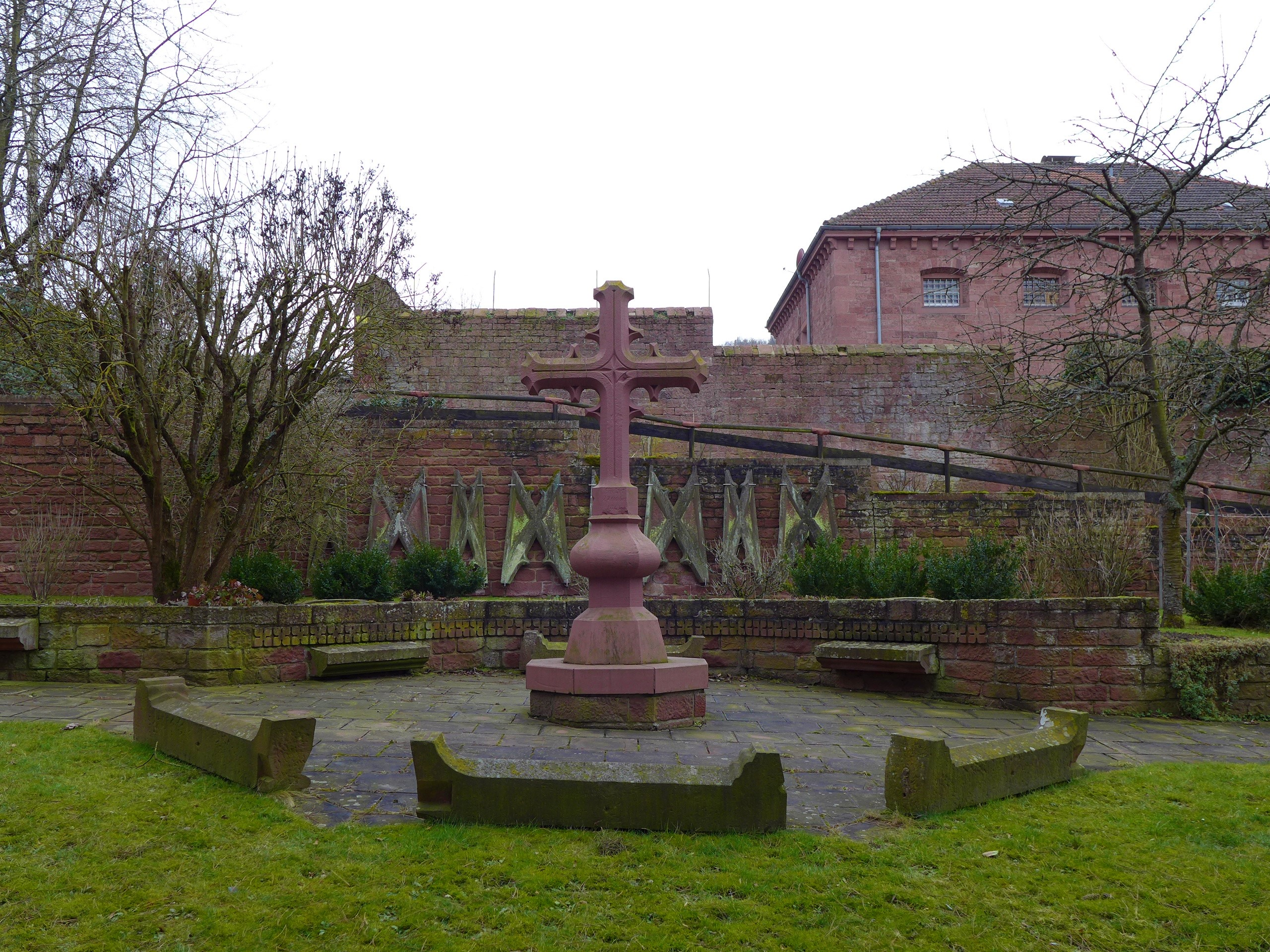
Altes Turmkreuz im Pfarrgarten

- Spitzer Turm

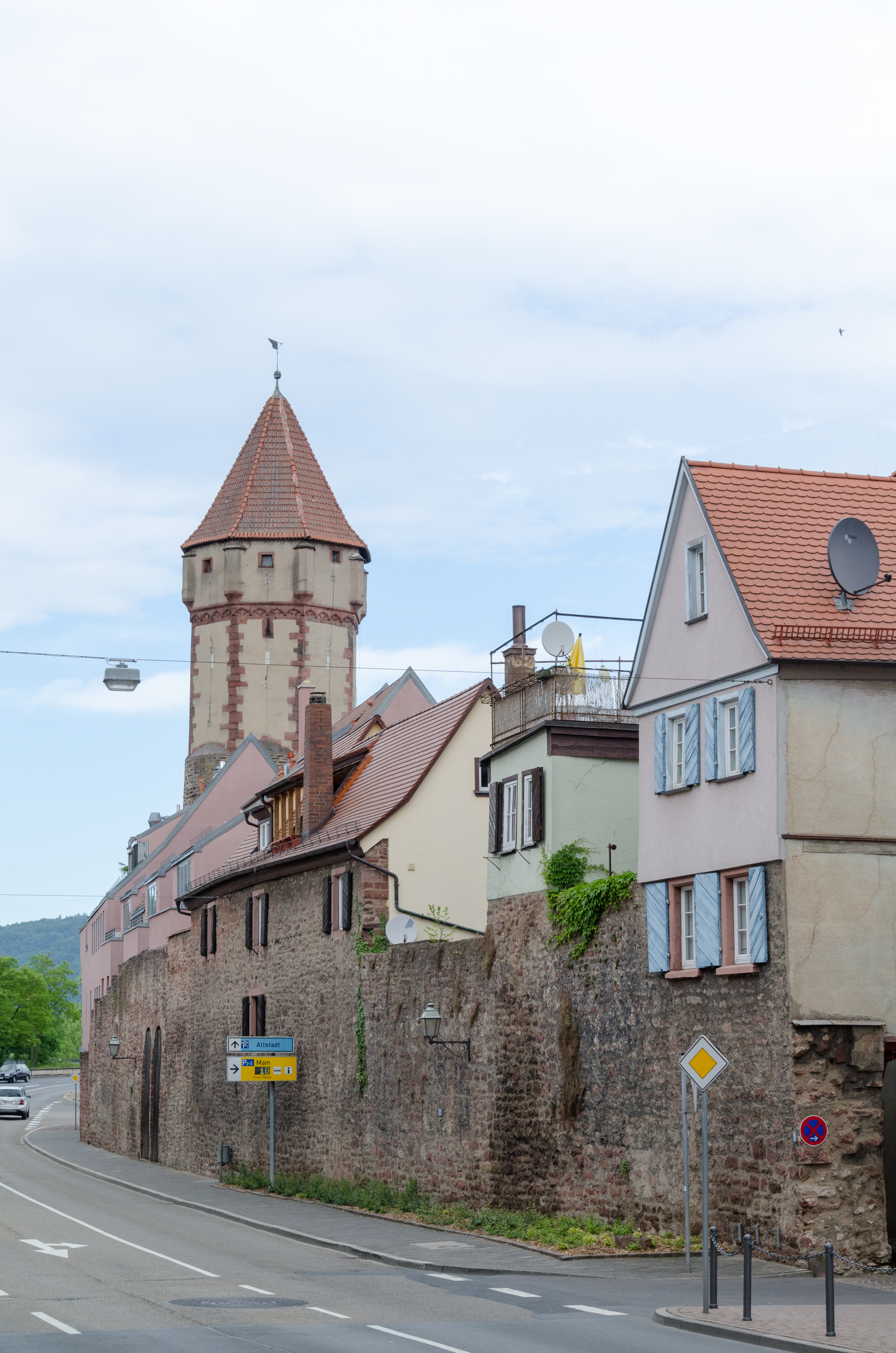
Rechte Tauberstraße mit dem Spitzen Turm

An der sogenannten Mainspitze, an der Mündung der Tauber in den Main, liegt dieser Wartturm. Er war ursprünglich in die zwischen 1200 und 1400 errichtete Befestigung der Kernstadt Wertheims miteinbezogen. Als frühestes bauliches Zeugnis der späteren Stadtanlage zu Füßen der Burg hat der Turm einen sehr hohen Zeugniswert für die Siedlungs- und Verteidigungsgeschichte Wertheims.
- Maintor

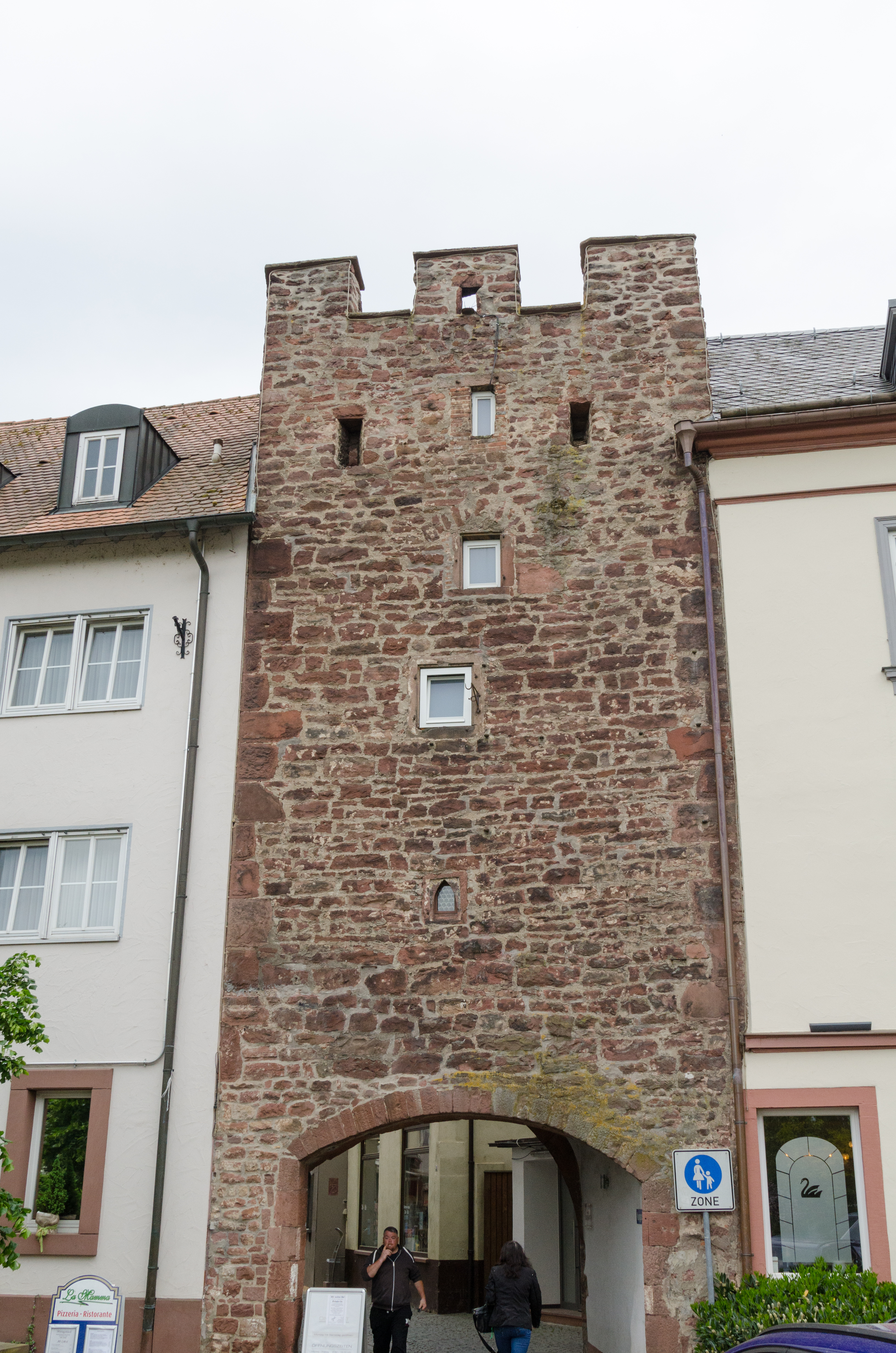
Maintor von außen

Das über einem quadratischen Grundriss errichtete mehrgeschossige Stadttor aus Rotsandstein ist mit Zinnen bekrönt und besitzt eine Durchfahrt mit segmentbogigem Abschluss. Die Südfassade und die Durchfahrt sind verputzt. Es wurde zwischen 1200 und 1400 errichtet, aber erst 1459/63 urkundlich genannt. Im Jahre 1991 erfolgte eine Außensanierung.
Neben seiner fortifikatorischen Funktion verbindet das Maintor als wichtiger nördlicher Stadteingang über die Maingasse den Marktplatz mit der Mainlände. Diese war bis ins frühe 20. Jahrhundert hinein der wichtigste Umschlag- und Lagerplatz der Stadt. Somit hat das Tor einen hohen dokumentarischen Wert für die Stadtgeschichte und Stadtgestalt. Als Bestandteil der zwischen dem 12. und 17. Jahrhundert errichteten bzw. aufgebauten Befestigungsanlage Wertheims hat das Maintor zudem hohen Zeugniswert.
Neben dem Zolltor und Kittsteintor ist es eines der wenigen Stadttore, die von den einst 14 Toren der Stadt Wertheim übrig geblieben sind.
- Packhof-Kran

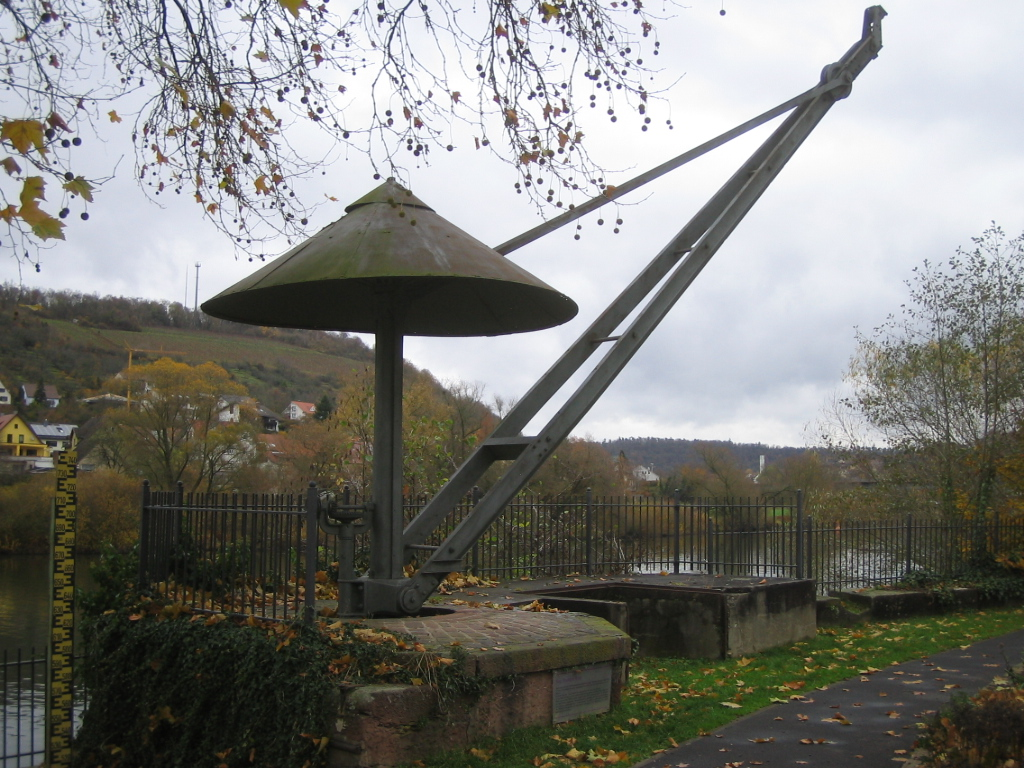
Packhof-Kran am Mainufer

Der Packhof-Kran wurde 1896 nach einem Entwurf der Maschinenfabrik Gebrüder Unger aus Wertheim gebaut. Er hatte eine Tragfähigkeit von 5 Tonnen und eine Ausladung von 6 Metern und diente zum Be- und Entladen der Mainschiffe.
Seinen Namen erhielt der Kran nach dem in der Nähe befindlichen landwirtschaftlichen Lagerhaus, das 1974 abgerissen wurde. Dieses Gebäude war 1798 als „Löwensteiner Hof“ errichtet und später zum „Packhof“ vor dem Vaitstor umgebaut worden, bevor es zum Lagerhaus wurde.
- Hofgarten

Das Schlösschen im Hofgarten am Ortseingang in Wertheim-Eichel birgt heute drei private Kunstsammlungen. Diese sind Gemälde und Aquarelle der Berliner Sezession, Maler des 19. Jahrhunderts aus dem Rhein-Neckar-Raum und eine Porzellansammlung.
Das Rokokoschlösschen wurde 1777 für Graf Friedrich Ludwig von Dietrich Gottlieb Betschler errichtet und steht heute am Eichelhofgarten, einem kleinen Park unter anderem mit der Grabkapelle der Löwensteins. 1817 ließ Fürst Georg zu Löwenstein-Wertheim-Freudenberg einen Weg von der Burg zum Englischen Garten bauen. Der Bau bot den Bürgern die willkommene Möglichkeit eines Zusatzverdienstes, da zu jener Zeit eine schwere Hungersnot herrschte. Im Deutsch-Französischen Krieg 1870/71 wurde das Schlösschen als Lazarett genutzt, ab 1873 war es vermietet, unter anderem – für eine Jahresmiete von 400 Gulden – an den Schriftsteller und Journalisten Otto von Corvin. Ab 1931 bewohnte Edgar Baron Heyking das Schlösschen und machte es zu einem Treffpunkt des intellektuellen Freundeskreises um Wolfgang Frommel, Achim von Akerman und Joachim Wach. Das Eichelhofschlösschen mit Park wurde von der Denkmalstiftung Baden-Württemberg zum Denkmal des Monats August/September 2006 erkoren.
2011 fand im Schlösschen die Ausstellung Otto Modersohn und Max Liebermann statt, die unter anderem an die wiederholten Aufenthalte Modersohns und seiner dritten Ehefrau Louise Modersohn-Breling in Wertheim und die dabei entstandenen Gemälde erinnerte. 2012 folgte die Ausstellung Käthe Kollwitz und ihre Kolleginnen in der Berliner Secession mit Werken von Käthe Kollwitz, Dora Hitz, Clara Siewert, Julie Wolfthorn und weiteren Künstlerinnen.
Die Hofgartenkapelle wurde von Prinzessin Friederike zu Löwenstein-Wertheim-Freudenberg als Grablege für ihren 1915 im Ersten Weltkrieg gefallenen Mann Prinz Wilhelm gestiftet und 1917 fertiggestellt. Außer Prinz Wilhelm fanden hier auch dessen Frau und ihre gemeinsame Tochter Dorothea sowie Ernst Fürst zu Löwenstein-Wertheim-Freudenberg und dessen Frau Wanda ihre letzte Ruhe.

Plan des Wegs von der Burg zum Schlösschen im Englischen Garten (1817)
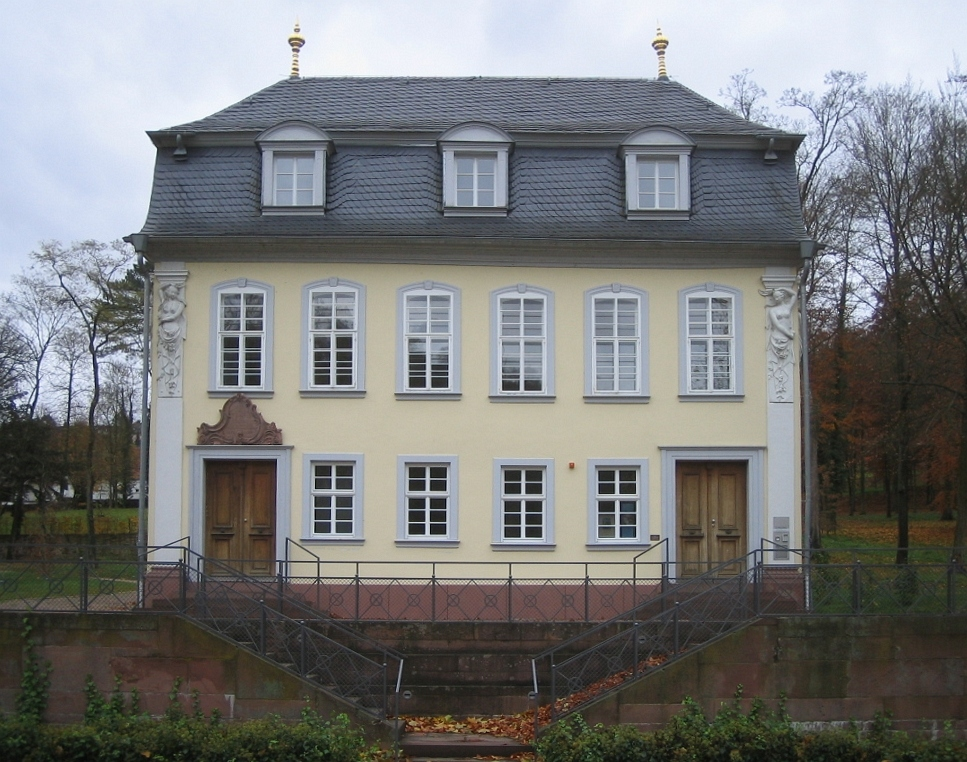
Das Schlösschen im Hofgarten
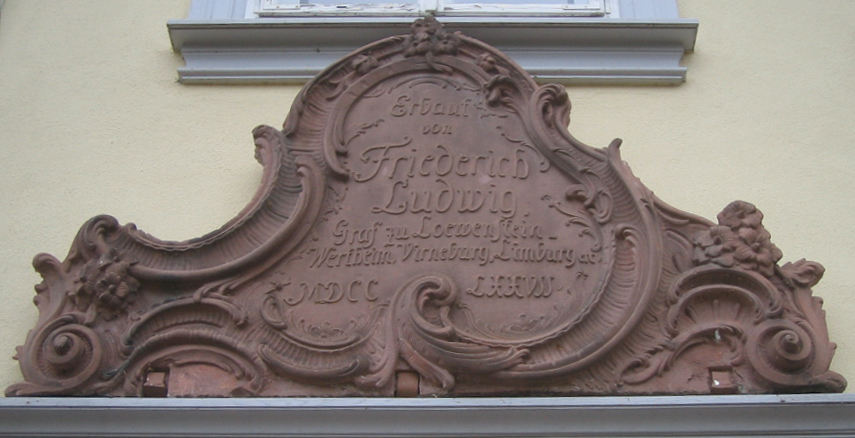
Türsturz über dem Eingang zum Schlösschen
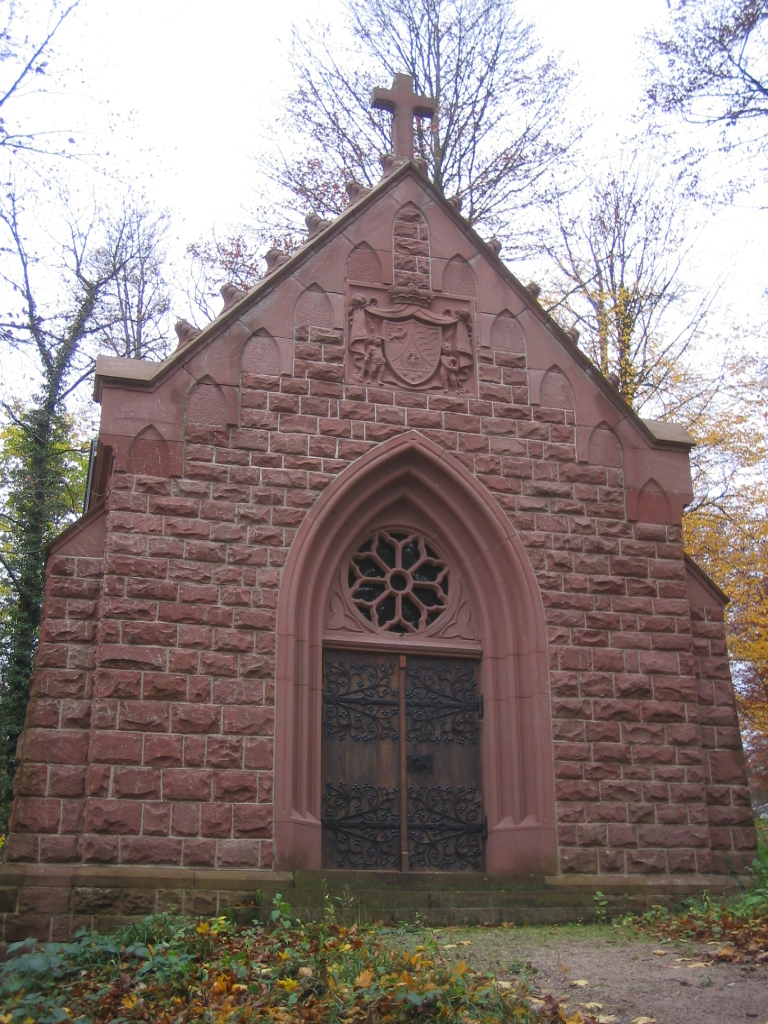
Die Hofgartenkapelle

- Rat- und Schulzenhäuser

Seit 1260 ist das Rathaus immer wieder in der Innenstadt an anderen Standorten erbaut worden.
- 1260 Rathaus am historischen Standort zum Esel in der Mühlenstraße 2. 1459/60 wird es als Tagungshaus genutzt. 1485 wohnt dort ein Schultheiß, Nicolas Müller. 1542 der Türkensteuer-Eintreiber Johann Morhard I.
- 1562 wird das Rathaus in den Vierherrenhof, Haus der vier Gekrönten in die Rathausgasse 6 verlegt. Fälschlicherweise Altes Rathaus genannt. Heute dient es als Grafschaftsmuseum.
- Seit 1988 ist das Rathaus und die Stadtverwaltung in der Mühlenstraße 26 in der ehemaligen Fürstlichen Rosenberg’schen (kath.) Hofhaltung. Zuvor (13. Jh.) hieß das Anwesen Bronnbacher Hof.

Der Standort des Stadtrates blieb im Mühlenviertel, schon 1324 war dies im Schultheiß- und Ratssiegel als Symbol des Mühleisens zu sehen.
- In der Münzgasse steht wohl das um 1260 älteste erwähnte Schulzenwohnhaus der Stadt, es beherbergte die Münze. Dort war 1323 der Amtssitz des Schultheißen Gernot, gen. Irrmut, der dem Ältesten und Jüngeren Bürgermeister vorstand, dem die Verwaltung der Finanzen, der Gewichte, der Maße oblag und das niedere Gericht mit seinen Schöffen leitete. Die Sanierung der sog. Alten Münz wurde 2024 mit dem Denkmalschutzpreis Baden-Württemberg ausgezeichnet.
- Kloster Bronnbach

In der Ortschaft Bronnbach liegt die 1151 gegründete ehemalige Zisterzienserabtei Kloster Bronnbach, die sich heute im Besitz des Main-Tauber-Kreises befindet. Neben verschiedenen anderen Institutionen beherbergt sie seit 2000 auch eine Ordensniederlassung der Kongregation der Missionare von der Heiligen Familie.
Seit Januar 2007 führt der Main-Tauber-Kreis das Kloster Bronnbach in der Form eines Eigenbetriebs. Dazu gehört auch eine 2007 im Kellergeschoss eröffnete Vinothek mit Proben aus dem gesamten Bereich des Taubertals. Im Frühjahr 2009 wurde der Klostervorplatz umgebaut. Diese Maßnahme diente dazu, dass die historische Klosteranlage wieder stärker als Gesamtensemble wahrgenommen werden sollte. Hierzu wurde die Landesstraße 506, die mitten durch den Ort bzw. das Klostergelände führt, auf sechs Meter verengt und die Fahrbahn mit einer roten Decke versehen. Die Kosten der Maßnahmen beliefen sich auf ca. 300.000 Euro.
Als ein Veranstaltungsort besonderer Art bietet das Kloster Räume für Konzerte Klassischer Musik und für Ausstellungen und Tagungen mit Gästezimmern. Dazu werden insbesondere der Josephsaal und der Bernhardsaal genutzt. Auch die Klosterschänke ist wieder eröffnet. Das Bursariat, früher der Sitz der Klosterverwaltung, wurde von 2003 bis 2006 saniert und wird als Gästehaus mit verschiedenen Tagungsräumen genutzt; die ebenfalls 2003 bis 2006 sanierte Orangerie dient als Mensa für die Tagungsteilnehmer.
Seit 1992 ist im Spitalbau des Klosters der Archivverbund Main-Tauber mit dem Staatsarchiv Wertheim, dem Stadtarchiv Wertheim, dem Kreisarchiv des Main-Tauber-Kreises und weiteren Archiven kreisangehöriger Städte sowie einer Präsenzbibliothek zur Regionalgeschichte untergebracht. Seit 1995 gibt es eine Außenstelle des Instituts für Silicatforschung der Fraunhofer-Gesellschaft im ehemaligen Rinderstall. In der ehemaligen Fruchtscheune des Klosters befindet sich das Museum für ländliches Kulturgut als Außenstelle des städtischen Grafschaftsmuseums.

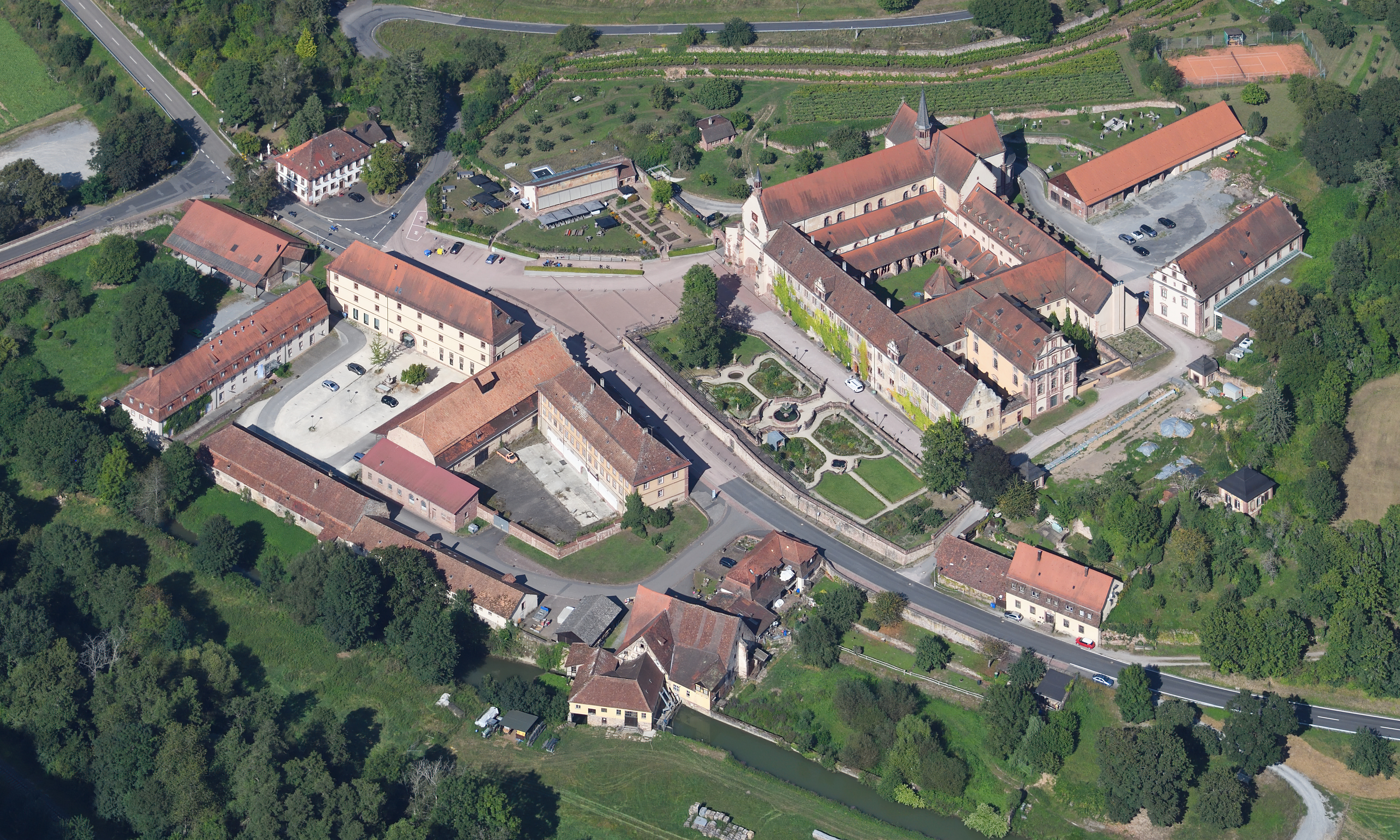
Kloster Bronnbach aus der Luft
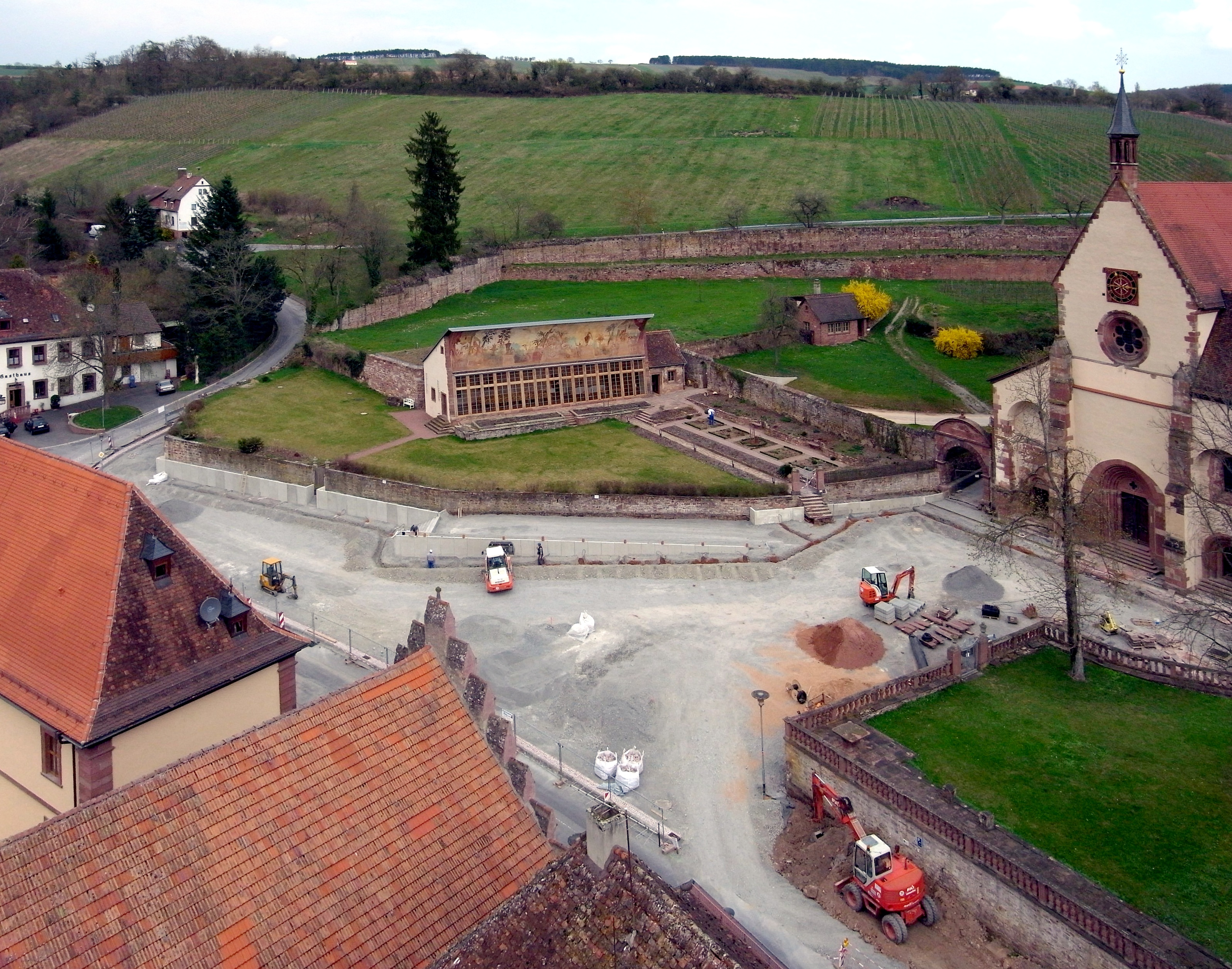
Der Klostervorplatz während der Umbauphase
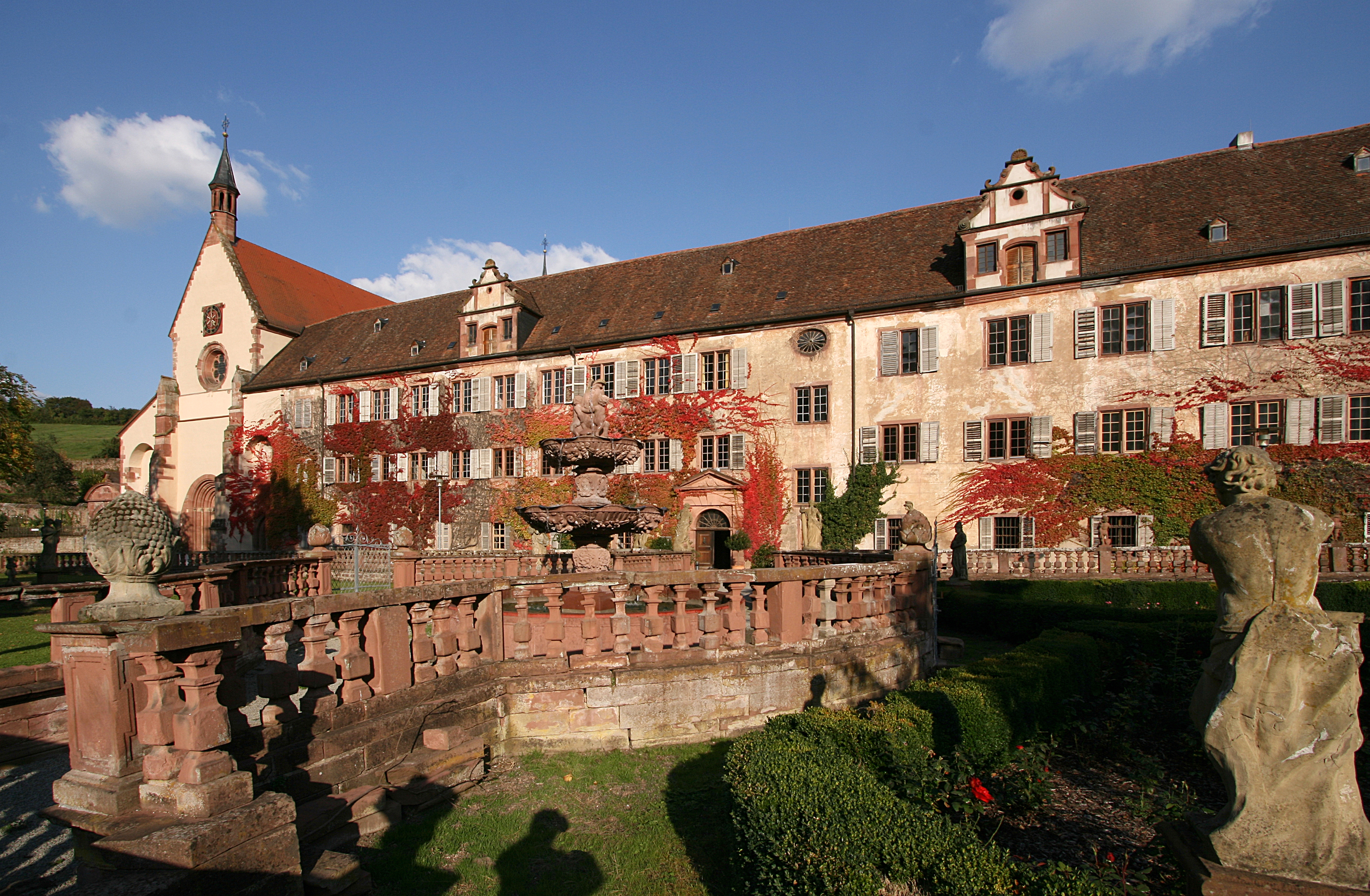
Rosengarten vor der Prälatur
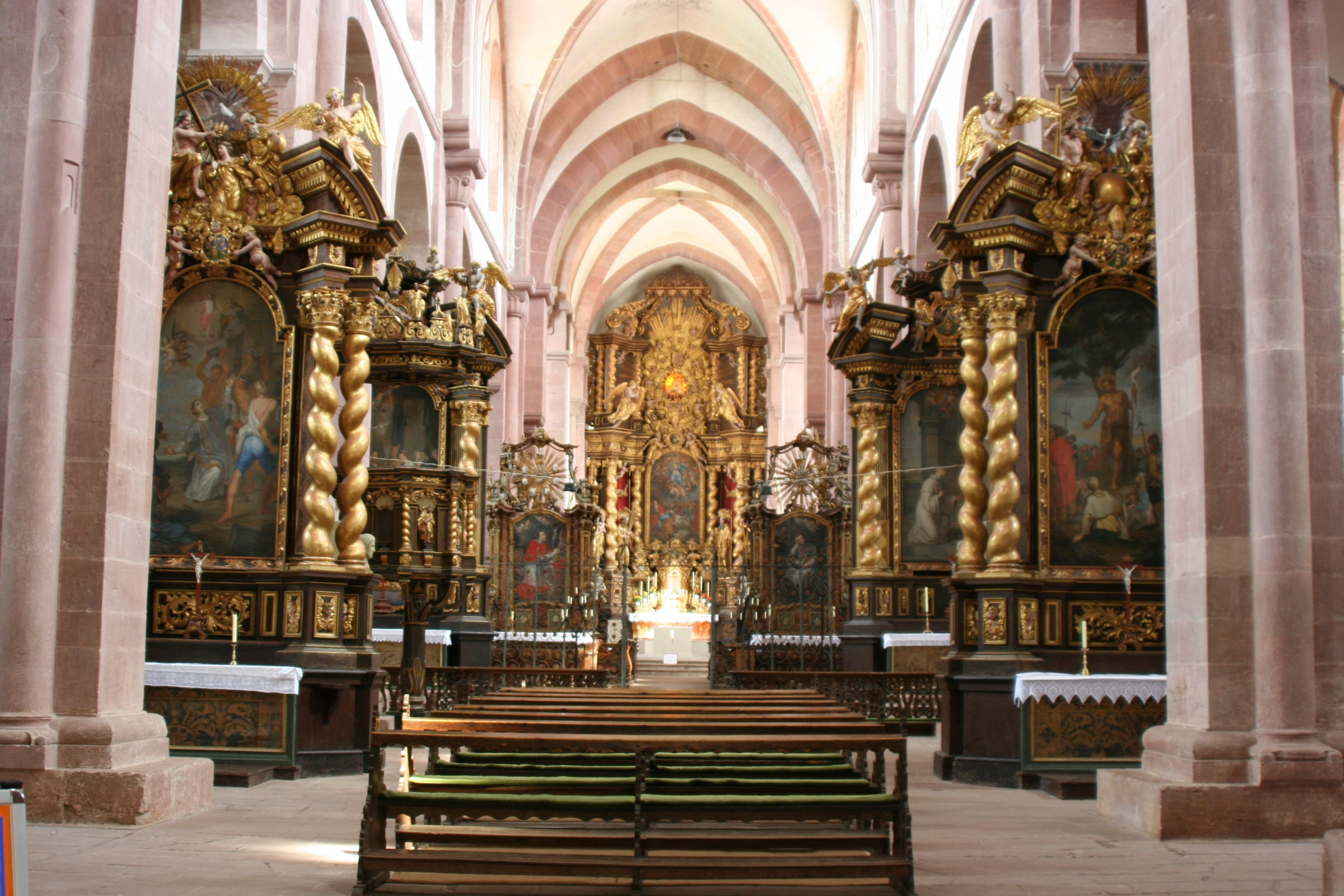
Das Innere der Klosterkirche
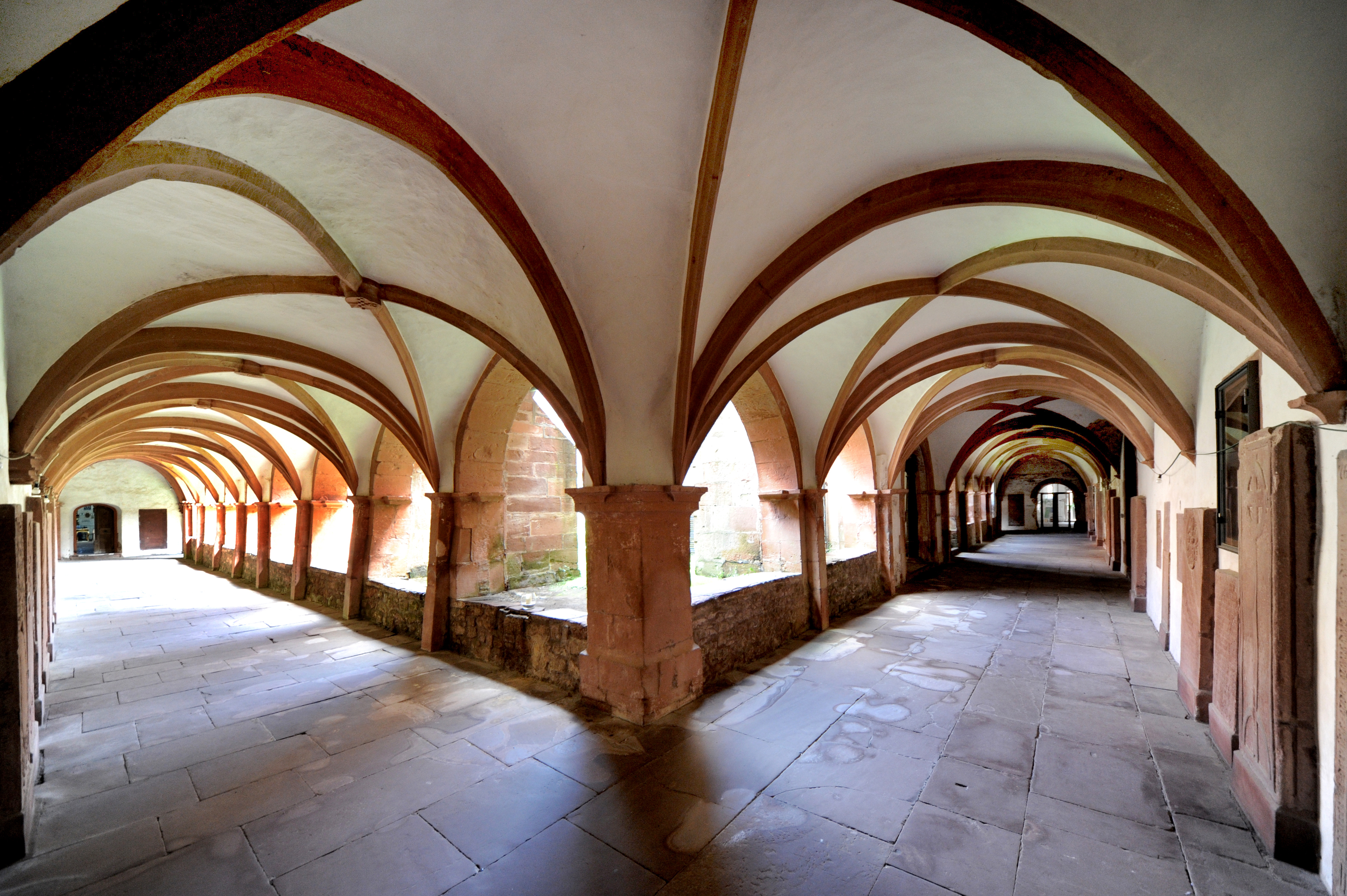
Der Kreuzgang
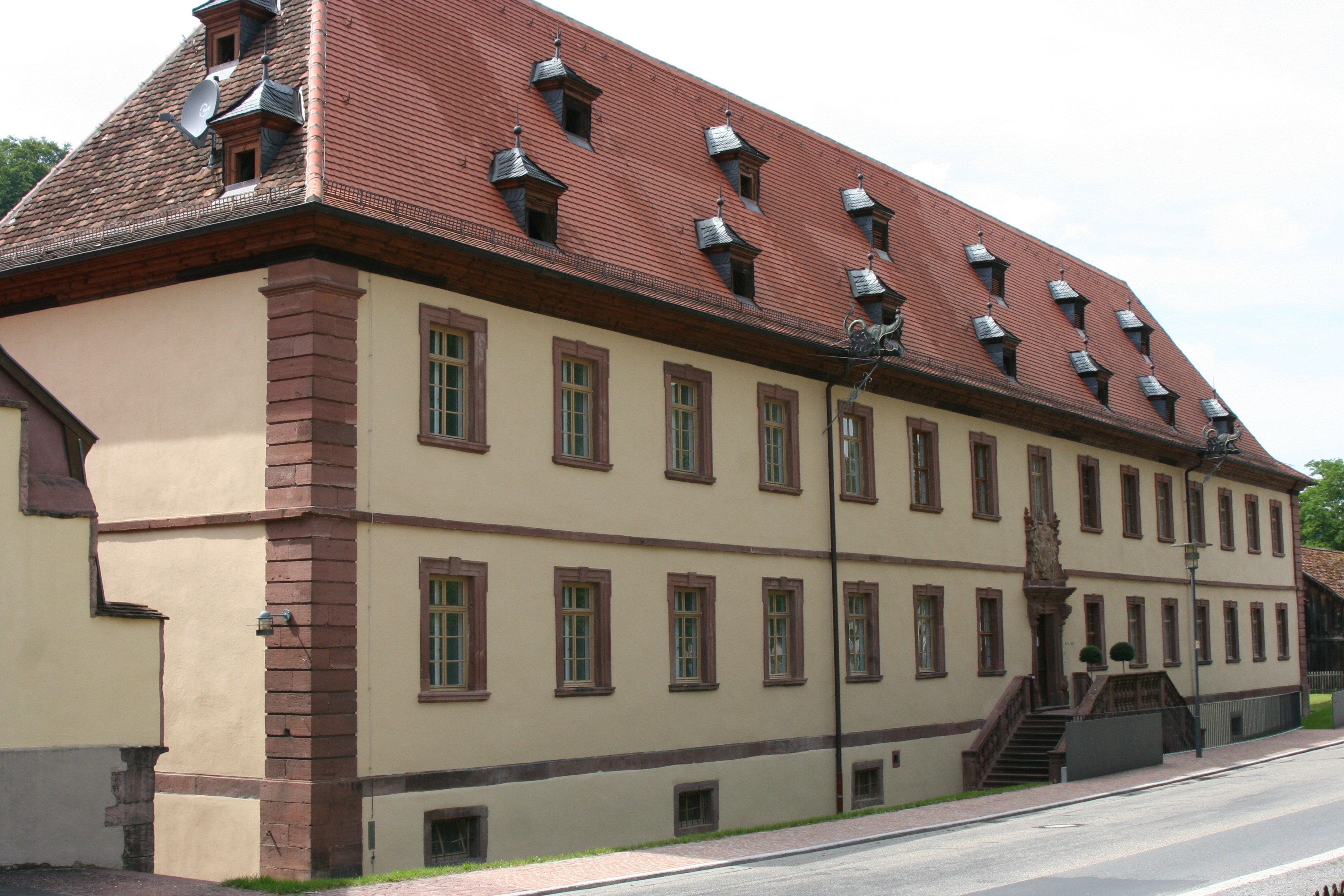
Bursariat, heute: Hotel Kloster Bronnbach
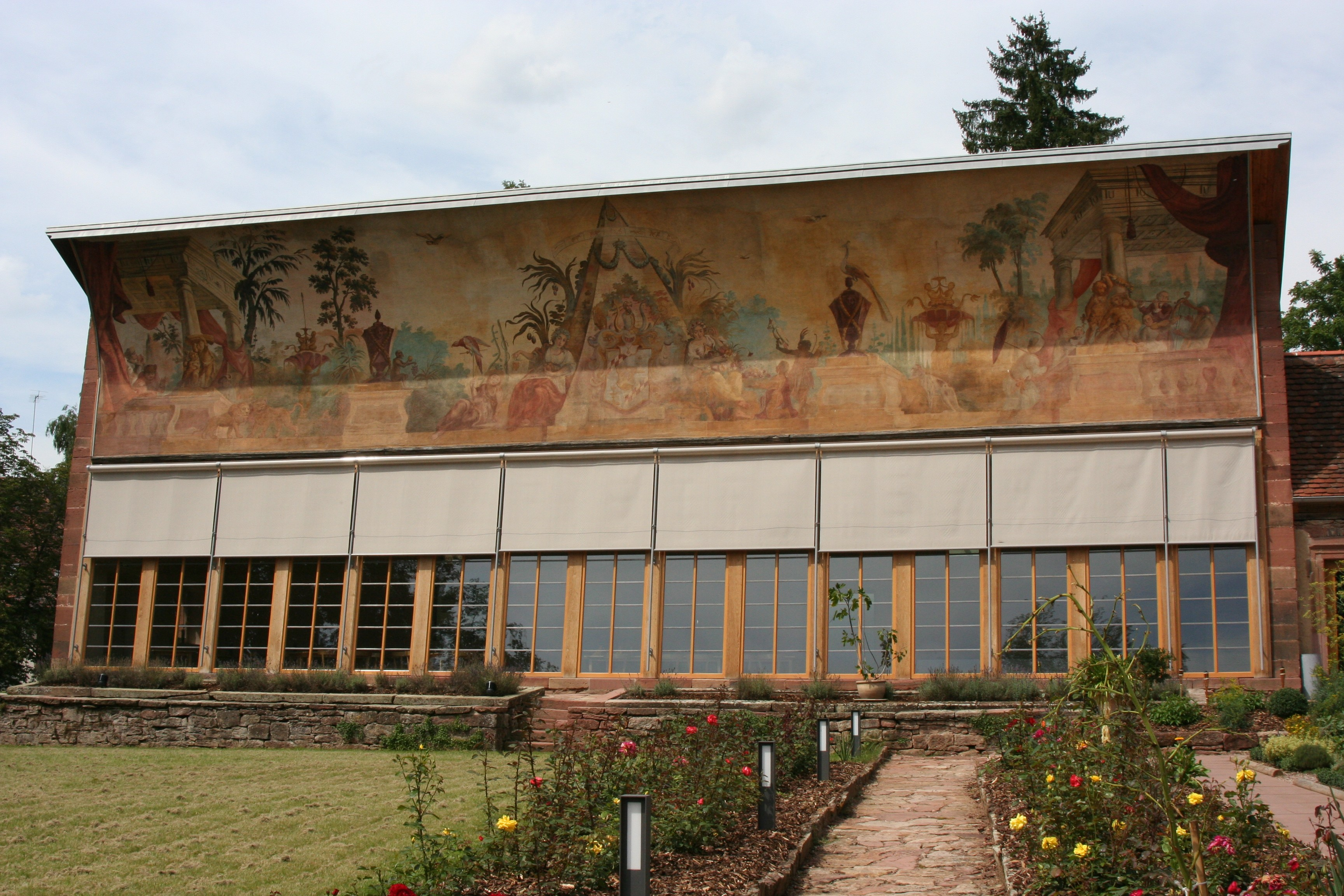
Restaurant in der Orangerie mit Klostercafé
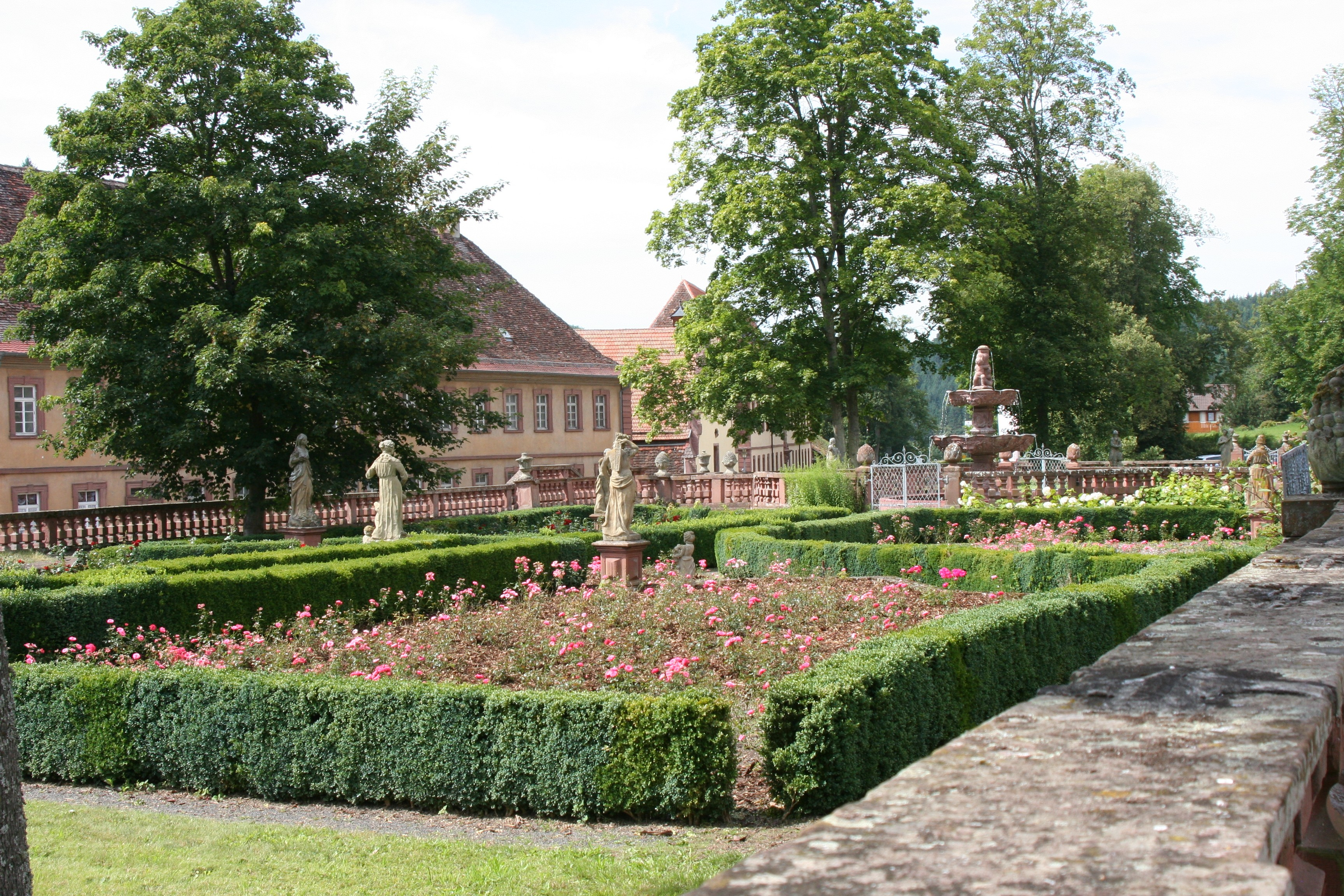
Der Garten des Klosters

- Jakobskirche Urphar

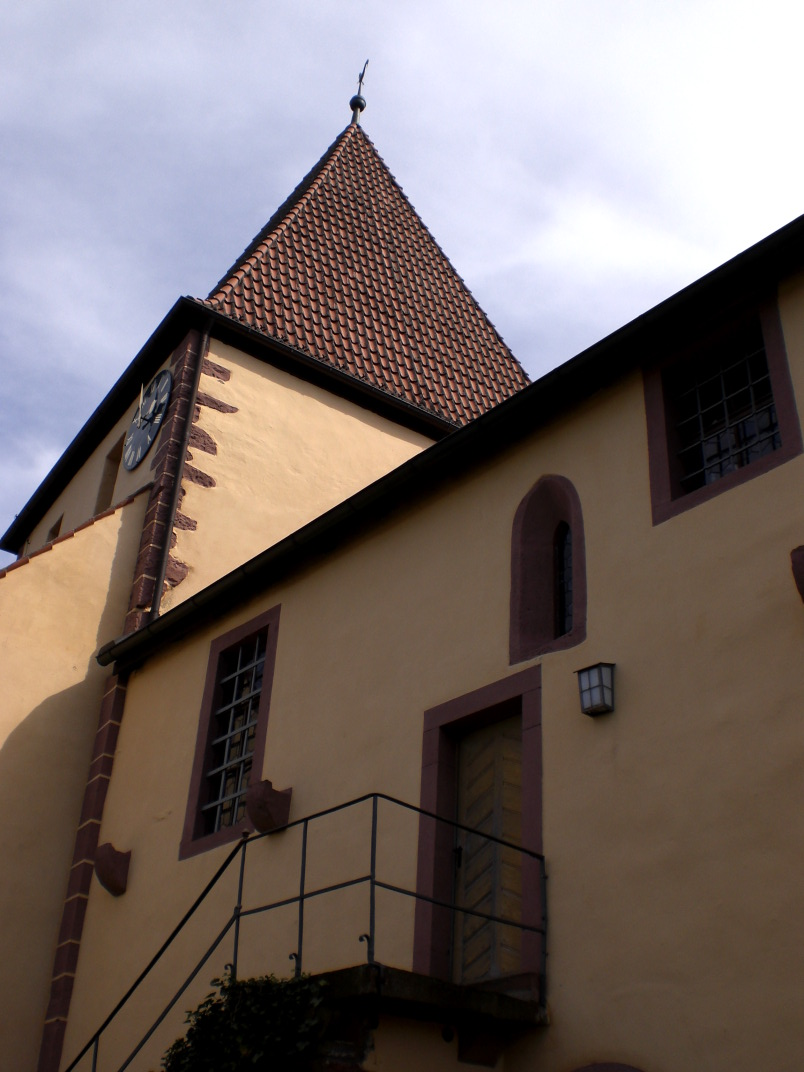
Die Wehrkirche Urphar

Die Jakobskirche in Urphar ist eine mittelalterliche Wehrkirche mit Fresken des Meisters von Urphar. Über ihrem Altar hängt ein Kreuz mit einem „lächelnden Christus“.

### Wertheim als literarischer Schauplatz
In Wolfram von Eschenbachs Gralsroman Parzival (um 1205) wird der Graf von Wertheim vom Erzähler scherzhaft-vertraulich als „min herre“ angesprochen, weshalb in der literaturgeschichtlichen Forschung davon ausgegangen wird, dass Wolfram in einer engeren Beziehung zur Grafschaft stand. Von 1412 bis 1418 war der Arzt und Dichter Johann Lange von Wetzlar in Wertheim tätig und verfasste für die Grafenfamilie unter anderem die moralisch-pädagogische Schrift Auree claves (1418).
Die sogenannte Wertheimer Bibel des Theologen Lorenz Schmidt, erschienen 1735, gilt als die erste frühaufklärerisch-rationalistische Bibelübersetzung in deutscher Sprache. Ihre Kommentare heben auf eine natürliche Erklärung für die biblischen Wunder ab. In Wertheim geboren und aufgewachsen ist Amalie Baader, eine Journalistin und Kurzgeschichtenautorin des 19. Jahrhunderts. Die intellektuellen Anfänge von Wolfgang Frommel, dem Gründer des Castrum Peregrini, spielten sich in Wertheim ab, wo er 1923 das Abitur ablegte und einen elitären intellektuellen Freundeskreis gründete. Zu diesem „Wertheimer Kreis“, der sich bis zum Beginn des Zweiten Weltkriegs traf – zunächst auf der Burg, später im Hofgartenschlösschen –, gehörten neben Frommel besonders die Schriftsteller Percy Gothein und Achim von Akerman.
Wertheim spiegelt sich in verschiedenen Sagen und literarischen Werken. So spielt einer der sieben Handlungsstränge von Anna Seghers’ Das siebte Kreuz. Ein Roman aus Hitlerdeutschland (1942) in Wertheim und dessen Umland. Die aus Lindelbach bei Wertheim stammende Katharina Schulz (1897–1992) war von 1926 bis 1937 als Kinderfrau bei Anna Seghers angestellt und versorgte die Schriftstellerin mit Details über die lokalen Verhältnisse.

### Überregionale Veranstaltungen
Am 13. und 14. Mai 2006 fanden in Wertheim die Heimattage Baden-Württemberg statt.

### Wanderwege

#### Radwanderwege
Der Main-Radweg und der Taubertalradweg sowie der Main-Tauber-Fränkische Rad-Achter führen durch das Wertheimer Stadtgebiet. Der Main- und der Taubertalradweg sind die ersten beiden ADFC-5-Sterne-Radwege in Deutschland, von denen derzeit (2023) jedoch nur der Taubertalradweg diese Zertifizierung besitzt. Der Taubertalradweg ist ein Teil der D-Route 9 (Weser - Romantische Straße). Sie verbindet außerdem Wertheim mit Würzburg, und zwar über die Stadtteile Bettingen und Dertingen und über Holzkirchen, Uettingen und Waldbüttelbrunn. Der Main-Radweg ist ein Teil der D-Route 5 (Saar-Mosel-Main).

#### Wein-Wanderwege
Der „Wein-Tauber-Wanderweg“ ist ein etwa 20 Kilometer langer Wanderweg rund um die Stadt. Er verbindet das ehemalige Zisterzienserkloster Bronnbach, den Weinort Reicholzheim, das Dorf Waldenhausen und die Stadt Wertheim und führt zu wein- und kulturhistorischen Punkten, die durch Infotafeln vor Ort erläutert werden. Der Wanderweg gegliedert sich in zwei Rundtouren, die einzeln oder als große Schleife erwandert werden können. Einzelne Streckenabschnitte führen über Abschnitte des Europäischen Fernwanderwegs und des Main-Donau-Wanderwegs.
Der dritte Wanderweg im Lieblichen Taubertal (LT 3) mit der Bezeichnung „Wein und Glaube“ führt von Wertheim über Waldenhausen und Reicholzheim bis nach Bronnbach zum dortigen Kloster. Die Rückkehr wird über die Bahnstrecke vom Bahnhof Bronnbach (Tauber) bis zum Bahnhof Wertheim empfohlen.

#### Jakobsweg Main-Taubertal
Der etwa 180 km lange Jakobsweg Main-Taubertal führt ebenfalls durch Wertheim sowie die Ortsteile Urphar und Bronnbach. Der Weg verläuft häufig identisch mit dem Panoramaweg Taubertal.

### Sport
Der im Stadtteil Bestenheid ansässige Sportclub Viktoria Wertheim spielte in den Jahren 1964/65 in der 2. Amateurliga Nordbaden und nach einem Aufstieg 1965/66 für ein Jahr in der 1. Amateurliga Nordbaden, der damals obersten Amateurklasse und dritthöchsten deutschen Spielklasse.
In der Saison 2018/19 spielen Viktoria Wertheim und Eintracht Nassig in der Landesliga Odenwald.

## Partnerschaften
Die Stadt Wertheim besitzt seit 1963 eine Partnerschaft mit dem Marineversorgungsschiff Main aus Eckernförde.